# Mittelmeerraum

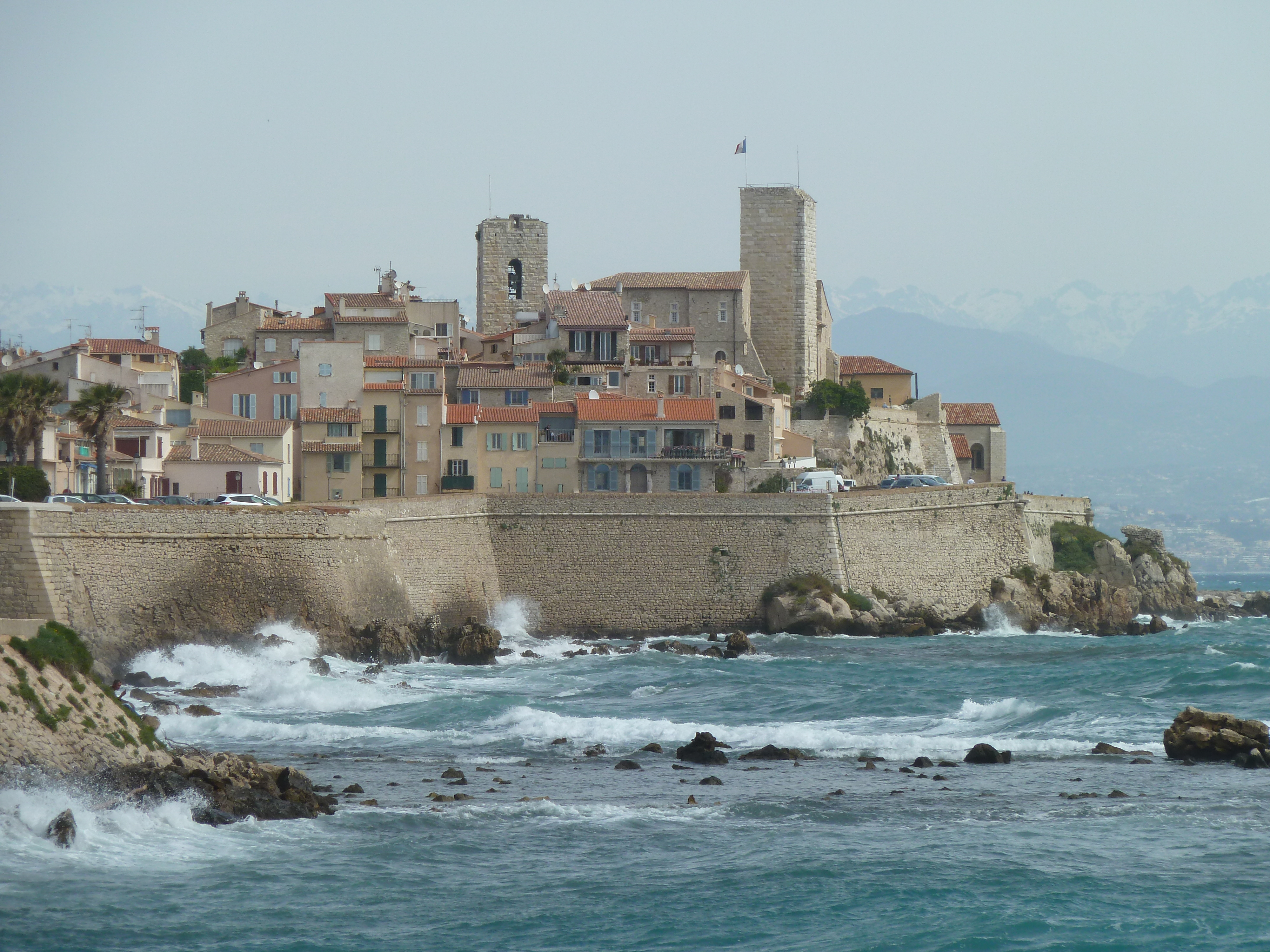
Stadtansicht von Antibes (Frankreich). Warmes Klima, Meer, Berge und kulturelles Erbe machen den Mittelmeerraum zu einer Touristenregion.

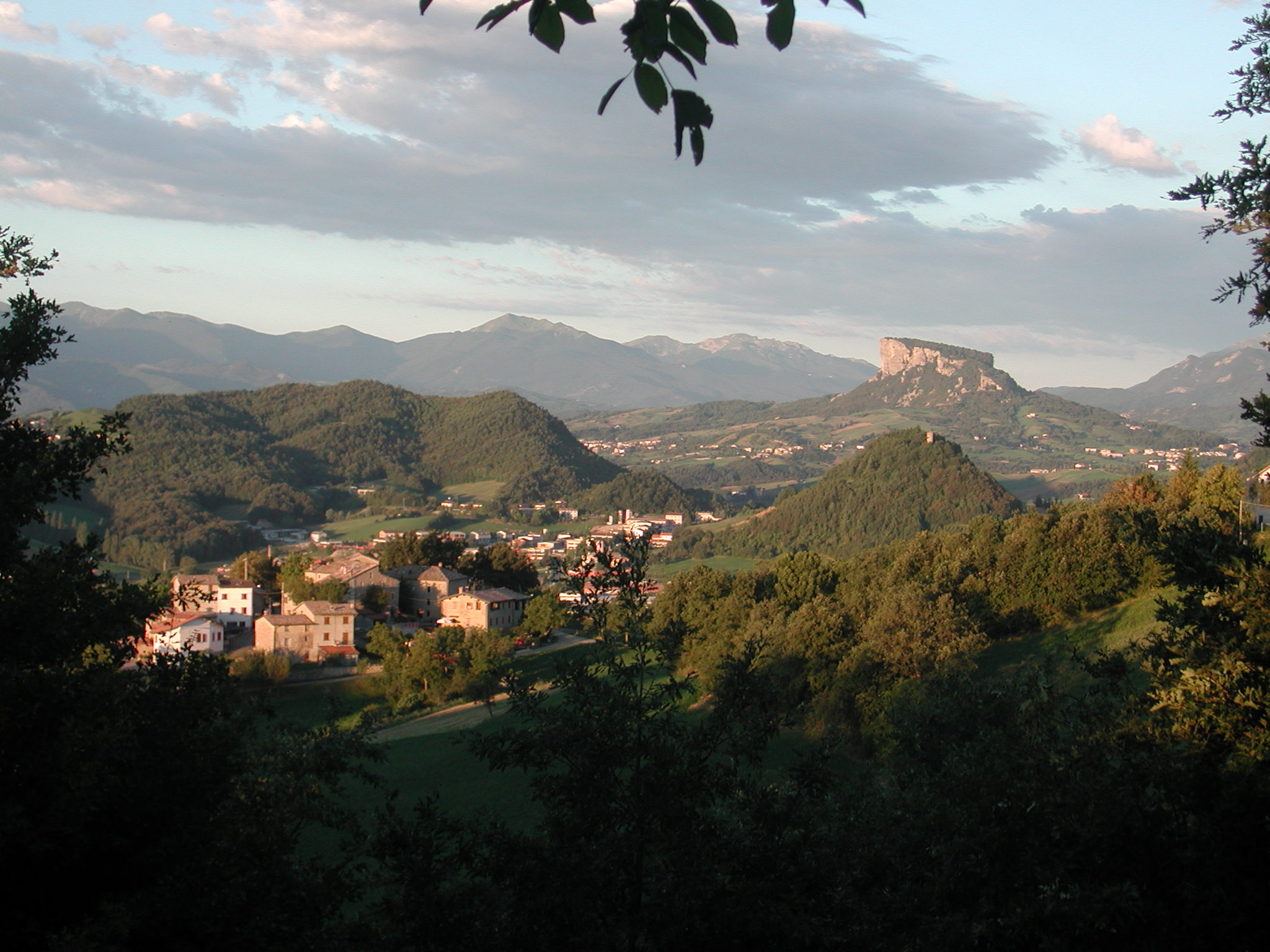
Blick auf die Pietra di Bismantova im Apennin, Italien. Das Binnenland ist ländlich geprägt.

Der Mittelmeerraum, auch Mediterraneum genannt, ist die Großregion rund um das Mittelmeer.
Der Mittelmeerraum ist eine interkontinentale Region, die das Mittelmeer mit den darin liegenden Inseln und die küstennahen Festlandregionen dreier Kontinente umfasst, die zu Südeuropa, Vorderasien und Nordafrika gerechnet werden. Der Begriff Mittelmeerraum lässt sich nach physisch-geographischen, politischen, klimatologischen, biogeographischen und kulturellen Gesichtspunkten genauer abgrenzen.

## Geographie

### Abgrenzung und Ausdehnung

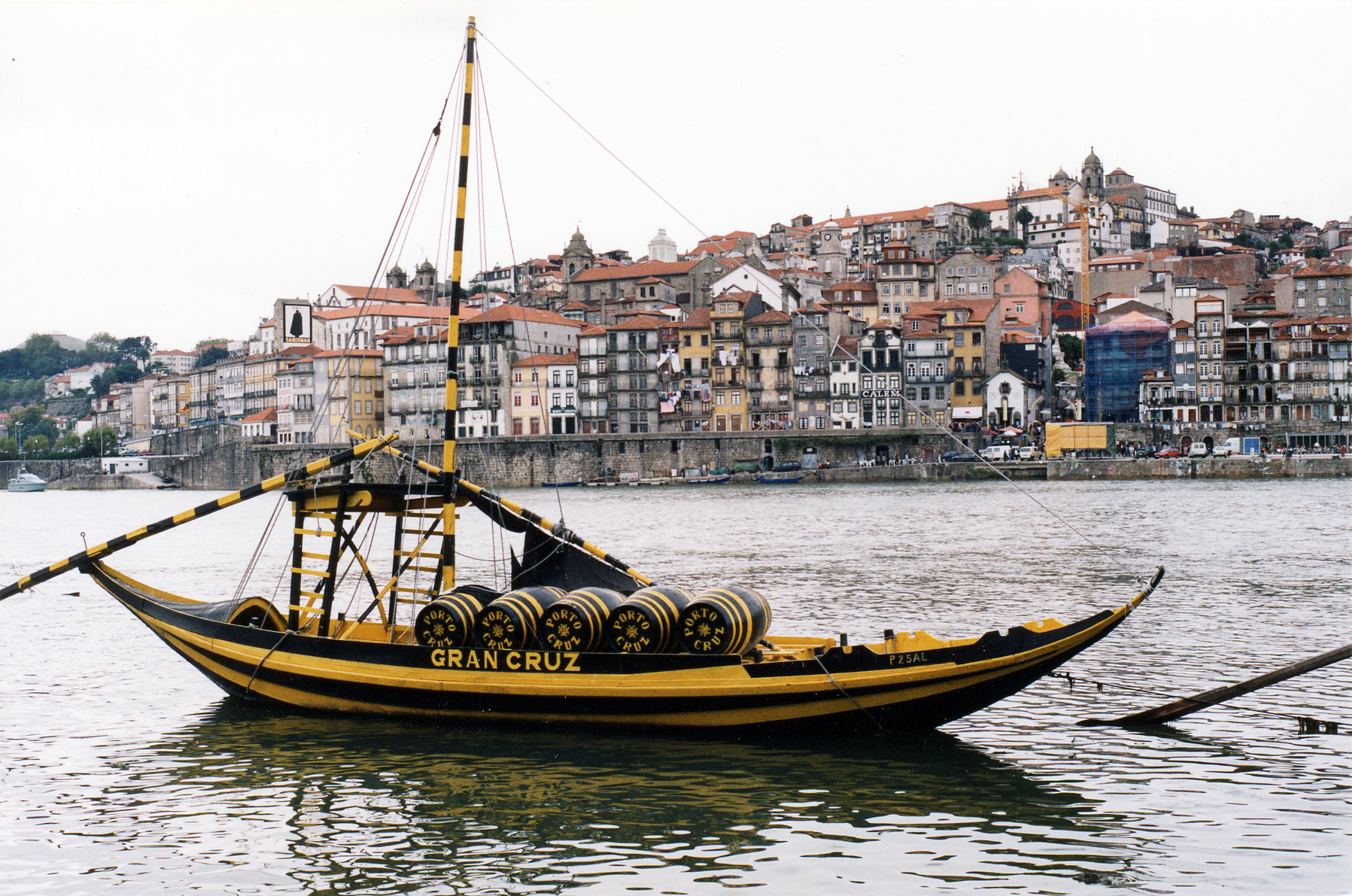
Stadtansicht von Porto (Portugal). Trotz ihrer Lage am Atlantik gehört die Stadt zum Mittelmeerraum. Handel und Weinbau bestimmten ihre Geschichte wie die der ganzen Region.

Insgesamt erstreckt sich dieses Gebiet über mehr als 1,3 Millionen km² Landmasse und 2,5 Millionen km², die das Mittelmeer bedeckt. Als nördlichster Punkt gilt der Alpenfuß in Venetien, der westlichste Punkt ist das Cabo da Roca bei Lissabon. Im Osten und Süden markieren die Übergänge zur Syrischen Wüste bzw. zur Sahara die Grenzen, wobei die Grenzziehung im Süden willkürlich ist, denn dort reicht das Wüstenklima (z. B. bei Port Said im Norden des Sinai) unmittelbar bis an die Küste heran.
Der Mittelmeerraum teilt sich über die drei Kontinente Europa, Afrika und Asien auf. In Europa erstreckt er sich ganz oder teilweise – von West nach Ost – über Portugal, Spanien, Andorra, Frankreich, Monaco, Italien, San Marino, Vatikanstadt, Malta, Slowenien, Kroatien, Bosnien-Herzegowina, Montenegro, Albanien, Griechenland und die europäische Türkei. Der asiatische Teil umfasst die kleinasiatische Türkei sowie Syrien, Libanon, Israel, die palästinensischen Autonomiegebiete und Jordanien sowie die Insel Zypern. In Afrika gehören – von Ost nach West – die nördlichen Landesteile von Ägypten, Libyen, Tunesien, Algerien und Marokko zum Mittelmeerraum.
Gemeinhin wird der Mittelmeerraum durch die das Mittelmeer umgebenden Gebirgs- und Höhenzüge definiert: Pyrenäen, Alpen, Dinariden, Serbomazedonisches Massiv, Rhodopen, Taurus, Libanon, Westjordanisches Gebirge, Sinai, Libysche Wüstenplatte, Hammada al-Hamra (Tripolitanische Felswüste) und Atlas. Damit entspricht er weitgehend dem Einzugsbereich des Mittelmeeres (in den Unterläufen), vom Nilgebiet und einigen Flüssen wie der Rhone abgesehen.
Im engeren Sinne wird er durch das natürliche und potenzielle Verbreitungsgebiet des Olivenbaums eingegrenzt, man spricht daher auch von der Ölbaumgrenze. Diese Definition setzt den Mittelmeerraum mit der Verbreitung des Mittelmeerklimas im Bereich Europa, Vorderasien und dem nördlichen Afrika gleich. Einige Küstenregionen des Mittelmeeres liegen bereits in benachbarten biogeographischen Klimaregionen. Andererseits gehören einige Gegenden mit mediterranem Klima, die zu weit vom Mittelmeer entfernt liegen, nicht zu der Großregion (beispielsweise Gebiete um das Schwarze Meer und die Höhenlagen des Zagros-Gebirges in Iran).
Die Staaten, deren Gebiete an diesem Raum teilhaben, werden Mittelmeerländer genannt. Die meisten der Mittelmeeranrainerstaaten im eigentlichen Sinne, z. B. Frankreich, die Türkei oder die Länder Nordafrikas, gehören nur zu einem kleinen Teil zum Mittelmeerraum. Portugal, Andorra, San Marino, Vatikanstadt und Jordanien werden aus kulturellen und klimatischen Gründen der mediterranen Welt zugerechnet, obwohl sie keine Küste zum Mittelmeer haben.

### Relief

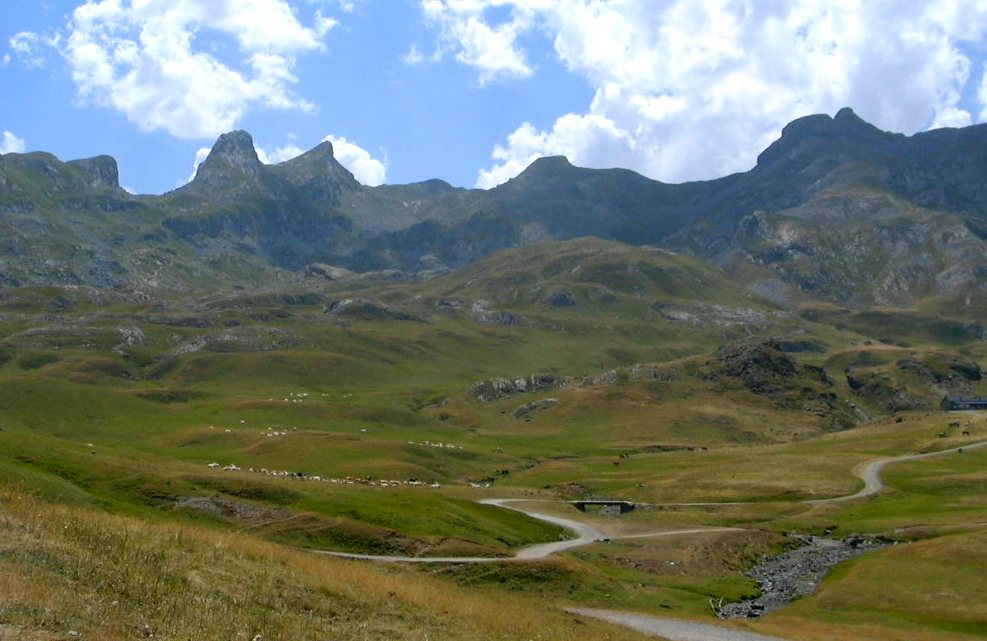
Ein typisches Faltengebirge: Die Pyrenäen

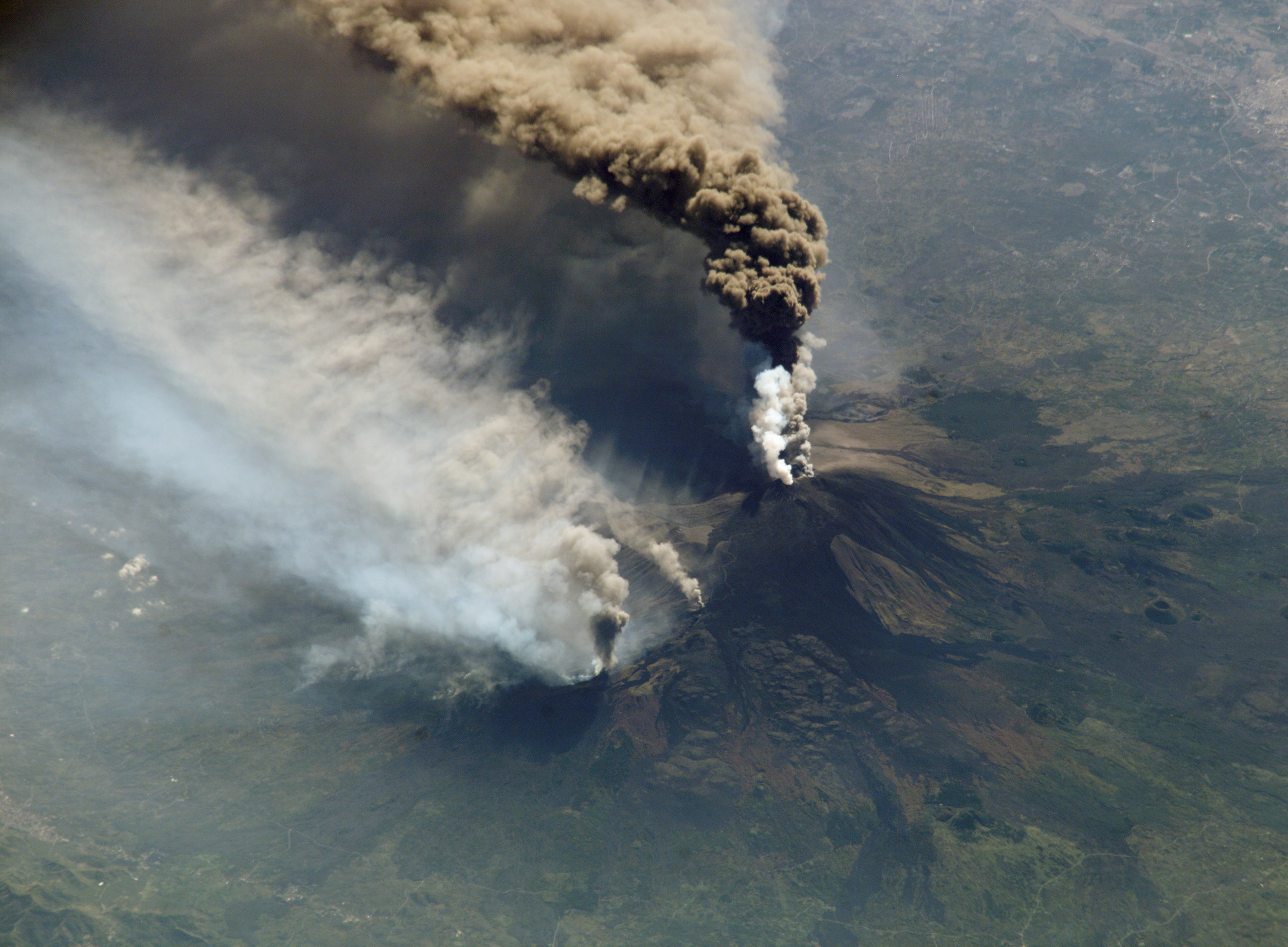
Eruption des Ätna im Jahre 2002

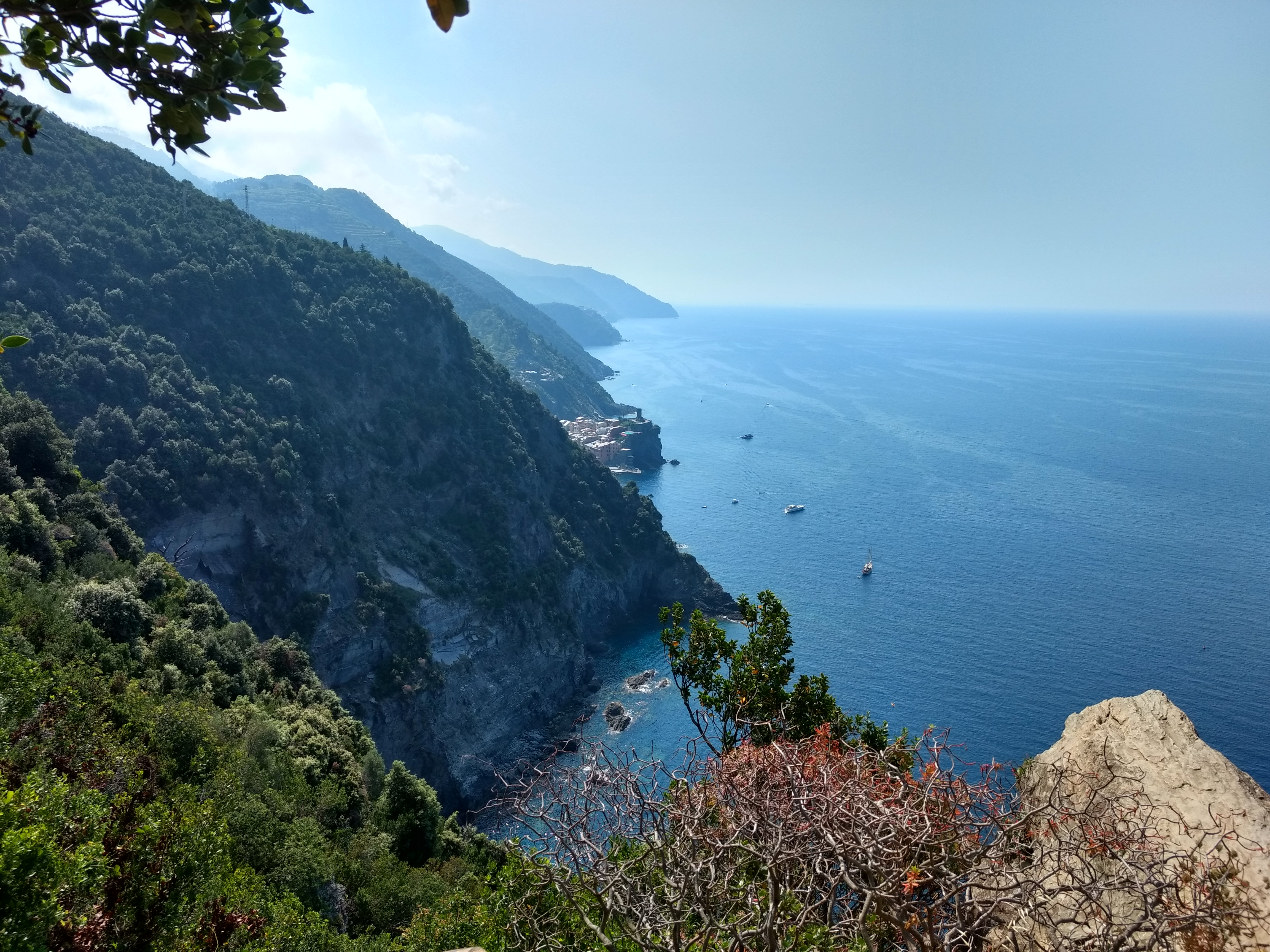
Italienische Küste: Die Gebirge reichen oft bis unmittelbar an das Meer heran.

Die Lage innerhalb einer bis heute tektonisch aktiven Zone begünstigt ein insgesamt kräftiges Relief mit hoher Reliefenergie, das zum größten Teil von hohen Faltengebirgen, zu einem geringeren Teil aber auch von Vulkanen gebildet wird. Die Gebirgszüge sind aufgrund ihrer Höhe oft die Klimascheiden des mediterranen Klimas zum gemäßigten Klima beziehungsweise zum Wüstenklima. In Europa wird so der Mittelmeerraum durch einen fast durchgehenden Riegel nach Norden abgegrenzt, der vom Kantabrischen Gebirge über die Pyrenäen, das Zentralmassiv und die Alpen bis zu deren südöstlicher Fortführung verläuft. Das Dinarische Gebirge in Kroatien und Montenegro rückt sogar bis unmittelbar an die Küste heran, so dass das mediterrane Gebiet hier auf wenige Kilometer Breite gestaucht wird. In den Rhodopen findet dieser Riegel seinen Abschluss. Innerhalb des Mittelmeerraums befinden sich die iberischen Rand- und Zentralgebirge (Sierra Nevada, Küstenkordillere und Kastilisches Scheidegebirge), der Apennin in Italien und die griechischen Gebirgszüge. Auch auf allen größeren Inseln finden sich Massive, die teils die Fortführung kontinentaler Gebirge darstellen.
Die Türkei ist vom Relief ähnlich aufgebaut wie Spanien: Hohe Randgebirge umschließen eine zentrale Hochebene. Im Unterschied zum kastilischen wird das anatolische Hochland aufgrund des raueren Klimas allerdings nicht mehr zum Mittelmeerraum gezählt, so dass das Taurusgebirge, das die ganze Südtürkei durchzieht, ebenfalls als Klimascheide zählt. An der Levanteküste riegelt das Libanon-Gebirge den Mittelmeerraum gegen die leeseitig gelegene Wüste ab. In Afrika schafft der Atlas ebenfalls eine eindeutige Grenze zur Wüste. Einzig die libysche und ägyptische Küste weisen kein ausgeprägtes Relief auf.
Da die Hauptkämme der nördlichen Grenzgebirge definitiv nicht zum Mittelmeerraum gezählt werden, gilt der Toubkal (4165 m) im Hohen Atlas als dessen höchste Erhebung. In Europa stellt der Mulhacén (3482 m) in der Sierra Nevada den höchsten Gipfel. Höchster Berg der Inseln und gleichzeitig höchster Vulkan Europas ist der Ätna mit ca. 3.323 Metern, wobei aufgrund der regen Tätigkeit die Gipfelhöhe über die Jahre schwankt.
Die orographischen Verhältnisse lassen nur wenig Platz für Ebenen: Laut Geländeklassifikation der FAO gelten nur 29 % der Fläche als flach bis wellig gegenüber 53 % welligem bis bergigem Land (dominante Hangneigung über 8 %) und immerhin 18 % gebirgigem Land mit einer Hangneigung über 30 %. Ebenen finden sich vor allem in geologisch alten Regionen (spanische Meseta und Nordafrika ohne Atlas) und in den wenigen Sedimentbecken.

### Klima
| III. Kühlgemäßigte Zone Ozeanische Klimate Subozeanische Klimate Subkontinentale Klimate Kontinentale Klimate Sommerwarme, winterfeuchte Klimate Winterkalte Feuchtsteppenklimate Winterkalte Trockensteppenklimate Winterkalte Halbwüsten |  | IV. Warmgemäßigte Zone/Subtropen Winterfeucht-sommertrockene Mediterranklimate Winterfeucht-sommerdürre Steppenklimate Halbwüsten und Wüstenklimate Ständig feuchte, sommerheiße Klimate Gebirgsklimate |  |

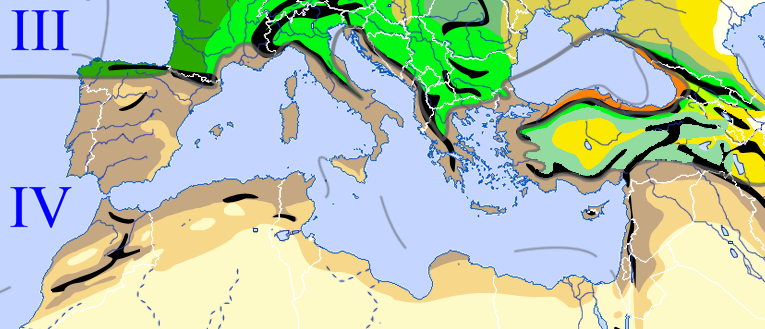
Karte der Jahreszeitenklimate nach Troll-Paffen-Klassifikation für den Mittelmeerraum (Bezugszeitraum: Mitte 20. Jh.):

Der Mittelmeerraum ist fast ausschließlich vom nach ihm benannten Mittelmeerklima bestimmt, das sich aber auch in anderen Weltgegenden findet. Der Mittelmeerraum nimmt allein zwischen 50 und 60 % dieser Klimate ein.
Der mediterrane Klimatyp heißt auch Winterregenklima der Westseiten. Dieses Klima kommt hier dadurch zustande, dass sich die Region im Grenzgebiet zwischen der Kalmenzone der Subtropen (Rossbreiten) und der Westwinddrift der gemäßigten Breiten liegt, und gegen Norden – bis auf wenige Einfallsschneisen – gegen polare Kaltluft abgeschirmt ist, gegen Süden zur Sahara hin aber weitgehend offen. Im Sommer bestimmt das Azorenhoch das Geschehen, indem es sich praktisch über den ganzen Mittelmeerraum ausbreitet. Windarmes, sonnenscheinreiches Wetter ist die Folge – vereinfacht gesagt wandert das Wüstenklima im Sommer nach Norden. Im Winter stellt sich ein umgekehrter Effekt ein: das Hoch verlagert sich meist nach Süden und lässt den Mittelmeerraum im Einflussbereich der über dem Atlantik gesättigten Westwinde zurück. Nur selten gerät das Mittelmeergebiet in den Einfluss polarer Kälteeinbrüche oder kontinentaler Winterhochs, die dann Schnee bis an die Südküsten bringen können.
Der Mittelmeerraum hat ein autochthones (nur hier vorkommendes) Aktionszentrum, die typische Zugbahn einer Zyklone, das Mittelmeertief: Diese Tiefs können aus dem atlantisch-westeuropäischen Raum von nordeuropäischen Hochs oder polaren Nordwinden nach Süden abgedrängt werden und daher nördlich oder südlich der Pyrenäen in den Mittelmeerraum ziehen, oder sich im westlichen Mittelmeer bilden. Dort können sie sich immer wieder mit Wasser anreichern, so dass sie in Folge reichlichen Regen bringen. Teils lösen sie sich über Italien und der Adria wieder auf, teils ziehen sie über den Balkan Richtung Schwarzes Meer oder in den östlichen Mittelmeerraum bis in den Nahen Osten, und selten Richtung Zentralosteuropa (Vb-Wetterlage). Mittelmeertiefs gibt es zu allen Jahreszeiten, gehäuft aber im Frühjahr und Herbst.
Typische Winde im Mittelmeerraum, die von den Mittelmeertiefs oder den umliegenden Aktionszentren gesteuert werden, sind:
- der Föhn, ein warmer, stürmischer Ausgleichswind, der meist an der Alpennordseite nordwärts bläst (Regen an der Alpensüdseite), seltener aber umgekehrt über die Alpensüdseite in das italienische Mittelmeergebiet (Südföhn)
- der Mistral, ein trockener Fallwind im Rhonetal aus nördlichen Richtungen
- die föhnige Höhenströmung, an der Vorderseite atlantisch-westeuropäischer Tiefs von Südosten nach Mitteleuropa gesteuerte warme, trockene Luftmassen. Sie führt zu umfassenden Wärmeeinbrüchen oder Hitzewellen und transportiert auch den bekannten Saharastaub
- die Bora, ein sehr kalter, oft stürmischer nordöstlicher Fallwind an der oberen Adria
- der Scirocco, ein aus Südwest bis Süd wehender, warmer Wind, der aus der Sahara über das Mittelmeer zieht und sich dort mit Feuchtigkeit auflädt
- der Meltemi (auch Etesien genannt), ein in der Ägäis auftretender sommerlicher Nordwind (nach diesem auch älter Etesienklima für das Mittelmeerklima im engeren Sinne)
- der Chamsin, ein trockenheißer Wüstenwind an der Levanteküste

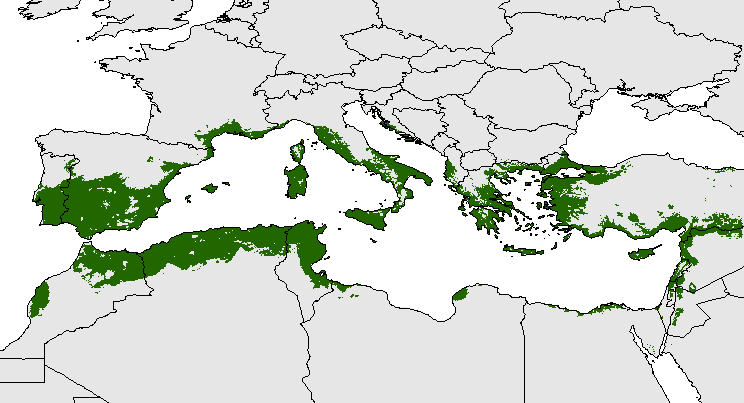
Mögliche Verbreitung des Olivenbaums im Mittelmeerraum

Charakteristisch für das Mittelmeerklima sind milde, regenreiche Winter und heiße, trockene Sommer. Das Verbreitungsgebiet des Olivenbaums fällt mit der 5°-Januarisotherme zusammen, das entsprechende Klima wird auch als Ölbaumklima bezeichnet: Diese Grenze heißt Ölbaumgrenze. Die höheren Lagen sind generell kühler (heißester Monat unter 22 °C) – hier wird von Erikenklima gesprochen. Unterschiede in den Klimaausprägungen bestehen aber nicht nur zwischen Tief- und Hochlagen, sondern auch zwischen nördlichem und südlichem, westlichem und östlichem Mittelmeerraum. Das weiteste Vordringen des Mittelmeerklimas nach Norden wird im Rhonetal beobachtet, wo die klimatypischen Ausprägungen bis etwa 45° nördlicher Breite beobachtet werden.

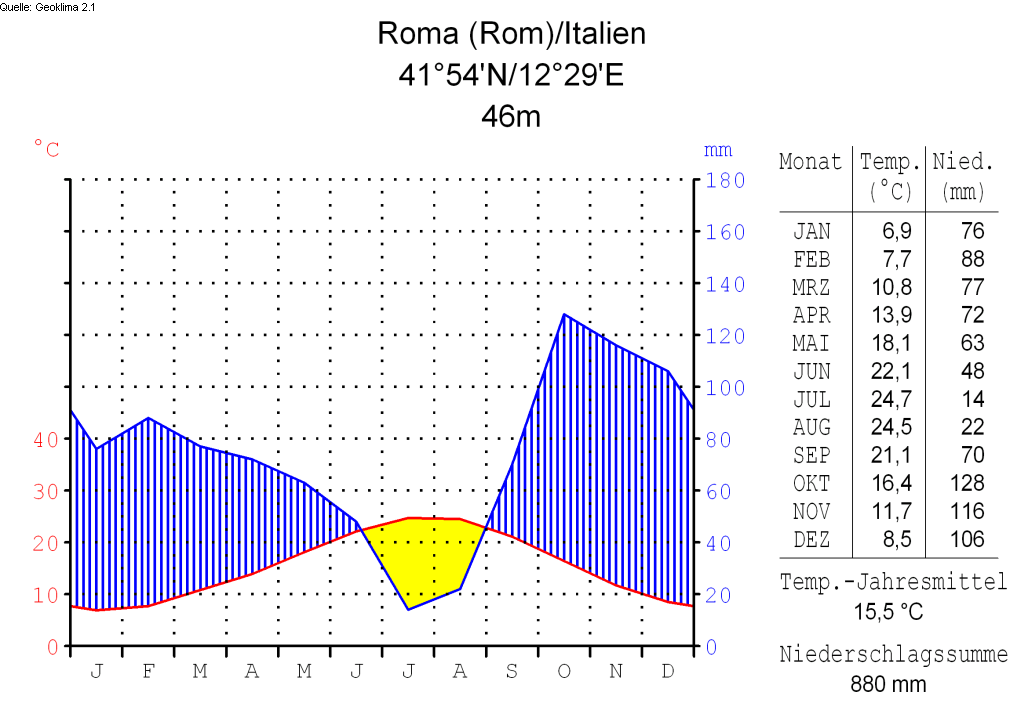
Klimadiagramm Rom
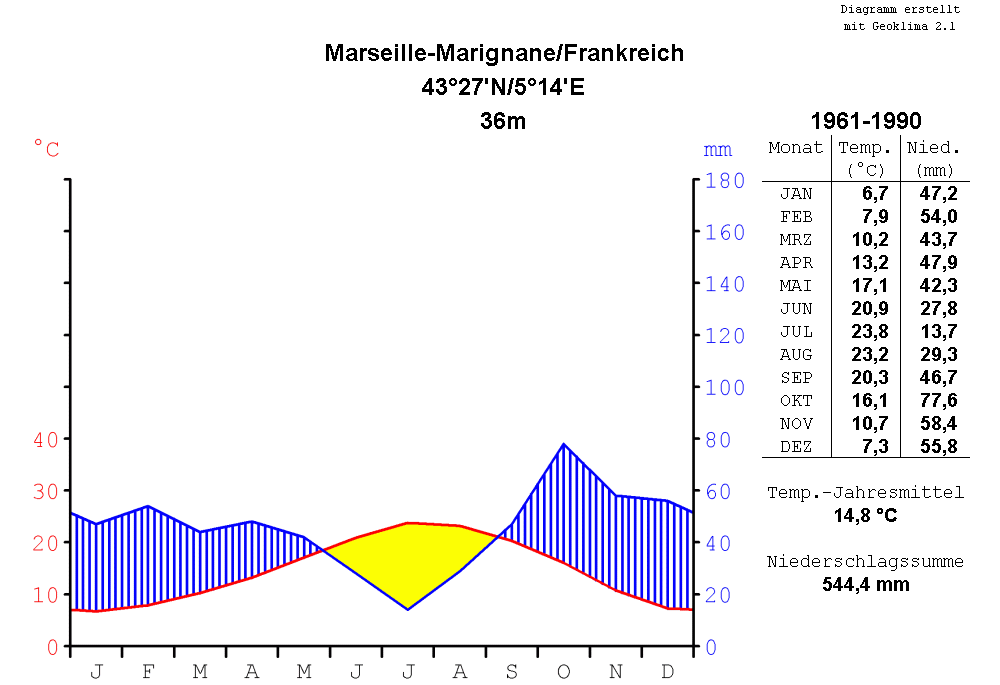
Klimadiagramm Marseille
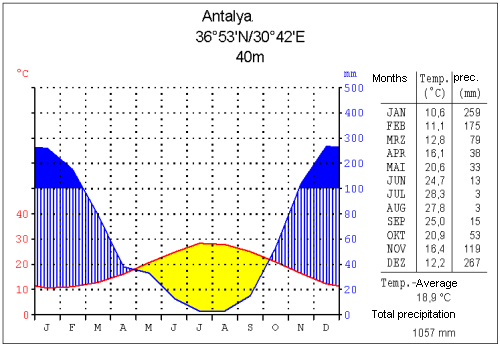
Klimadiagramm Antalya

Im westlichen Mittelmeerraum fällt tendenziell höherer Niederschlag. Dies betrifft insbesondere die Westseiten der Landmassen, an denen sich winterliche Zyklonen abregnen können. So übersteigen die Niederschlagsmengen z. B. an der Ligurischen Küste (Genua) und in Nordportugal die 1000-mm-Marke, auch Rom, Algier und Gibraltar erhalten reichliche winterliche Regenmengen. Der östliche Mittelmeerraum ist dagegen deutlich kontinentaler geprägt – nur die Westseiten der Gebirge (Levanteküste, Montenegro, Westgriechenland) erreichen noch Niederschlagshöhen über 500 mm im Jahr, während die Ostseiten schnell sehr trocken werden können.
Zudem sind die nördlichen Regionen grundsätzlich kühler und feuchter als die südlichen. Auch die Länge der sommerlichen Trockenheit nimmt von Nord nach Süd und von West nach Ost zu. Sind in Avignon beispielsweise nur etwa 45 Tage im Jahr arid, steigt dieser Wert in Jerusalem auf fast 200 Tage an. Im nördlichen Mittelmeerraum steigen die Temperaturen durch den Klimawandel stärker als der globale Mittelwert und es werden stärkere Hitzewellen und Trockenheit prognostiziert.
Bezeichnend für mediterranes Klima sind starke Variabilitäten in Niederschlag und Temperatur. So können insbesondere im kontinentalen Ostteil späte Wintereinbrüche mit Schneefall noch im März auftreten, andererseits sind Hitzeperioden von deutlich über 40 °C und lange Dürren keine Seltenheit. Die winterlichen Regen können sintflutartige Ausmaße annehmen und erreichen teilweise an einem einzigen Tag das Mehrfache eines ganzen Monatsdurchschnitts. Überschwemmungen und verstärkte Erosion sind die Folgen. Katastrophal für die Landwirtschaft kann das Aufeinanderfolgen mehrerer nasser oder trockener Jahre sein.
Im Südteil des Mittelmeeres erfolgt bereits der Übergang zu Steppen- und sogar Wüstenklima. Das Steppenklima beginnt unterhalb von 300 mm Jahresniederschlag und betrifft weite Teile der libyschen und ägyptischen Küste, aber auch einige kleinräumige Regionen in Spanien: Im Windschatten des zentralspanischen Hochlandes (der Meseta) und der angrenzenden Gebirge erhält das Cabo de Gata bei Almería beispielsweise nur noch etwa 200 mm. Gaza muss mit 130 mm auskommen. Im äußersten Süden reicht die Wüste bis an die Küste heran.
Der Raum um die Obere Adria wird bereits in die gemäßigte Zone gerechnet. In der Po-Ebene, in Venetien und an der slowenischen Küste tritt keine geschlossene Trockenperiode mehr auf, obwohl die Temperaturen auch dort mild ausfallen.

### Gewässer

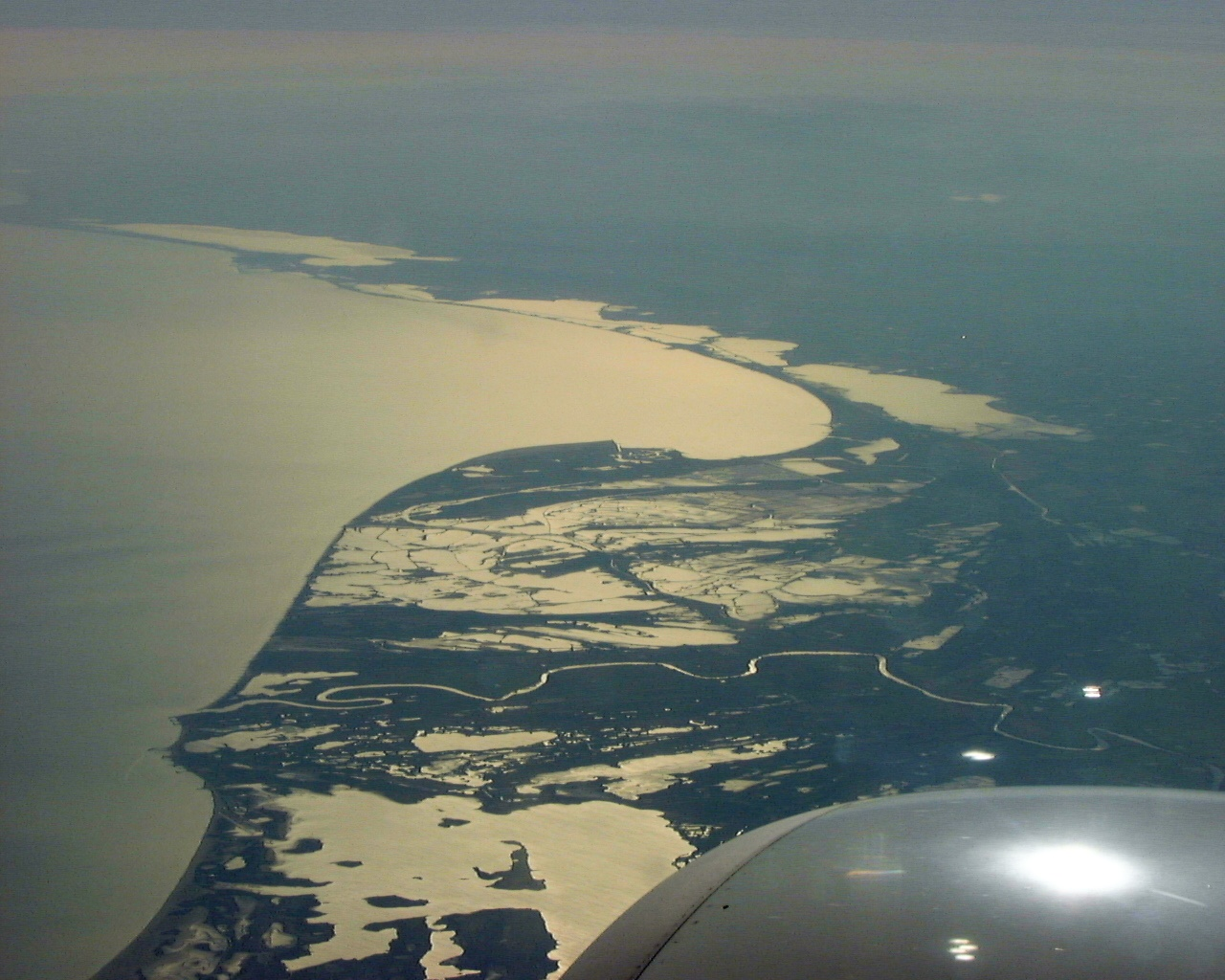
Rhone-Delta, im Hintergrund die Seenreihe des Languedoc

Fast alle Flüsse im Mittelmeerraum münden in das Mittelmeer. Soweit diese in derselben Region entspringen, sind sie zumeist kurz und weisen ein starkes Gefälle auf. Längere Flüsse bilden sich, wenn das Quellgebiet in feuchten Klimaregionen liegt (Nil, Rhone, Po) oder ein größeres Gebiet entwässert wird (Ebro, in Richtung Atlantik auch Tajo, Duero, Guadalquivir). Je höher die Wasserführung, desto stärker ist der Sedimenttransport, so dass weite Schwemmlandebenen entstehen können. Flüsse, die ins Mittelmeer münden, neigen dann zur Delta- und Neulandbildung im Mündungsbereich. Diese Regionen sind zugleich die fruchtbarsten des ganzen Mittelmeerraumes.
Seen gibt es im Mittelmeerraum nur in kleinem Ausmaß. Entlang der französischen Mittelmeerküste im Languedoc liegen eine Reihe Süß-, Brack- und Salzwasserreservoire, die Étangs, die durch die speziellen Windverhältnisse gebildet wurden: Flugsand wird durch den Mistral parallel zur Küste getrieben, wodurch sich ehemalige Buchten vom offenen Meer abgeschnürt haben. Je nach nachträglichem Süßwassereintrag variiert die Salinität des entsprechenden Sees. Der größte dieser Seen ist der Étang de Vaccarès im Rhônedelta. Weitere Seen bilden sich in hügeligem oder gebirgigem Gelände, sind aber zumeist klein. Ein bekannter Vertreter ist der Trasimenische See in Umbrien. Soweit im Mittelmeerraum abflusslose Gebiete existieren, können sich außerdem Salzseen (Schotts) bilden, die im Sommer bisweilen völlig austrocknen. Dies ist vor allem auf den Hochlagen des Atlas der Fall.
Eine Besonderheit der Iberischen Halbinsel ist die hohe Zahl von künstlichen Stauseen, die sich entlang der großen Flüsse fast ununterbrochen aneinanderreihen. Die tiefen Flusstäler in sonst relativ flachem Gebiet erleichtern den Bau von Staudämmen, die durch die reichliche winterliche Wasserzuführung genügend Wasser für jahreszeitenunabhängige Wasserwirtschaft zurückhalten können. Im restlichen Mittelmeerraum ist für wirtschaftlich betriebene Stauseen kaum geeignetes Gelände zu finden.

## Geologie
Der Mittelmeerraum ist eine tektonisch sehr aktive Region, die über der Schnittstelle mehrerer Kontinentalplatten liegt. Die kollidierenden Platten haben dazu geführt, dass fast der ganze Mittelmeerraum in die Zone der alpidischen Faltung geraten ist. Mächtige Gebirge bestimmen den größten Teil der Küsten und ihres Hinterlandes.
Neben der Faltung hat es im Tertiär jedoch auch Bruch- und Wanderungstendenzen gegeben: Iberien und die Apulische Platte mit der Apenninhalbinsel und Sizilien lösten sich von Afrika und trieben separat auf Eurasien zu, bevor der afrikanische Kontinent folgte. Zudem lösten sich Korsika und Sardinien von der europäischen Halbinsel und bewegten sich in einer 90°-Grad-Kurve auf die Apenninhalbinsel zu.
Die ältesten Gesteinsformationen finden sich in Nordostafrika, das Bestandteil des afrikanischen Schildes ist. Auch die Iberische Halbinsel besteht zum größten Teil aus alten oder metamorphen Gesteinen: Hier sind beispielsweise mächtige Granitmassive zu finden. Der Rest des Mittelmeerraums wird größtenteils aus Gebirgsformationen des Tertiär gebildet, als die Kollision der Platten alten Meeresboden um tausende Meter nach oben drückte. Hier haben sich die prägenden Kalksteingebirge erhoben, die aufgrund schneller Verwitterung oft ein sehr steiles Relief bilden. Diese werden ergänzt durch Ergussgesteine (Basalt) aufgrund hoher vulkanischer Aktivität entlang der Plattengrenzen. Somit ist der Mittelmeerraum geologisch gesehen als jung zu bezeichnen. Bis auf einige Sedimentablagerungen der Flussebenen fehlen allerdings die erdgeschichtlich jüngsten Ausprägungen, insbesondere die der pleistozänen Eiszeiten, die beispielsweise das Erscheinungsbild Nord- und Mitteleuropas geprägt haben.

### Seismik des Mittelmeerraums
Der Mittelmeerraum, insbesondere der östliche Teil, ist die mit Abstand seismisch-aktivste Region Europas. Sie bildet eine Kollisionszone, der afrikanischen, eurasischen und arabischen Platte, die den Untergrund in ein chaotisches Puzzle aus unzähligen Verwerfungen und Plattenbruchstücken zerbrochen haben.
Die Gebiete von Griechenland und Kleinasien zeigen die höchsten Verformungsraten und die meiste seismische Aktivität im Mittelmeerraum, hauptsächlich entlang des Hellenischen Inselbogens und der Nordanatolischen Verwerfung.

#### Tektonische Verhältnisse

Tektonische Karte Südeuropas mit Fokus auf den tertiären Strukturen des Alpidischen Gebirgsgürtels.

Die Afrikanische Platte schiebt sich von Süden her unter die Eurasische, von Osten her drängt die Arabische Platte heran. Am Mittelatlantischen Rücken, wo die Nordamerikanische Platte auf die Eurasische Platte trifft, wird neue Erdkruste gebildet, die die Kontinentalplatten in entgegengesetzter Richtung auseinandertreibt. Die nach Osten gerichteten Kräfte erzeugen im Untergrund Mitteleuropas ein Spannungsfeld, welches die Nordwärtsbewegung der Afrikanischen Platte erheblich hemmt. Im südöstlichen Bereich des Tyrrhenischen Meeres und am Südrand des Ägäischen Meeres taucht die Afrikanische Platte bei ihrem Vorstoß nach Norden unter die Eurasische Platte ab und bildet so eine Subduktionszone. Die Arabische Platte verschiebt sich schneller nordwärts als die Afrikanische Platte, da sie auf weniger Widerstand stößt.
Des Weiteren wird in kleinere Mikroplatten unterteilt: die Adriatische, Ägäische und Anatolische Platte. Die Adriatische Platte grenzt östlich an die Italienische Halbinsel und hat bei seiner Nordwärtsbewegung vor sich die Alpen aufgeschoben. Der Untergrund entlang der adriatischen Plattengrenzen steht, aufgrund der ostwärts gerichteten Kräfte des Mittelatlantischen Rückens, unter großen Spannungen. Im östlichen Mittelmeer, südlich von Kreta, taucht der afrikanische Teil des Meeresbodens unter die Ägäische Mikroplatte. Der Anatolischen Block liegt im zentralen und östlichen Teil der Türkei, welcher, da sich die Arabische Platte schneller als die afrikanische bewegt, nach Westen gedrückt wird. Entlang der beiden Anatolischen Verwerfungszonen kommt es immer wieder zu starken Erdstößen.

#### Gefahrenpotential
Obwohl rund 250 Millionen Menschen im Einzugsbereich des Mittelmeers leben, sind die dortigen Gefahrenpotenziale von Erdbeben und Tsunamis nur unzureichend erforscht und der genaue Verlauf der Plattengrenzen und kleineren Brüche dazwischen sind streckenweise unbekannt. Für das letzte Jahrtausend listet das GFZ rund 45.000 Erdbeben für Europa und den Mittelmeerraum. Das Potential für weitere starke Beben und Tsunamis mit Wellenhöhen von mehreren Metern gilt prinzipiell als hoch, genaue Vorhersagen über Zeitpunkt oder Geografie potentieller Beben lassen sich jedoch nur schwer treffen. Prinzipiell gilt aber vorwiegend der Bereich des östlichen Mittelmeerraum als gefährdet, und Tsunamis gelten insbesondere an den Küsten vom südwestlichen Griechenland und Kreta, vom Südosten Italiens, von Zypern, Teilen der Südtürkei, Libyen, Ägypten, Israel und Libanon als wahrscheinlich.

### Böden

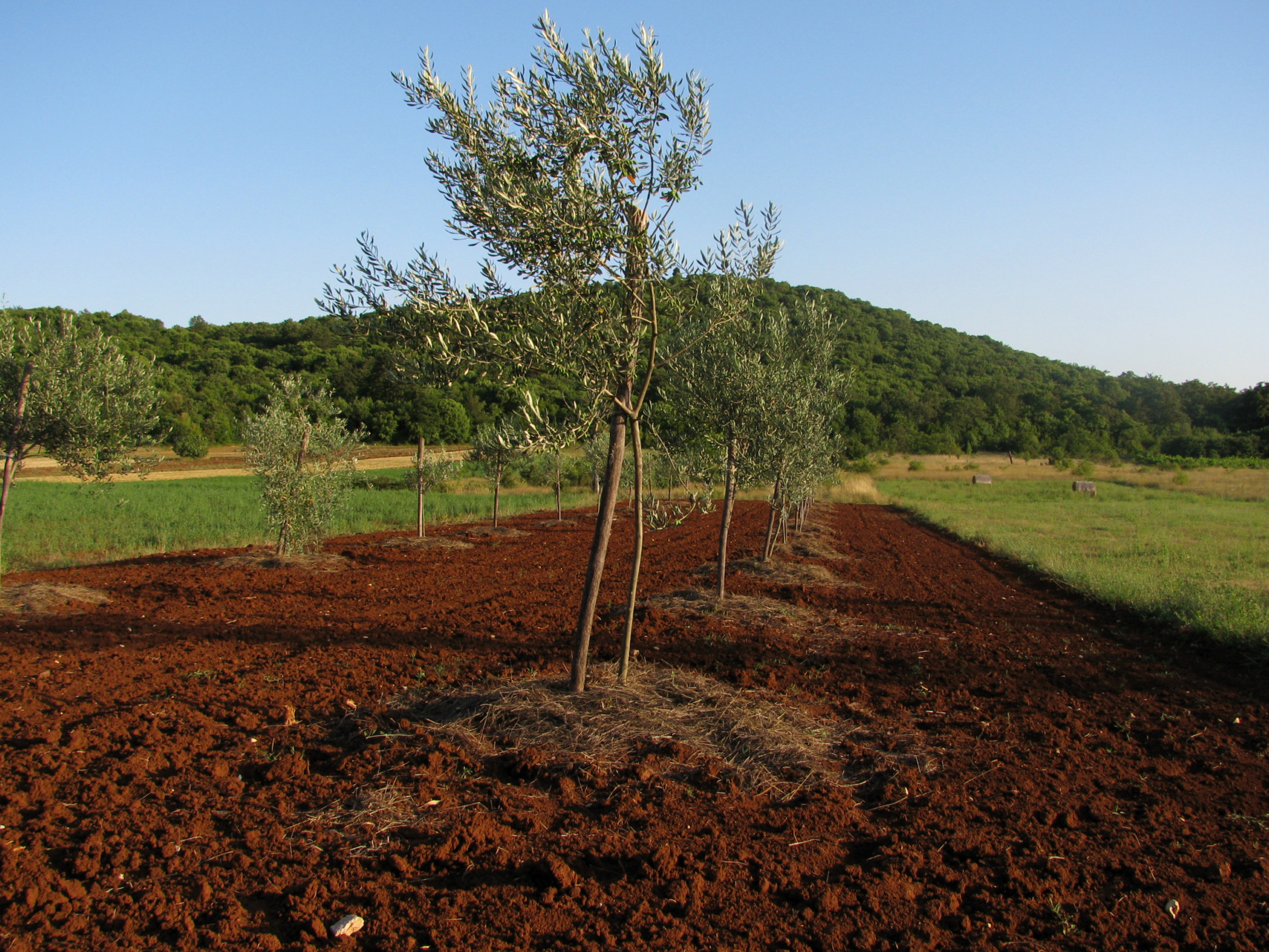
Terra Rossa, Istrien

In einer Weltbodenkarte der FAO und UNESCO ist für den nördlichen Mittelmeerraum und Nordwestafrika allgemein als Bodenzone Chromic Luvisol/Calcaric Cambisol angegeben. Dort sind also leuchtend rote Luvisol-Böden und Braunerden mit kalkhaltigem Gestein zu finden.
Jedoch gibt es im Mittelmeerraum keine einheitliche Verbreitung eines Bodentyps. Aufgrund der Kleinkammerung von Horizontal- und Vertikalrelief herrscht eine fleckenhafte Verbreitung einer Vielzahl an Böden.
So gibt es beispielsweise Terra rossa und Braunerden sowie Halbwüsten- oder dunkle Tonböden. Zudem ist keiner der auftretenden Bodentypen als ausschließlich mediterran klassifiziert, denn alle Böden treten ebenfalls in benachbarten Regionen auf. Im Allgemeinen weisen sie eine rote bis bräunliche Farbe auf. Besonders charakteristisch für diese Region sind jedoch die Terra-rossa-Böden, die am ehesten als mediterran bezeichnet werden. Dieser Boden eignet sich recht gut für die Landwirtschaft: Auch wenn er partiell nährstoffarm ist, weist er eine gute Speicherfähigkeit auf, ist gut belüftet und hält Wasser auch über die Sommermonate.
Insgesamt sind nur 40 % der Böden für die Landwirtschaft geeignet, da der Rest entweder zu flachgründig, zu felsig oder zu stark geneigt ist. Der nutzbare Bodenanteil wird allerdings intensiv bewirtschaftet.

## Ökosystem
Insgesamt zeichnet sich der Mittelmeerraum durch eine besondere Artenvielfalt aus: Die Biodiversität wird auf 400.000 bis 600.000 Tier- und Pflanzenarten geschätzt, was etwa einem Zwölftel der weltweiten Biodiversität entspricht. Nach einer Studie von Conservation International aus dem Jahr 2000 beherbergt allein der Mittelmeerraum 13.000 der weltweit 300.000 endemischen Arten. Eine Ursache hierfür ist die Kleinräumigkeit der Region, die Platz für ökologische Nischen lässt. Damit einher geht andererseits eine geringe Anzahl von Individuen pro Art, so dass eine Störung des Gleichgewichts weitreichende Folgen hat. Die Empfindlichkeit des Ökosystems und erhebliche Schädigungen durch menschliche Eingriffe haben dazu geführt, dass etliche Arten vom Aussterben bedroht oder bereits ausgestorben sind. Mit einer verbliebenen natürlichen Vegetation von nur noch 3 % ist der Mittelmeerraum von Conservation International zu einem sogenannten Hotspot erklärt worden, einem Gebiet mit besonders gefährdeter ökologischer Vielfalt.

### Vegetation

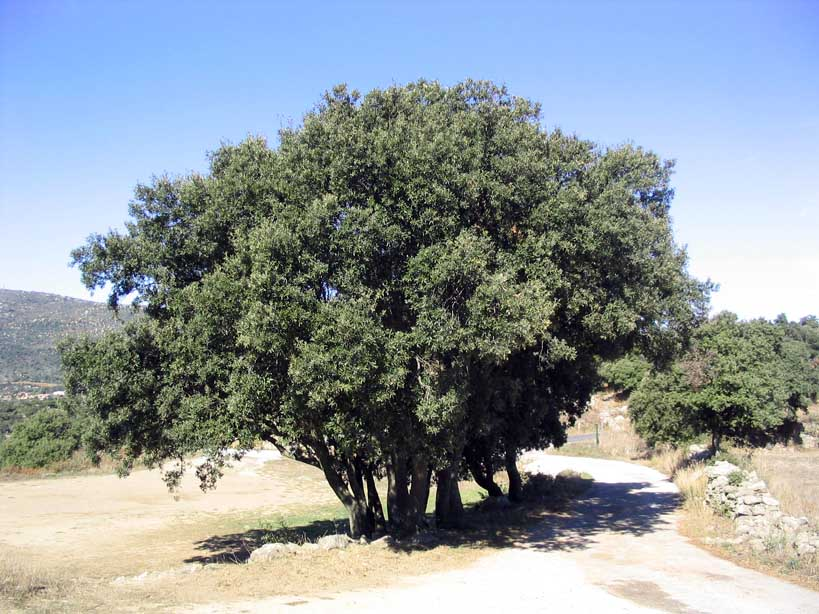
Die Steineiche hat einen hohen Anteil an der mediterranen Vegetation.

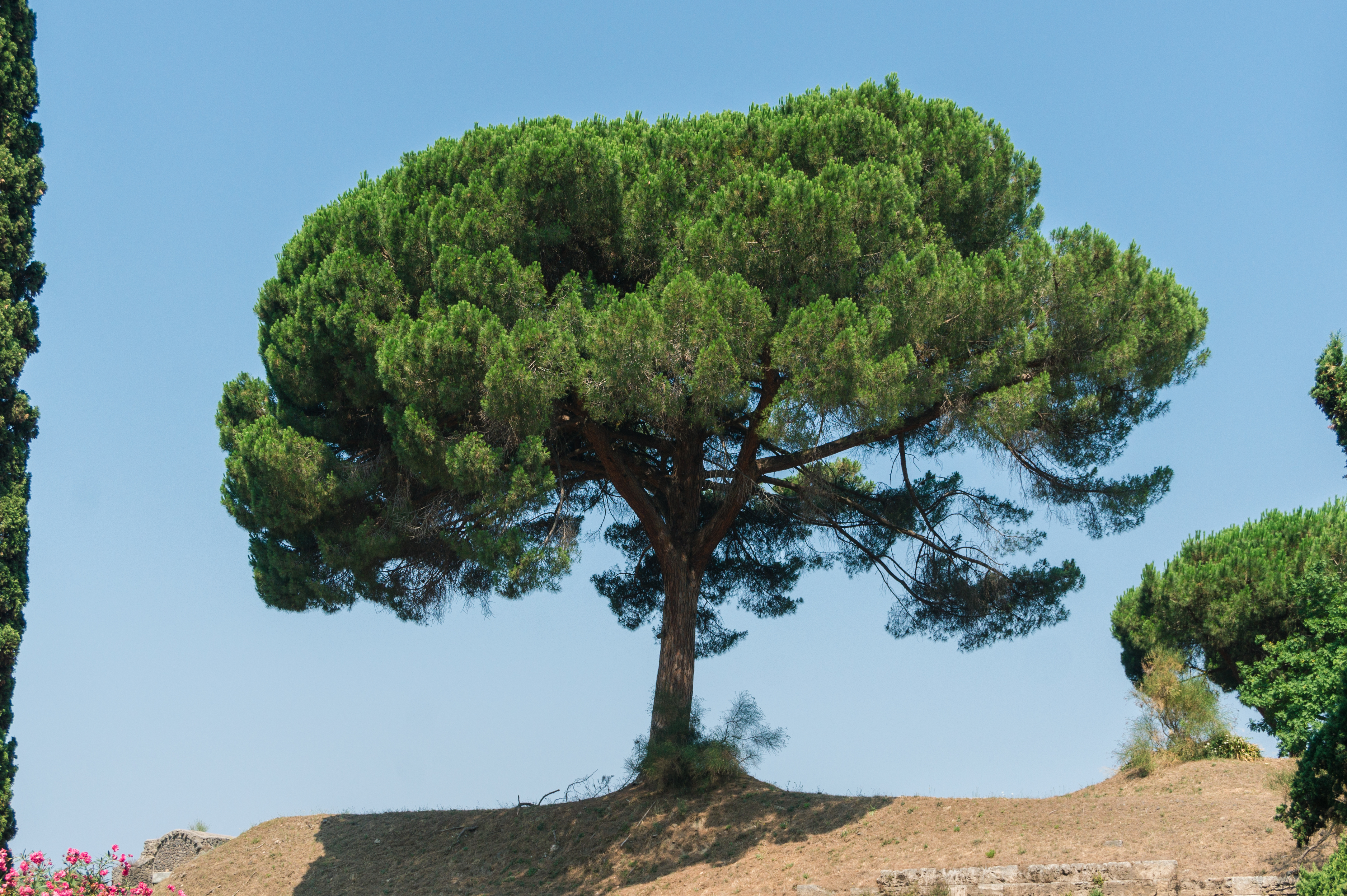
Pinien dominieren die Nadelwaldgebiete.

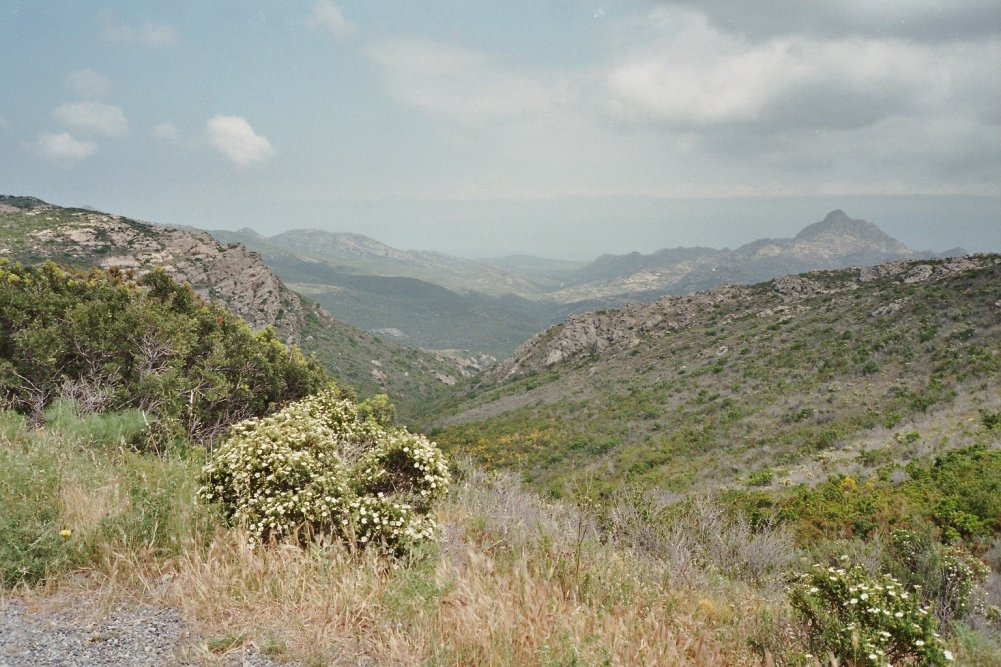
Die Macchie ist die degenerierte Form des Hartlaubwaldes.

Die Vegetation im Gebiet um das Mittelmeer ist durch die Klimaveränderung und natürliche Selektion im Tertiär entstanden. Mit Ende der Eiszeiten hat sich in dieser Region jeweils der sommertrockene, subtropische Klimatyp eingestellt, so dass feuchtigkeitsliebende Pflanzen nach Norden abgedrängt und – je nach Biotop – immergrüne Hartlaubgewächse oder Nadelhölzer bestimmend wurden. Zwar ist aufgrund jahrtausendealten menschlichen Eingriffs die ursprüngliche Vegetation nur schwer zu bestimmen, aber es ist wahrscheinlich, dass der Mittelmeerraum einst vollständig von Wäldern dieser Arten bedeckt war. Typische Vertreter sind im Westen die Steineiche (Quercus ilex) und die Korkeiche (Quercus suber), im Osten der Olivenbaum (Olea europaea) und der Johannisbrotbaum (Ceratonia siliqua). In feuchteren Gebieten haben sich bis heute Restbestände von Lorbeerwäldern erhalten. Pinien, Zypressen und Zedern dominieren in der höher gelegenen Nadelwaldstufe. Laubabwerfende Bäume wie Ulme, Pappeln, Platane und Kastanie sind in den Auen und Flusstälern verbreitet. Grenzen dieser Vegetationsformen werden durch Feuchtigkeit im Norden, Trockenheit im Süden und Osten sowie Kälte in den Höhenlagen gebildet.
Seit den ersten Hochkulturen befindet sich diese vom Menschen kaum nutzbare Vegetationsform auf dem Rückzug in unzugängliche Gebiete mit schlechter Bodenqualität. Im Gefolge von Rodung, Weidewirtschaft oder Brand (der durch Blitzeinschlag allerdings auch natürlich vorkommt) bildet sich eine degenerierte Form des Hartlaubwaldes. Dieser Sekundärwald erreicht nur noch bis zu 5 Metern Höhe und ist bedeutend artenreicher, da hier dichtes bis undurchdringliches Unterholz gedeihen kann. Im Allgemeinen wird er mit dem aus dem Italienischen stammenden Wort Macchie bezeichnet, trägt aber in jedem Sprachraum einen eigenen Namen. Hier gedeihen Erdbeerbaum (Arbutus unedo), Baumheide (Erica arborea) und die zu Sträuchern degenerierten immergrünen Eichenarten, oft auch der Echte Lorbeer (Laurus nobilis) und der Mastixstrauch (Pistacia lentiscus).
Je intensiver die Übernutzung, desto niedriger und lichter wird die Vegetation: Die nächste Degenerationsstufe stellt die Garrigue dar, deren Sträucher und Zwergsträucher noch höchstens mannhoch werden. Baumarten kommen nur noch in Krüppelform vor, der Boden ist oft locker mit Ginsterbüschen und Kräutern wie Minze, Thymian, Salbei, Lavendel und Rosmarin bedeckt. Über das Stadium der Trockengrasrasen kann im Extremfall schließlich der nackte Fels zum Vorschein kommen, der nur noch wenigen resistenten Arten in Spalten Lebensraum bietet.
Bis zu einem gewissen Grad ist diese Entwicklung umkehrbar, jedoch nur solange eine ausreichende Humusdecke erhalten bleibt. Erodiert diese aufgrund mangelnder Durchwurzelung, bilden sich Felstriften, auf Kalkgestein meist Karstlandschaften, auf weichem Untergrund auch sogenannte Badlands, in die abfließendes Wasser tiefe Schluchten gräbt. Diese Gebiete sind für menschliche Nutzung verloren.
Die Vegetation in Steppenklimaten wird von Sukkulenten, Dornsträuchern und anderen Xerophyten bestimmt. Halfagras (Stipa tenacissima), Christusdorn (Zizyphus lotus) und Wermut (Artemisia inculta) sind endemische Arten, sehr weit verbreitet sind auch eingeführte Pflanzen wie Opuntie und Agave. Charakteristisch ist der Vegetationsschub in der feuchten Jahreszeit, in der viele einjährige Pflanzen eine kurze, intensive Blüte zeitigen.

### Pflanzengemeinschaften, Verbreitungstypen und Habitate der Mediterranflora
Georg Eberle unterscheidet in seinem Buch „Pflanzen am Mittelmeer“ folgende Pflanzengemeinschaften::
- Laubwälder:
  - Ölbaumhaine  (gemeint ist der Ölbaum (Olea europea))
  - Karubenhaine  (gemeint ist die Karube bzw. der Johannisbrotbaum (Ceratonia siliqua))
  - Immergrüne Eichenwälder  (gemeint sind die Stecheiche (Quercus ilex), die Echte Korkeiche (Quercus suber), die Westliche Korkeiche (Quercus occidentalis) und die Östliche Korkeiche (Quercus pseudosuber))
  - Lorbeerwälder  (gemeint ist der echte Lorbeer (Laurus nobilis))
  - Auenwälder
  - Sommergrüne Eichenwälder  (gemeint ist die Flaumeiche (Quercus pubescens))
  - Montane Laubwälder

- Nadelwälder:
  - Mittelmeerkiefernwälder  (gemeint ist die Aleppokiefer (Pinus halepensis))
  - Sternkiefernwälder  (gemeint ist die Sternkiefer (Pinus pinaster))
  - Pinienwälder  (gemeint ist die Pinie (Pinus pinea))
  - Zypressen- und Wacholder-Habitate  (gemeint sind die Säulenzypresse (Cupressus sempervivens var. pyramidalis), die Horizontalzypresse (Cupressus sempervivens var. horizontalis), der Zedern-Wacholder (Juniperus oxycedus) und der Phönizische Wacholder (Juniperus phoenicea))
  - Montane Nadelgehölz-Habitate

- Die Macchie
- Garrigue, Felstrift und Felsflur
- Die Vegetation der Meeresküsten:
  - Meeresstrand und Dünen
  - Strandklippen und Strandfelsen
  - Lagunen, Salztriften und Salzsteppen

- Die Steppe
- Wasser- und Sumpfpflanzen-Habitate

Als Verbreitungstypen bzw. Florenelemente unterscheidet er:
- das eumediterrane Florenelement

- das zentralmediterrane Florenelement

- das westmediterrane Florenelement

- das ostmediterrane Florenelement
- das nordmediterane Florenelement
- das südmediterane Florenelement
- das mediterran-atlantische Florenelement
- das mediterran-submediterrane Florenelement

- endemische Florenelemente

### Tierwelt

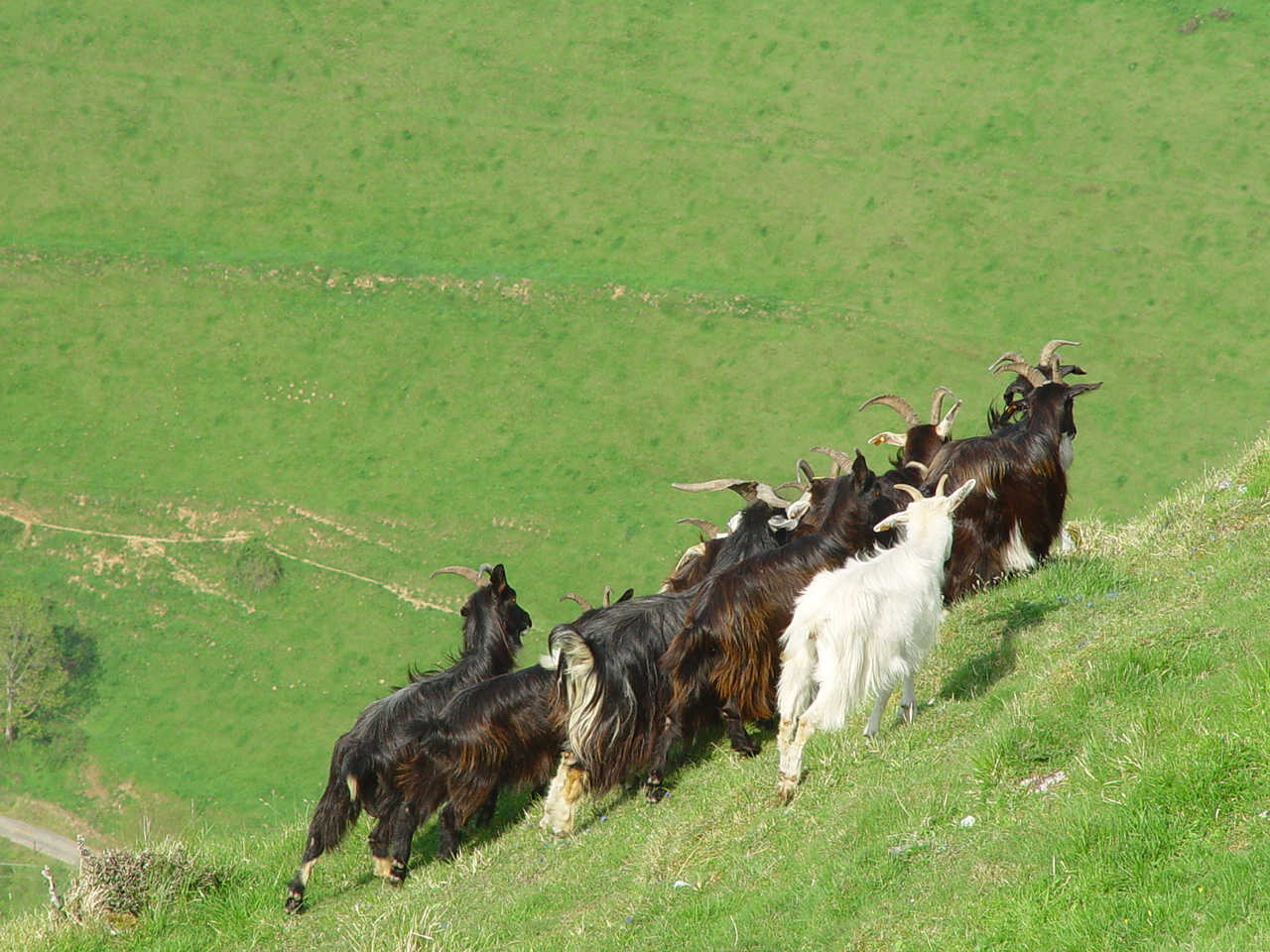
Die Ziege, eine Grundlage mediterraner Viehwirtschaft und Verursacher von Vegetationsschäden

Die Fauna im Mittelmeerraum ist ursprünglich sehr vielfältig. In den Höhenlagen vor allem des Atlas hat sich ein Teil der ursprünglichen Großfauna erhalten können: Hier leben Braunbären, Wildkatzen, Wildschweine, Schakale, Füchse, Hirsche und einige Wölfe. Auffällig ist auch der Artenreichtum an Vögeln, von denen der Großteil Zugvögel sind – alleine im Mittelmeerraum gibt es drei bis vier Zugrouten für wandernde Arten. So findet man verschiedene Arten von Adlern, Habichten und Eulen, Wild wie Fasan, Rebhuhn, Perlhuhn und eine unübersehbare Anzahl von Singvögeln. In der Nähe von Feuchtgebieten haben Pelikane, Flamingos und Kraniche ihr Revier. Weit verbreitet sind Schwalben, insbesondere die Mehlschwalbe.
Die Kleinfauna ist unter anderem durch eine Vielzahl an Reptilien geprägt. Eidechsen, Schlangen und Schildkröten leben im Mittelmeerraum. Auch Gliedertiere sind reichlicher als in Nordeuropa vertreten. Dagegen sind unterhalb der Bodendecke lebende Tiere eher selten.
Der Mittelmeerraum ist natürliche Heimat einer Reihe von Haustieren wie Esel, Schaf, Ziege und Taube. Diese leben domestiziert, aber auch wild oder ausgewildert. Wild lebende Katzen und Hunde sind besonders in der Nähe von Siedlungen häufig anzutreffen. Durch den menschlichen Einfluss sind ursprünglich im Mittelmeergebiet heimische Arten dafür heute nicht mehr zu finden. Beispiele sind Löwe, Krokodil und der bereits im 17. Jahrhundert ausgerottete Auerochse.

### Marines Ökosystem
Auch das Mittelmeer selbst ist extrem artenreich. Es finden sich einerseits zahlreiche Fischarten wie Sardinen, Thunfische, Schwertfische, Haie und Doraden, andererseits auch eingewanderte oder endogene Meeressäuger wie Delfine und verschiedene Walarten. Auch Tiere wie Seeigel, Tintenfische, Muscheln, Krebse und Meeresschnecken sind in hoher Artenvielfalt zu beobachten. Aufgrund des warmen, überdurchschnittlich salzhaltigen Wassers, das zudem eine geringe Austauschkapazität mit dem Atlantik besitzt, sind Nährstoff- und Sauerstoffangebot im Wasser gering. Dies hat zur Folge, dass ein hoher Selektionsdruck besteht, sich aber in den zahlreichen ökologischen Nischen – ähnlich wie auf dem Land – wenige Individuen pro Art ausbilden.

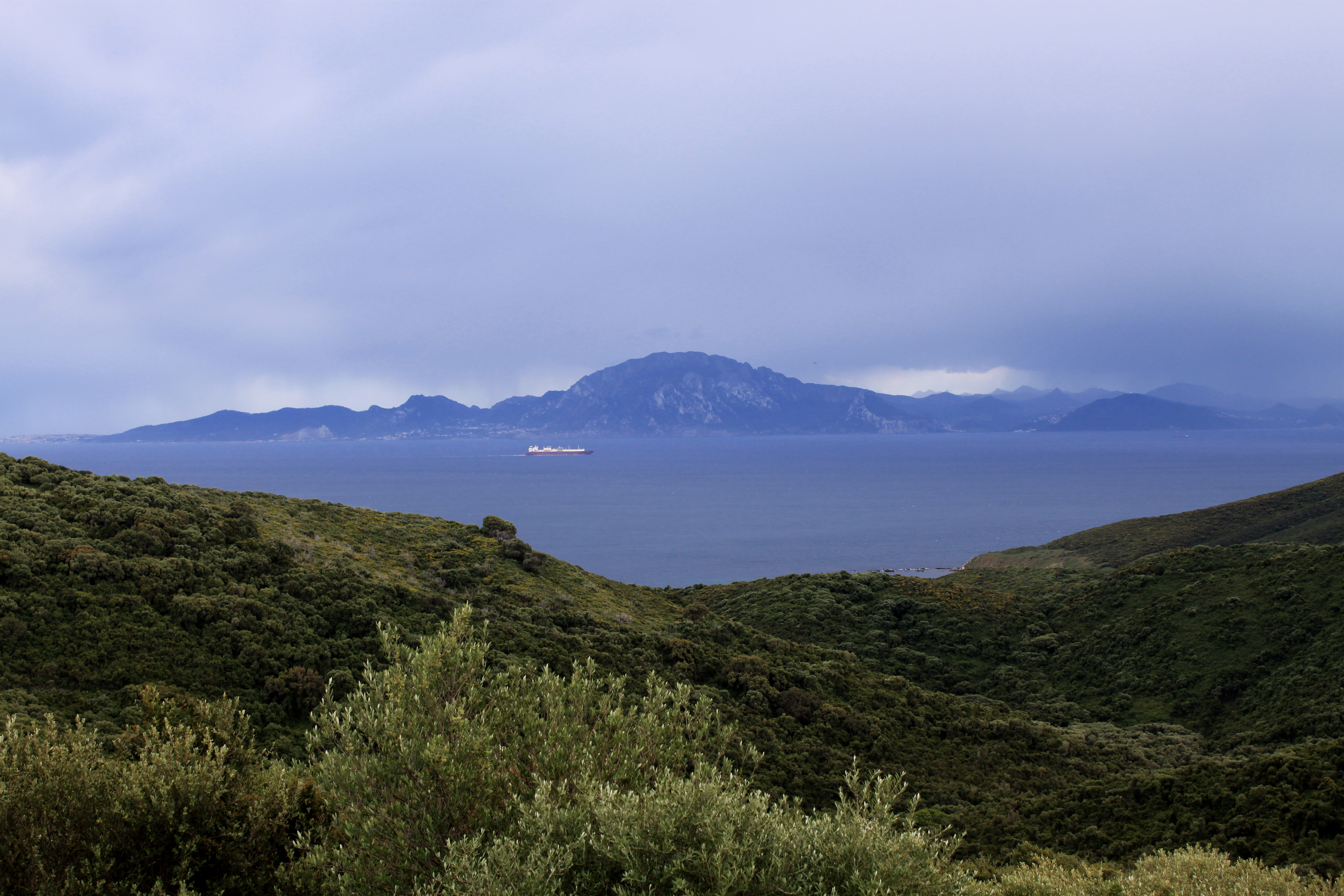
Blick über die Straße von Gibraltar

Das Mittelmeer ist seit Jahrmillionen ein Motor der Evolution. Aufgrund der äußerst schmalen Verbindungen zu anderen Meeren stellt es sozusagen einen Brutkasten dar, der jedoch mit benachbarten Gewässern in Austausch steht. Derzeit wird beispielsweise eine zunehmende Mediterranisierung des Schwarzen Meeres beobachtet, die oft auf Wassererwärmung infolge des Klimawandels zurückgeführt wird. Auch umgekehrte Wanderungen sind möglich: Die Meeressäuger sind vermutlich über die Straße von Gibraltar in das Mittelmeer gelangt.

### Menschliche Eingriffe
Seit Tausenden von Jahren ist der Mittelmeerraum durch Kultivierung und Nutzung durch den Menschen geprägt, so dass in weiten Teilen die ursprüngliche Flora und Fauna nicht mehr rekonstruierbar ist. Angesichts der lang anhaltenden, sich immer weiter verstärkenden Einflussnahme hat sich eine Vielzahl ökologischer Probleme ergeben, die in einigen Regionen bereits katastrophale Ausmaße anzunehmen drohen. Das Mittelmeer ist eines der am stärksten verschmutzten Meere der Erde.

#### Waldzerstörung
Bereits in vorchristlicher Zeit hatte unkontrollierter Holzeinschlag die unwiederbringliche Zerstörung vieler Wälder zur Folge: Phönizier und später Römer nutzten die Zedernbestände im Libanongebirge und im Atlas zur Gewinnung von Bauholz, da Zedernholz sehr hart und robust ist. Vor allem zum Schiffbau wurde es eingesetzt. Brennholzeinschlag in besiedelten Gebieten verschärfte das Problem zusätzlich.
Mit steigender Bevölkerung kam es außerdem zu einer enormen Ausweitung landwirtschaftlich genutzter Fläche, wodurch die Wälder im Zuge massiver Rodungen insgesamt an Fläche abnahmen. Einheimische Bevölkerung wurde in die schwer zugänglichen, bislang intakt gebliebenen Waldgebiete zurückgedrängt und musste dort überleben. Hierdurch wurden diese durch menschliche Nutzung, insbesondere durch unkontrollierte Waldweide, ebenfalls geschädigt.
Ein besonders auffälliger waldschädigender Faktor sind Waldbrände. Diese kommen, beispielsweise durch Blitzeinschlag, natürlich vor, so dass sich einige Pflanzen bereits hieran angepasst haben. Gelegentliche Brände sorgen sogar für einen besseren Austausch der Biomasse. Durch menschlichen Einfluss haben Waldbrände allerdings derart drastische Formen angenommen, dass die Regeneration der Waldbestände oft unmöglich wird. Betrug der Abstand zwischen zwei Waldbränden unter natürlichen Umständen zwischen 20 und 100 Jahren, ist er heute wesentlich kürzer. In Sardinien werden jährlich über 20 Feuer pro 100 km² gezählt.
Waldbrände haben unter anderem zugenommen, weil die menschliche Besiedlung sehr dicht geworden ist. Unbekümmerter Umgang mit offenem Feuer ist die Hauptursache, außerdem sind wirtschaftliche Motive wie Bodenspekulation und gar politische Motive (Waldbrand als Zeichen des Protests z. B. auf Korsika) die Gründe für zunehmende Brandstiftung in neuerer Zeit.

#### Bodendegradation
Intensive Landwirtschaft in sommertrockenen Gebieten führt fast zwangsläufig zu einer Verschlechterung der Bodenverhältnisse: Da eine ausreichende Durchwurzelung des Bodens nicht mehr gegeben ist, verstärkt sich die Wind-, vor allem aber die Wassererosion. Starkregen im Winterhalbjahr waschen die Erdkrume, die von Wurzeln nicht mehr gehalten wird und schnell mit Flüssigkeit gesättigt ist, fort. Sommerliche Dürre lässt den verbliebenen Boden schneller austrocknen.
Dieser Kreislauf hat dazu geführt, dass ehemalige „Kornkammern“ wie Sizilien und der Maghreb heute ihre Lebensmittelversorgung nicht mehr aus eigener Kraft sichern können. Trockenfeldbau mit teilweise mehrjährigen Brachen prägt das Landschaftsbild. Eine Ausnahme stellt die sommerfeuchte Po-Ebene dar. In den übrigen Gebieten wurde zumeist versucht, Wassermangel durch Bewässerung zu mindern, was in den meisten Fällen zu einem dramatischen Absacken des Grundwasserspiegels geführt hat. Diese Gegenden sind heute massiv von Wüstenbildung bedroht. Gemildert werden diese Effekte durch die winterlichen Niederschläge, die dauerhafte Bodenversalzung verhindern, aber trockene Jahre können zum völligen Verlust von Kulturland führen.
Etwa die Hälfte des Mittelmeerraums hat unter starker bis sehr starker Bodendegradation zu leiden. Obwohl die langfristigen Folgen bisher nicht abschätzbar sind, wird vermutet, dass sie weitreichenderen Schaden als die allgemeine Klimaerwärmung hervorrufen können.

#### Emissionen
In einem sensiblen Ökosystem können Schadstoffeinträge gravierende Konsequenzen zeitigen. Da der Mittelmeerraum bereits früh verhältnismäßig dicht besiedelt war, sind Folgen der Umweltverschmutzung schon seit langem zu beobachten. Bevölkerungsexplosion, Industrialisierung, Motorisierung und die moderne Landwirtschaft haben dazu geführt, dass die Emissionswerte immer weiter gestiegen sind und einzelne Biotope mittlerweile als in ihrer Existenz gefährdet gelten.
Besonders das Mittelmeer selbst leidet unter zunehmender Vergiftung. In den weniger entwickelten Ländern in Afrika und dem Nahen Osten sind ungeklärte Siedlungsabwässer der Hauptfaktor, in Südeuropa dagegen der Eintrag landwirtschaftlicher und industrieller Abwässer. So werden über Rhône und Po, aber auch über die kleineren Flüsse erhebliche Mengen an Schwermetallen und chemischen Substanzen ins Meer geführt. Großflächige Überdüngung führt außerdem zum Einschwemmen von Nitraten und Phosphaten, die in der besonders austauscharmen Adria schon wiederholt zu Algenblüten geführt haben. Die rege Schifffahrt und einzelne Standorte von Ölhäfen und Raffinerien sorgen zudem für eine extreme Belastung durch mineralische Schadstoffe. Experten schätzen die Folgen eines eventuellen Tankerunglücks als katastrophal ein, aber selbst der Status quo lässt die Organisation Greenpeace schon das Umkippen ganzer Ökosysteme befürchten. Da sich das Wasser im Mittelmeer im Schnitt nur alle 80 Jahre einmal austauscht und der Süßwassereintrag aufgrund von Land- und Wasserwirtschaft ständig verringert, verschärft sich dieses Problem täglich von selbst. Die erheblich gesunkene Wasserqualität führt jeden Sommer zur Sperrung von Badestränden.

#### Einschleppung von Arten
Eine massive Bedrohung der Artenvielfalt entsteht durch das durch den Menschen verursachte Einschleppen fremder Arten in das mediterrane Ökosystem. Dies betrifft insbesondere das Mittelmeer selbst, was am Beispiel des Sueskanals deutlich wird. Seit dessen Eröffnung sind Tausende Arten tropischer Fische, Quallen und Schalentiere in das Levantinische Becken eingewandert, wodurch es zu einer weitgehenden Tropikalisierung des östlichen Mittelmeeres gekommen ist. Mangels natürlicher Fressfeinde verbreiten sich diese Arten auf Kosten der ursprünglichen Fauna und verdrängen diese. Verschärft wird das Problem durch das Aussetzen von Zierfischen und Algen aus Aquarien sowie die moderne Schifffahrt, die über abgelassenes Ballastwasser ganze Populationen aus fremden Gewässern ins Mittelmeer pumpt. Auf diese Weise sind einige Biotope bereits von folgenreichem Artensterben betroffen.

## Geschichte
Die mediterrane Welt gehört seit frühester Zeit zu den zentralen Weltregionen. In den Ländern, die an das Mittelmeer grenzen, entstanden im Altertum u. a. die Hochkulturen der alten Ägypter, Hethiter, Israeliten, Phönizier, Griechen und Römer. Seit dem 1. Jahrhundert v. Chr. verband das Römische Reich den Mittelmeerraum in einer politischen Einheit. Diese zerbrach zunächst aufgrund der Teilung in eine West- und eine Oströmische Reichshälfte und endgültig im 5. Jahrhundert unter dem Ansturm germanischer Völker (siehe Spätantike).
Nach den Eroberungen der Araber im 7. und 8. Jahrhundert ging im Frühmittelalter allmählich die kulturelle Einheit des Raumes verloren. Das Mittelmeer blieb zwar weiterhin eine wichtige Brücke für den Handel und den kulturellen Austausch zwischen Orient und Okzident, wurde aber auch zur Grenze zwischen dem christlichen Abendland im Norden und der Welt des Islam im Süden. Die religiösen, aber auch wirtschaftlichen und politischen Differenzen eskalierten ab 1096 in den Kreuzzügen. Nachdem Seemächte wie Venedig und Genua lange das Mittelmeer auf Kosten des Byzantinischen Reichs dominiert hatten, wurden sie im 16./17. Jahrhundert durch die Weltreiche der Spanier und der Osmanen zunehmend verdrängt. Nebenkonflikte entstanden zudem durch die Piraterie der Korsaren aus dem Maghreb und des Malteserordens. Als Spätfolge der Entdeckung der Seewege nach Amerika und Indien im ausgehenden 15. Jahrhundert ging die zentrale geopolitische Bedeutung des Mittelmeerraums im 16. und 17. Jahrhundert zurück. Die Macht- und Wirtschaftszentren verlagerten sich nach Nordwesteuropa und an die Küsten des Atlantiks. Erst die Eröffnung des Suezkanals im Jahr 1869 führte zu einem erneuten Aufschwung von Schifffahrt und Handel. In den letzten Jahrzehnten rückt die doppelte Bedeutung des Mittelmeerraums als Brücke und kulturelle Grenze zwischen West und Ost – etwa im Libanon oder im Nahostkonflikt – wieder verstärkt in den Mittelpunkt des Weltinteresses.

## Bevölkerung
Der Mittelmeerraum ist seit vorgeschichtlicher Zeit ein überdurchschnittlich dicht besiedeltes Gebiet, das aufgrund der interkontinentalen Lage durch verschiedenste Ethnien, Sprachen, Religionen und Kulturen geprägt war und ist. Die genaue Einwohnerzahl ist aufgrund der Abgrenzungsproblematik schwierig anzugeben, grob geschätzt belief sie sich 2005 auf etwa 250 Millionen Einwohner.

### Bevölkerungsgruppen und Sprachen

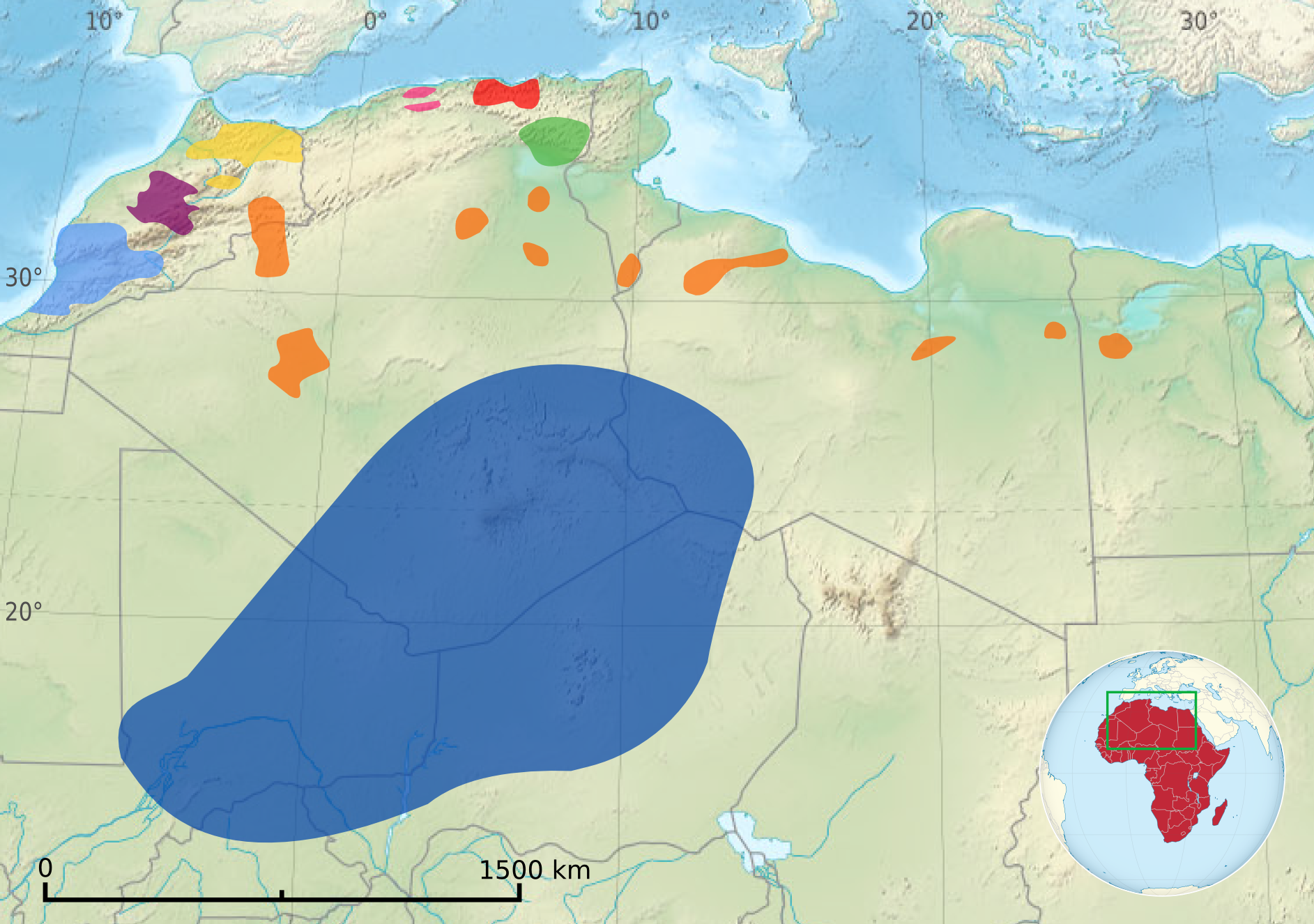
Die Verbreitung der Berber in Nordwest-Afrika

Im mediterranen Raum herrscht eine vielfältige ethnische Zusammensetzung: Arabische Bevölkerungsgruppen dominieren Nordafrika und den Vorderen Orient bis zur türkischen Grenze, bilden dort aber nicht überall eine homogen auftretende Bevölkerung. Insbesondere in Marokko und Algerien bilden einheimische Völker wie die Berber wichtige Bevölkerungsminderheiten.
In Israel stellen Juden die Bevölkerungsmehrheit, die wiederum aus verschiedensten Heimatländern eingewandert sind. Zahlenmäßig eher unbedeutende europäische Minderheiten finden sich außerdem in fast allen arabischen Ländern.
Die Türkei ist in ihrem mediterranen Teil ethnisch relativ homogen. Neben Türken und Kurden finden sich dort nur noch verschwindend kleine Minderheiten von Griechen oder Armeniern. Diese sind ganz überwiegend während und nach dem Ersten Weltkrieg, aber auch noch bis in die 1950er Jahre aus dem Land vertrieben worden (siehe hierzu auch Völkermord an den Armeniern und Griechisch-Türkischer Krieg). Die Kurden als größte ethnische Minderheit leben an der Mittelmeerküste hauptsächlich im Raum Adana und Mersin als Zielgebiet vieler Binnenflüchtlinge. Gegen Ende des 20. Jahrhunderts haben sich insbesondere in den Touristenzentren der Türkischen Riviera kleine Gemeinschaften dauerhaft dort lebender Europäer (vor allem Deutsche) gebildet. Aus anderen Ländern umgesiedelte oder aus Gastarbeiterschaft zurückkehrende Türken siedeln sich ebenfalls häufig entlang der Mittelmeerküste an.
In Europa sind die Staaten und Bevölkerungen seit der Entstehung der Nationalstaaten relativ deckungsgleich. Das Ende des letzten offiziellen Vielvölkerstaates im Mittelmeerraum, Jugoslawien, war von sogenannten ethnischen Säuberungen begleitet, so dass nur noch Bosnien-Herzegowina mehrere gleich starke Bevölkerungsgruppen aufweist. In den EU-Ländern Spanien, Frankreich, Italien, Slowenien und Griechenland dagegen sind nur kleine offizielle Minderheiten vertreten.
Die Katalanen in Spanien und die Korsen in Frankreich betrachten sich allerdings als eigene Volksgruppen.
Minderheiten jeweiliger Nachbarländer leben oft in der Nähe der Staatsgrenzen, beispielsweise zwischen Isonzo und Istrien, wo sich Italiener, Slowenen und Kroaten mischen. In Griechenland bestehen albanische und mazedonische Minderheiten, deren Status aber offiziell nicht anerkannt wird. Eine Rolle spielen daneben eingewanderte Ethnien, insbesondere nordafrikanische Gastarbeiter, die in Spanien und Frankreich zum Teil in ghettoähnlichen Verhältnissen leben. Die Minderheit der Roma lebt in allen europäischen Ländern. Sie stellt jeweils mindestens 0,5 % der Landesbevölkerung, in einigen Staaten auch mehr als 5 %. Einziger geteilter Staat in der EU ist Zypern, dessen nördlicher Teil seit einer Besetzung 1974 durch türkische Truppen als Türkische Republik Nordzypern de facto unabhängig ist.
Viele Sprachengruppen sind im Mittelmeerraum vertreten. Die indogermanische Sprachfamilie beherrscht den europäischen Teil, wobei von Portugal bis einschließlich Italien die romanischen Sprachen verbreitet sind. Neben den Nationalsprachen Portugiesisch, Spanisch, Französisch und Italienisch halten sich in einigen, meist ländlichen Regionen noch Relikte früher weiter verbreiteter Sprachen, wie das Okzitanische in Südfrankreich. In der Vatikanstadt gilt Latein als Amtssprache. Slawische Sprachen wie u. a. Kroatisch und Slowenisch werden an der Ostküste der Adria gesprochen; Albanisch und Griechisch stellen eigene indogermanische Sprachzweige dar.
Ein Spezialfall ist Malta: Hier wird Maltesisch gesprochen, das auf kreolisiertem Arabisch basiert und italienische und englische Einflüsse aufgenommen hat.
Das Arabische als Vertreter der semitischen Sprachfamilie beherrscht den Raum von Marokko bis Syrien, wobei es je nach Region in verschiedenen Dialekten gesprochen wird. Hebräisch ist Staatssprache in Israel. Mit Türkisch ist auch eine Turksprache im Mittelmeerraum verbreitet.
Mediterrane Handels- und Verkehrssprache ist heutzutage Englisch, bis zu einem gewissen Grad auch Französisch. Die Bedeutungszunahme dieser Sprachen hat eine ureigene Handelssprache des Mittelmeerraums, die Lingua franca, bereits seit dem 19. Jahrhundert vollständig verdrängt.

### Bevölkerungsentwicklung

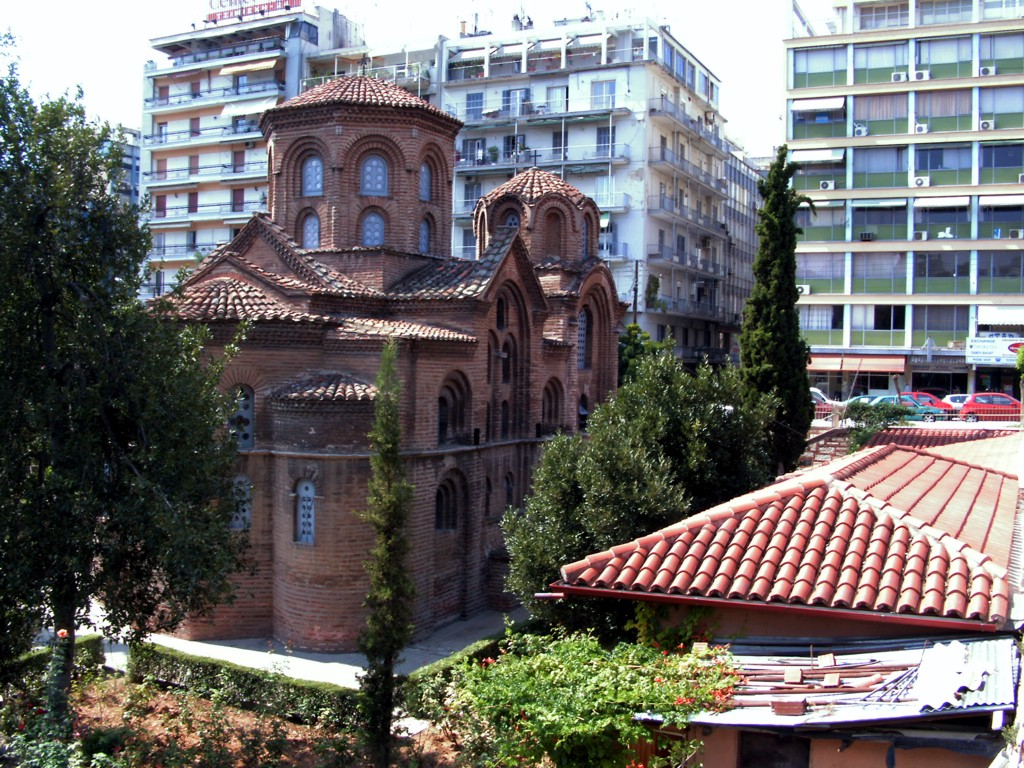
In Thessaloniki drängt sich moderne Bebauung zwischen historische Substanz.

Die Bevölkerungsentwicklung im Mittelmeerraum ist gekennzeichnet von einem starken Wachstum entlang der Küstenstreifen und Bevölkerungsabnahme im Binnenland. Ursache für die damit zusammenhängenden Binnenwanderungen ist vor allem das erhöhte Arbeitsplatzangebot infolge besserer wirtschaftlicher Entwicklung und Diversität im Vergleich zu den fast durchweg ländlich gebliebenen Landesteilen abseits der Küsten. Auch das günstige Klima, einer der Faktoren für Lebensqualität, spielt eine Rolle. Eine Ausnahme von dieser Entwicklung stellen lediglich die wenigen inländischen Ballungsräume wie Madrid und Oberitalien dar, die eine lange administrative oder industrielle Tradition aufweisen.
Das natürliche Bevölkerungswachstum hat sich in historischer Zeit – bis auf Zeiten von Epidemien oder Kriegen – stetig verstärkt, bis es im 20. Jahrhundert in eine exponentielle Phase eingetreten ist. Seitdem hat sich die Situation in Europa vom Rest des Mittelmeerraumes abgekoppelt: In Italien und Slowenien ist die Bevölkerung nach 1990 rückläufig, ansonsten sehr schwach steigend oder stagnierend. Allein Albanien wächst noch mit einer Rate von über 2 % pro Jahr. Dagegen hält das Bevölkerungswachstum in Afrika und im Nahen Osten aufgrund hoher Geburtenraten unvermindert an und erreicht in Palästina über 4 % pro Jahr.
Aus wirtschaftlichen, zum Teil auch aus politischen Gründen ist das Mittelmeergebiet von Wanderungsbewegungen betroffen. Während sich politisch motivierte Wanderung auf die Krisenherde beschränkt (Kriegsflüchtlinge aus Ex-Jugoslawien und im Nahen Osten), hat die Migration von armen in reiche Regionen seit den 1990er Jahren massive Ausmaße angenommen. Inoffizielle Einwanderung stellt besonders jene Staaten vor Probleme, die nahe an beträchtlich ärmeren Regionen liegen, wie Spanien (gegenüber Marokko) und Italien (gegenüber Albanien).

### Städte und Ballungsräume

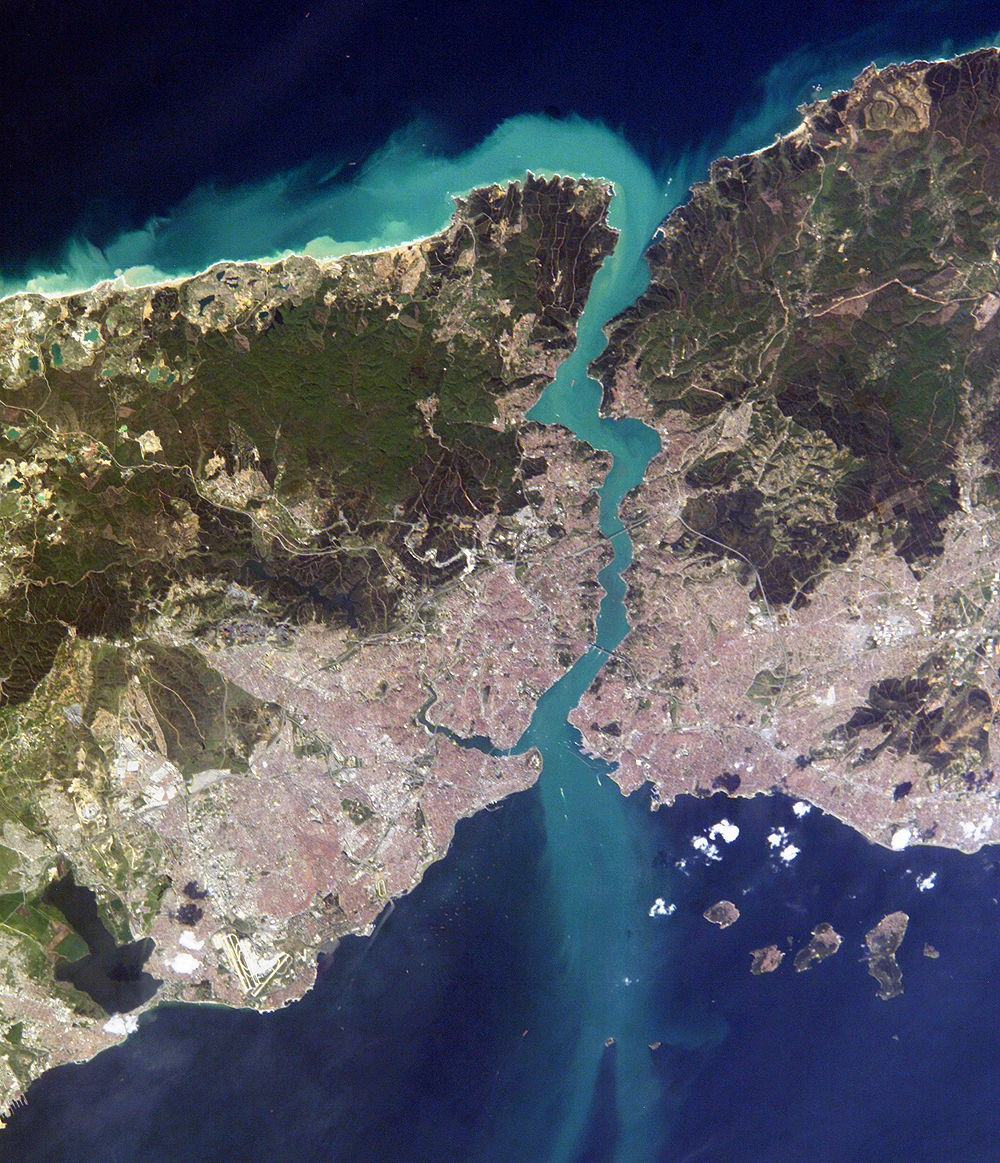
Satellitenaufnahme von Istanbul, mit über 14 Mio. Einwohnern größter Ballungsraum des Mittelmeerraums

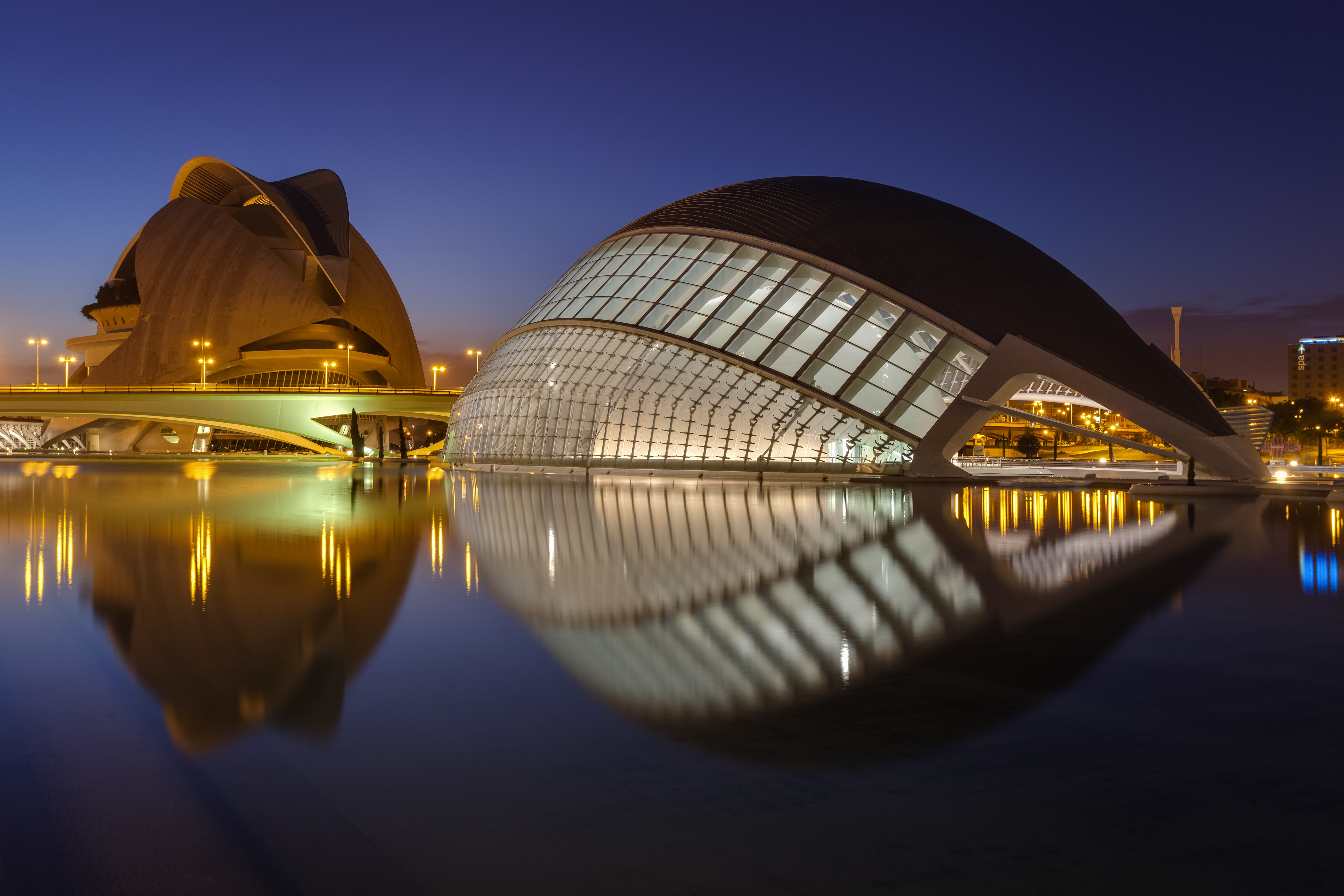
Valencia ist bedeutender Standort von Wissenschaften, Kunst und moderner Architektur.

Der Mittelmeerraum ist stark verstädtert und weist eine Vielzahl an Verdichtungsräumen auf. Drei von ihnen werden mittlerweile (Stand 2005) als Megastadt bezeichnet: Istanbul (11,5 Mio.), Madrid (6 Mio.) und Algier (5,5 Mio.) zählen in ihren Agglomerationen jeweils über 5 Millionen Einwohner. Weitere Agglomerationen mit über einer Million Einwohnern sind
- in Algerien: Algier
- in Ägypten: Alexandria
- in Frankreich: Marseille und Lyon
- in Griechenland: Athen und Thessaloniki
- in Israel: Tel Aviv-Jaffa
- in Italien: Rom, Mailand, Neapel, Turin und Palermo
- in Jordanien: Amman
- in Kroatien: Zagreb (Rijeka und Split)
- im Libanon: Beirut
- in Libyen: Tripolis
- in Marokko: Rabat, Casablanca und Fès
- in den palästinensischen Autonomiegebieten: Gaza
- in Portugal: Lissabon und Porto (beide liegen am Atlantik)
- in Spanien: Madrid, Barcelona und Valencia
- in Syrien: Damaskus, Homs und Aleppo
- in Tunesien: Tunis
- in der Türkei: Istanbul, İzmir, Bursa, Antalya und Adana

In dieser Aufzählung sind nur die Ballungsräume vertreten, die im Mittelmeerraum liegen, wobei einige Grenzfälle auftreten: Nicht weit entfernt vom Mittelmeerraum liegt die Megastadt Kairo (Agglomeration von 17,5 Millionen Einwohnern).
Einige Städte zeichnen sich durch besonders starkes, teilweise unkontrolliertes Wachstum aus. Dies betrifft die genannten Megastädte, aber auch andere Agglomerationen, und hat verschiedene Ursachen. Antalya hat beispielsweise in 40 Jahren seine Bevölkerung insbesondere im Gefolge des Massentourismus fast verfünfzehnfacht. Tirana mit 800.000 Einwohnern im Jahr 2005 hat nach dem Ende der restriktiven Siedlungspolitik der albanischen Kommunisten einen massiven Zustrom der Landbevölkerung erfahren und in weniger als 15 Jahren seine Bevölkerung verdoppelt. Eine Verdopplung seiner Einwohnerzahl hat Tripolis nach der wirtschaftlichen Öffnung Libyens in weniger als zehn Jahren erfahren. Ballungsräume wie Gaza wachsen vor allem durch Flüchtlingsbewegungen und die natürliche Geburtenrate.

## Religion

Die Hagia Sophia in Istanbul: als christliche Basilika gebaut, unter den Osmanen zur Moschee umgestaltet

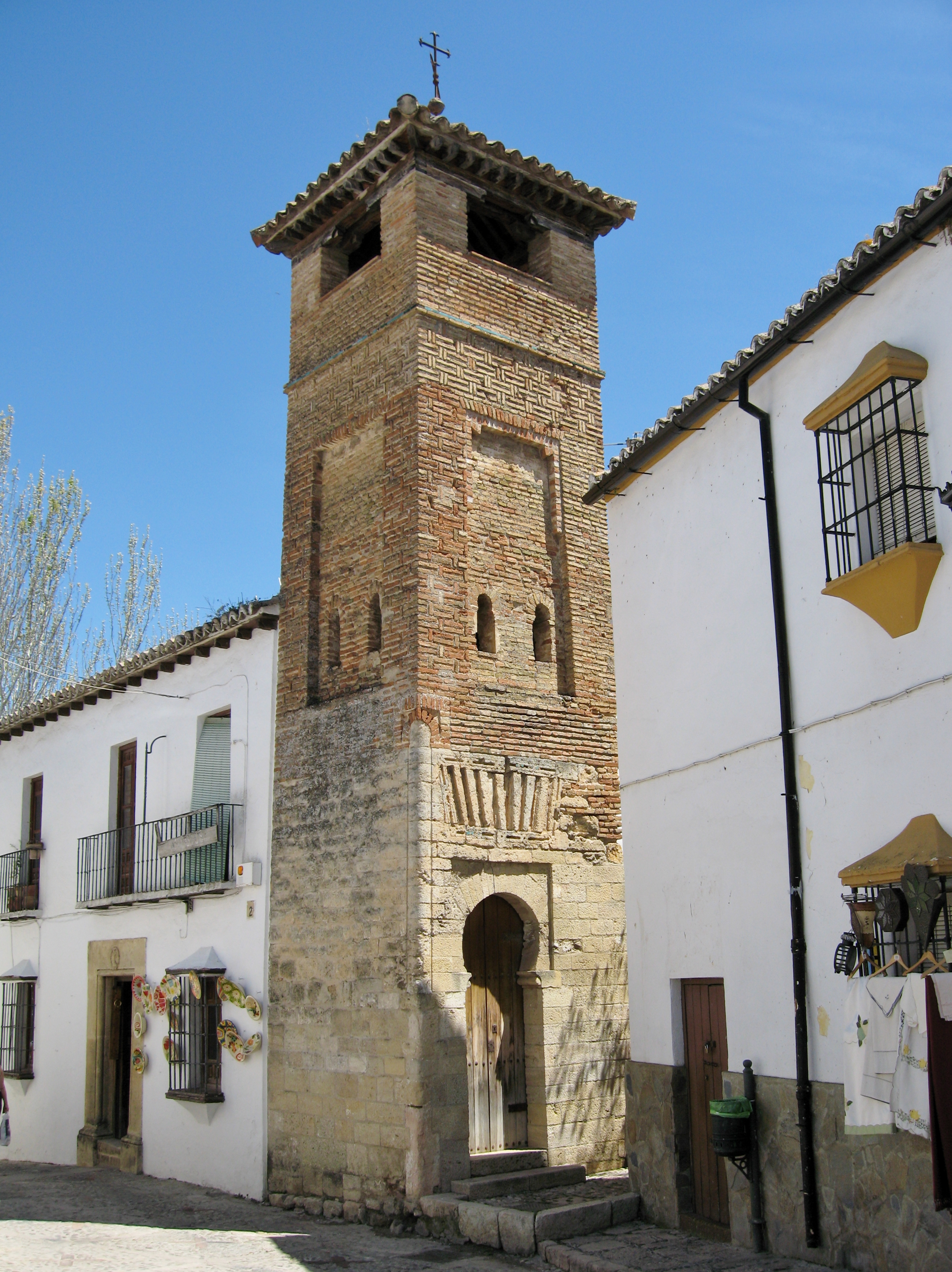
Glockenturm in Ronda (Spanien): als Minarett errichtet, nach der Reconquista zu christlichen Zwecken umgestaltet

Alle drei großen monotheistischen Religionen sind im Mittelmeerraum vertreten bzw. sogar entstanden und blicken auf eine lange Tradition zurück.
Das Judentum entstand um 1500 v. Chr. und erfuhr seitdem eine wechselvolle Geschichte, die mehrfach die Religion und ihre Anhänger an den Rand des Überlebens brachte. Die Anfänge der Religion liegen im Nahen Osten (heutiges Palästina und Israel, teils auch Jordanien); durch Vertreibung, Verschleppung und Wanderung hat das Judentum allerdings bis ins 20. Jahrhundert weitgehend nur in der Diaspora existieren können. Erst mit der Gründung von Israel wurde der erste jüdische Staat der Neuzeit gebildet. Jüdische Minderheiten waren im ganzen Mittelmeerraum über Jahrtausende präsent und übernahmen wichtige Funktionen im Wirtschaftsleben. Blühende Gemeinwesen in Spanien, Portugal, Italien und Griechenland wurden spätestens seit dem Mittelalter immer wieder ins Exil vertrieben, ghettoisiert oder gar in Pogromen vernichtet. Heute leben nur noch verschwindend kleine Gruppen in diesen Ländern, da insbesondere die Überlebenden des Holocaust nach Israel oder in die USA emigrierten.
Das Christentum verbreitete sich ab dem 1. Jahrhundert – ursprünglich als Abspaltung vom Judentum – von Palästina aus über Kleinasien, Ägypten, Griechenland bis in das römische Kerngebiet. Nach jahrhundertelanger Verfolgung gelang den Christen der Durchbruch im 4. Jahrhundert mit dem Toleranzedikt von Mailand unter Konstantin dem Großen. Im Verlaufe der folgenden Jahrhunderte prägten Gegensätze zwischen West- und Ostkirche das Bild. Dieses „Große Morgenländische Schisma“ wurde nie aufgehoben. Die Reformation des 16. Jahrhunderts konnte im Mittelmeerraum dagegen nie Fuß fassen. Das Christentum dominiert in Europa, wobei der westliche und zentrale Teil bis Kroatien römisch-katholisch geprägt ist und der Papst als geistliches Oberhaupt in Rom residiert. Die griechisch-orthodoxe Konfession ist weitgehend auf Griechenland, die Republik Zypern, Montenegro, den Libanon und die Küstenregionen Syriens beschränkt. Nennenswerte christliche Bevölkerungsanteile (hauptsächlich Maroniten) kann der Libanon aufweisen, in den asiatischen und afrikanischen Ländern sind sie ansonsten sehr klein. Vereinzelt finden sich weitere christliche Konfessionen wie die syrisch-orthodoxe Kirche in Syrien und die Kopten in Ägypten.
Der Islam als jüngste der drei Religionen breitete sich im 7. Jahrhundert in den Mittelmeerraum aus und verdrängte in Nordafrika und der Levante, später auch in Kleinasien und Teilen Südosteuropas nach und nach die ursprünglichen religiösen Gemeinschaften. Die Reconquista und die Selbstbefreiung des Balkan haben islamische Einflüsse in Europa allerdings immer wieder zurückgedrängt. Mehrheitlich islamisch geprägt ist in Europa nur noch Albanien, einen bedeutenden muslimischen Bevölkerungsanteil stellt außerdem Bosnien-Herzegowina. Die Muslime im Mittelmeerraum sind mehrheitlich Sunniten, in der Türkei bezeichnen sich über 18 % als Aleviten. Daneben sind insbesondere im Nahen Osten Schiiten, in kleineren Gemeinschaften auch Drusen vertreten.

## Politik
Die Staats- und Regierungsformen sind vielfältig und zum größten Teil historischer und religiöser Traditionen geschuldet. Während in Europa seit den späten 90er Jahren überall parlamentarische Demokratien installiert sind, gilt dasselbe im übrigen Raum nur für die Türkei und Israel. In den verbleibenden islamischen Staaten herrschen autoritäre Regierungsformen vor. Eine politische Einheit, die den ganzen Mittelmeerraum umfasst, ist aus diesen Gründen auch langfristig nicht vorstellbar.

### Staatsverfassungen und Verwaltung
Auch wenn die Grundlagen moderner Regierungs- und Verwaltungsformen weitgehend im Mittelmeerraum schon zu antiken Zeiten ihren Ursprung hatten, sind die aktuellen demokratischen bzw. republikanischen Traditionen bedeutend jünger. Seit dem Übergang zum Gotteskaisertum im Römischen Reich war die Region für lange Zeit durch Monarchien, Adels- und Feudalgesellschaften geprägt. Republikanische Verfassungen entstanden erst im Mittelalter in den reichen Handelsländern Italiens (Genua, Venedig), sie waren allerdings von einer kleinen Kaufmannsschicht bestimmt und führten keine wirklich demokratischen Verhältnisse ein. Demokratie nach heutigen Maßstäben setzte sich erst nach der Französischen Revolution 1789 langsam und von stetigen Rückschlägen begleitet durch: Die längste Phase ununterbrochener Demokratie währt in Frankreich – abgesehen von Zeiten der Fremdbesatzung – seit 1871, in Italien seit 1945, in Israel seit 1947, in Portugal seit 1975, in Spanien seit 1976, in Griechenland seit 1980, in Albanien und den ehemaligen jugoslawischen Staaten sogar erst seit den 90er Jahren. Die Türkei hat nach Ende der Militärdiktatur 1981 zwar einen formal demokratischen Staat aufgebaut, wirkliche Demokratie scheint sich allerdings erst seit den weitgehenden Reformen ab 2003 (Minderheitenrechte, Pressefreiheit, Justizreform) langsam zu etablieren.
Monarchien sind im Mittelmeerraum mittlerweile selten geworden. Parlamentarische Monarchien bestehen in Spanien und im Zwergstaat Monaco, in Marokko gilt formal noch die absolute Monarchie. Jordanien ist eine Monarchie mit beschränkten parlamentarischen Vollmachten. Sonderformen bilden der Vatikan, der als Theokratie vom Papst mit absoluten Vollmachten regiert wird, und Andorra, das eine weltlich-geistliche Doppelspitze in der Verfassung verankert hat. Alle anderen Staaten sind republikanisch verfasst. In den arabischen Ländern herrschen Systeme vor, die auf der Macht eines zumeist nicht demokratisch gewählten Präsidenten oder einer Einparteiendiktatur beruhen. Zumeist wird diese Macht militärisch abgesichert. Auffällig ist, dass diese Systeme zumeist säkular sind und die innerstaatliche Opposition nicht hauptsächlich von Demokraten, sondern vor allem von Fundamentalisten betrieben wird. Die Trennung von Staat und Religion ist am deutlichsten in den beiden demokratisch verfassten und explizit laizistischen Staaten Frankreich und Türkei ausgeprägt.

### Konflikte und Kooperationen

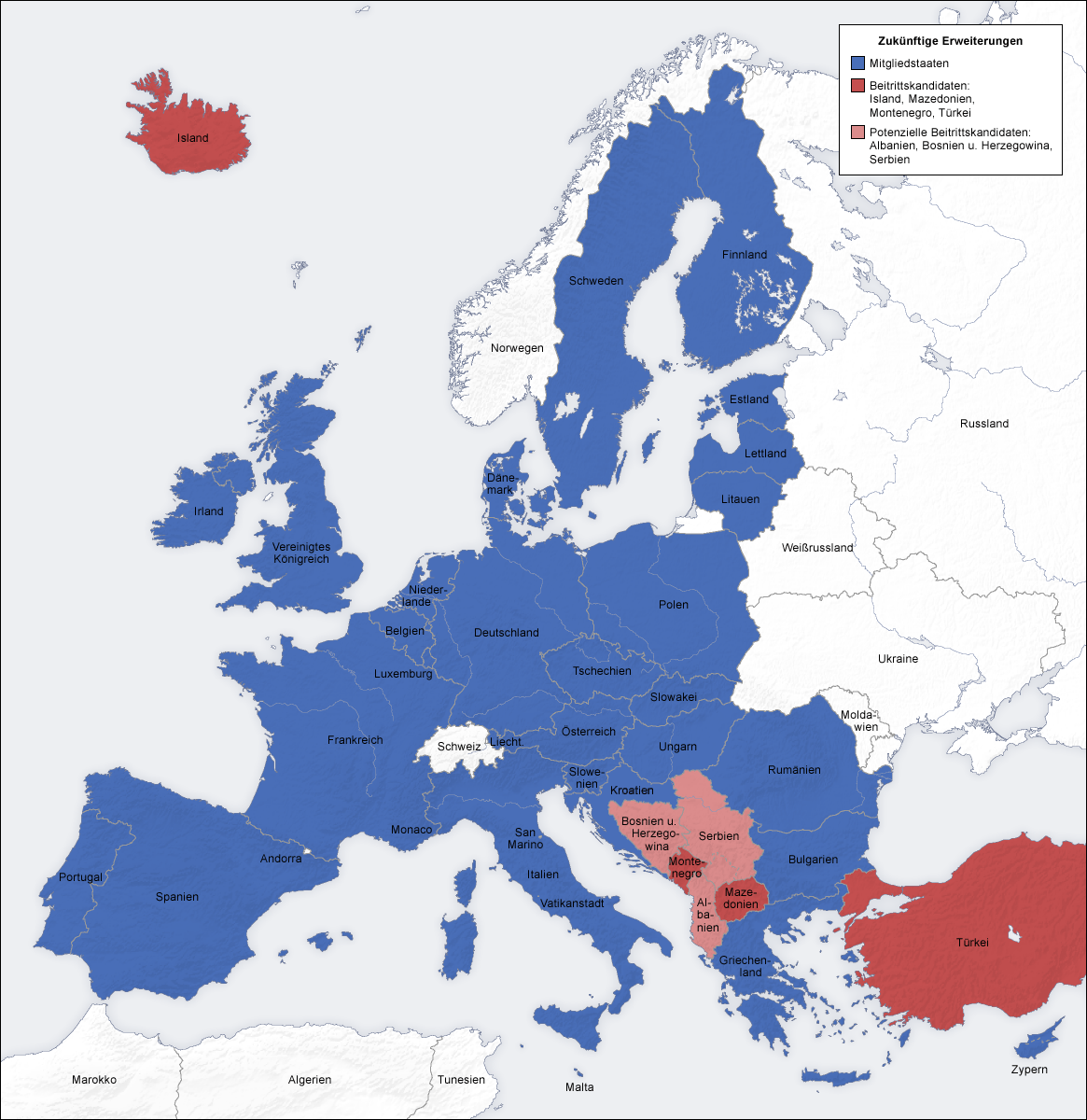
Szenario zukünftiger EU-Erweiterungen: Bei Aufnahme aller bestehenden und wahrscheinlichen Kandidaten wäre die gesamte Nordhälfte des Mittelmeerraums in der EU organisiert.

Jassir Arafat (r.) mit Ehud Barak (l.) und Bill Clinton: Trotz gelegentlicher Abkommen kommt der Nahe Osten kaum zur Ruhe.

Zwischenstaatliche Konflikte spielen im europäischen Teil des Mittelmeerraumes nur noch eine untergeordnete Rolle und werden mit diplomatischen Mitteln beigelegt. Selbst in der Zypernfrage, in der sich die Positionen zwischen der griechisch-zypriotischen Regierung im Südteil und dem türkisch kontrollierten Nordteil unter der Regierung Denktaş Jahrzehnte lang nicht bewegt haben, scheint eine friedliche Lösung in Sicht. Ursächlich hierfür ist maßgeblich die EU-Erweiterung, in deren Zuge die Türkei den Status eines Beitrittskandidaten anstrebt und hierfür weitgehende politische Reformen umsetzt. Bis auf Bosnien-Herzegowina, Montenegro und Albanien sind die europäischen Mittelmeerländer seit der letzten Erweiterung 2013 sämtlich in der EU organisiert (die Kleinststaaten ohne formalen Mitgliedsstatus). Seit der Europa-Krise 2005 scheint die Aufnahme der Türkei allerdings wieder in Ferne zu rücken. Militärisch dagegen hat die Türkei mit dem NATO-Beitritt schon seit 1952 die Westintegration erreicht.
Ein kooperatives Verhältnis besteht größtenteils auch zwischen den arabisch-islamischen Ländern, die sich politisch und kulturell nahestehen. Größtenteils sind sie sowohl in der Arabischen Liga als auch in der Islamischen Konferenz OIC organisiert. Die afrikanischen Staaten außer Marokko sind gleichzeitig Mitglied in der Afrikanischen Union. Bedeutend schwieriger gestaltet sich das Verhältnis zwischen Arabern und Türken, die sprachlich, ethnisch und kulturell große Unterschiede aufweisen und auch unterschiedliche ökonomische und geostrategische Ziele verfolgen. Konfliktbeladen ist insbesondere das Verhältnis zwischen Türkei und Syrien: Einerseits standen sie wiederholt in Nahost-Konflikten (insbesondere in den Golfkriegen) auf gegnerischer Seite, andererseits schwelt seit langem ein Konflikt um die Wasserreserven des Euphrat. Die Syrer verdächtigen die Türkei, den Oberlauf durch Einrichtungen von Stauseen übermäßig zu beanspruchen und damit auch eine strategische Waffe entwickelt zu haben, weil die Türkei nach Bedarf „den Hahn zudrehen“ könne.
Wichtige internationale Kooperationen bestehen über den internationalen Rahmen (UNO, WTO) hinaus zwischen verschiedenen Nationen: Die europäischen Länder sind im Europarat und der OSZE organisiert, die EU-Staaten darüber hinaus in der WEU. Die OECD zählt auch die Türkei und Israel als Mitglieder. Militärisch nicht in der NATO organisierte Staaten gehören zu einem Großteil den Blockfreien Staaten (NAM) an, die allerdings nach Beilegung des Ost-West-Konfliktes in eine strategische Grundsatzdiskussion geraten sind. Die ölexportierenden Länder Libyen und Algerien sind außerdem in der OPEC vertreten.
Hauptkonfrontation im Mittelmeerraum ist der Nahost-Konflikt. Nachdem dieser im 20. Jahrhundert ein weiträumiges Gebiet von Tunesien bis Iran für Jahrzehnte zum explosiven Krisengebiet gemacht hatte, konzentriert er sich seit den späten 1980er Jahren vor allem auf Israel und seine unmittelbaren Nachbarn. Dort allerdings hat er seit Beginn der zweiten Intifada an Stärke zugenommen und konnte trotz mehrfacher Vermittlung europäischer, amerikanischer und internationaler Vertreter nicht beigelegt werden. Unsicher ist auch die Lage im Libanon, in dem es seit 2005 zu antisyrischen Ausschreitungen und Mordanschlägen gekommen ist, die im Folgejahr den Bürgerkrieg und den israelisch-libanesischen Grenzkrieg wiederaufflammen ließen.
Ein besonderes Streben nach kulturell-politischer Identität in der Region wird unter dem Schlagwort Mediterranismus festgemacht.

### Strukturelle Probleme
Strukturelle politische Probleme betreffen im Mittelmeerraum hauptsächlich folgende Felder:
- Wirtschaftliches Gefälle und Migration. Die „Festung EU“ kann auch im Mittelmeergebiet nicht gegen illegale Einwanderung gesichert werden. Kooperationen zwischen Herkunfts- und Zielländern sind auf absehbare Zeit nicht in Sicht. Zielländer behandeln das Problem unterschiedlich: Während Spanien eine Legalisierung des Aufenthalts bereits Eingewanderter anstrebt, tragen die Abwendungsversuche Italiens bisweilen militärischen Charakter.
- Organisierte Kriminalität. Die organisierte Wirtschaftskriminalität manifestiert sich in Südosteuropa und Italien in mafiösen Strukturen und hat seit den späten 90er Jahren an Intensität und Aggressionspotenzial deutlich zugenommen. Neapel beispielsweise gilt wieder als fest in der Hand der Camorra. Bedeutend ist auch das Problem von Schleusungskriminalität und Drogenschmuggel, die trotz gelegentlicher Fahndungserfolge weiter zunehmen. Ursächlich hierfür ist das wirtschaftliche Nord-Süd-Gefälle.
- Terrorismus. Neben terroristischen Vereinigungen im Krisengebiet des Nahen Ostens (siehe hierzu Nahost-Konflikt) ist der Mittelmeerraum durch Anschläge separatistische und religiös-fundamentalistischer Gruppen gefährdet. Auf das Konto der Al-Qaida gehen eine Reihe von Anschlägen in Madrid, Istanbul, Casablanca und auf der tunesischen Insel Djerba, die zusammen viele Hundert Todesopfer forderten. Ziel terroristischer Aktivitäten sind außerdem touristische Einrichtungen, die im ganzen Mittelmeerraum existieren: Sie sind schlecht sicherbar und jeder Anschlag führt durch das Sinken der Buchungen zu weitreichenden Folgen für den bekämpften Staat. Religiös-fundamentalistischer Terror der GIA und anderer Gruppen ist in Algerien ein zeitweise das ganze Staatswesen bedrohender Faktor. Separatistischer Terrorismus in nennenswertem Rahmen kommt von der baskischen ETA und in geringerem Ausmaß von der korsischen FLNC.
- Korruption. Die Staaten im Mittelmeerraum erreichen teilweise sehr niedrige Indexwerte auf der jährlich veröffentlichten Korruptionsskala von Transparency International. Auf einer Skala von 0 (extrem korrupt) bis 10 (korruptionsfrei) erreichen nach der Studie von 2004 Frankreich, Spanien, Malta, Israel, Portugal, Slowenien, Zypern und Jordanien in dieser Rangfolge Indexwerte über dem Mittel, Tunesien liegt bei einem Wert von 5,0 und rangiert dabei noch vor Italien. Die palästinensischen Gebiete, Libyen und Albanien sind am stärksten betroffen und gehören mit einem Indexwert von je 2,5 zu den korruptesten Nationen der Welt.
- Menschen- und Bürgerrechtsverletzungen. Diese sind in nicht-demokratischen Staaten am stärksten ausgeprägt, systematische staatliche Verfolgung kommt jedoch in vielen Regionen vor. Die größten Fortschritte in dieser Hinsicht sind in der Türkei zu beobachten. Ein verstärktes Problem ist laut Amnesty International die Bekämpfung des Terrorismus in autoritären Staaten, die mit willkürlichen Verhaftungen, unfairen Prozessen, Folter und Misshandlungen verbunden ist. Auch die Todesstrafe wird dort fast überall noch vollstreckt.

## Wirtschaft

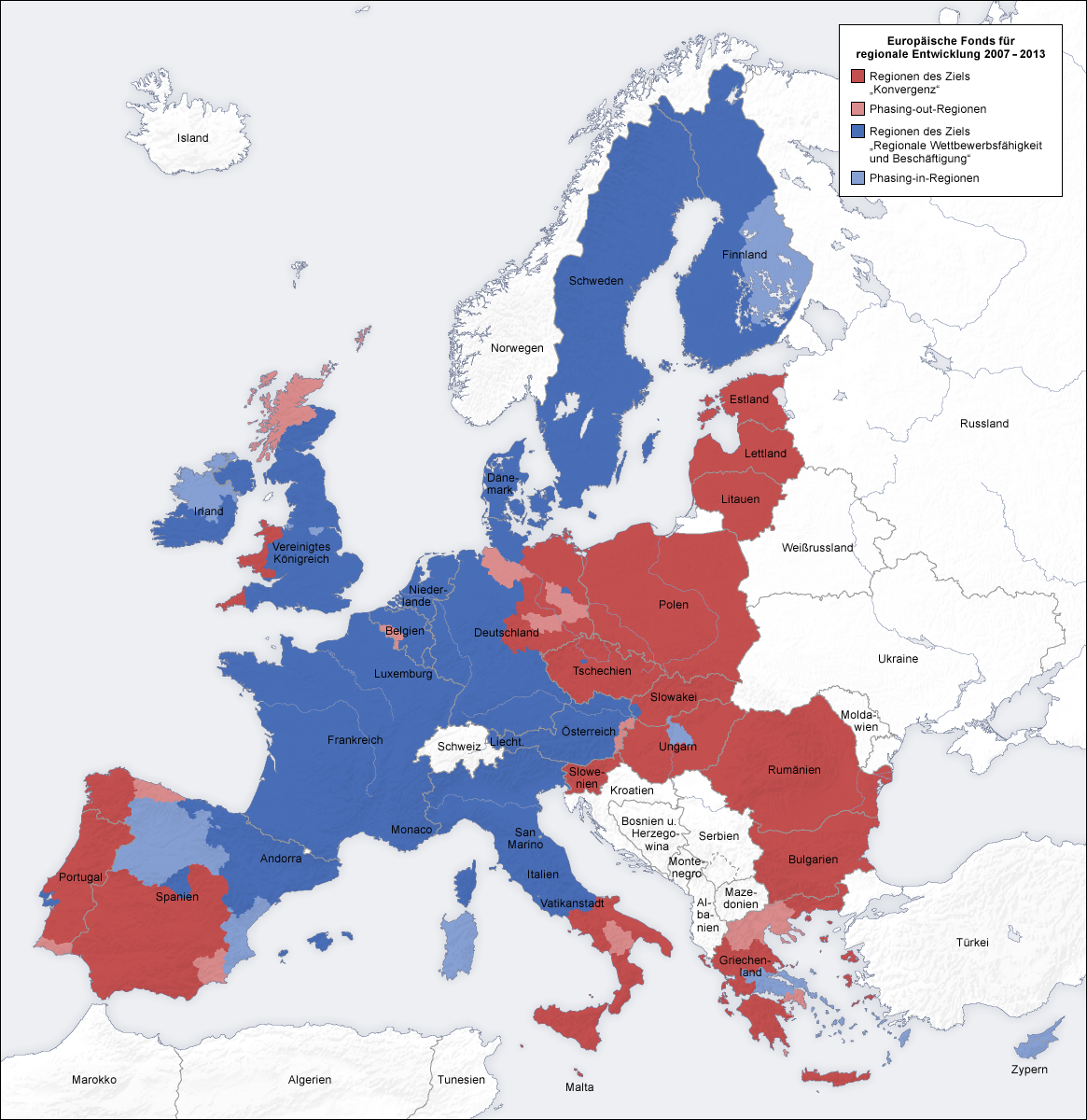
Europäische Fonds für regionale Entwicklung (EFRE)

Die Wirtschaft des Mittelmeerraums ist seit alters her geprägt von diversifizierter Landwirtschaft, Handel und Verkehr. Industrielle Schwerpunkte sind bis heute selten geblieben, dafür hat sich im gesamten Raum der Sektor der Dienstleistungen stark entwickelt. Eine besonders hervorgehobene Rolle spielt hierbei der Tourismus.
Insgesamt ist der Mittelmeerraum eine Wachstumsregion, die Wachstumsraten differieren allerdings stark zwischen den Ländern. Die Wirtschaftsleistung ist in den EU-Ländern deutlich höher als in den restlichen Ländern, innerhalb der EU jedoch gelten die Regionen im Mittelmeerraum als mehrheitlich strukturschwach. Daher finden sich sehr viele Empfängergebiete von EU-Strukturhilfen im Mittelmeerraum. In Europa werden Spanien, Portugal, Italien und Griechenland oft salopp als „Club Med“ bezeichnet. Der Begriff ist entstanden, als 1992 die Konvergenzkriterien von Maastricht aufgestellt wurden, die für die südeuropäischen Länder hohe Anstrengungen erforderten. Dort waren Staatsverschuldung und Inflation besonders ausgeprägt, während die Wirtschaftsleistung relativ gering war.

### Land- und Forstwirtschaft, Fischerei

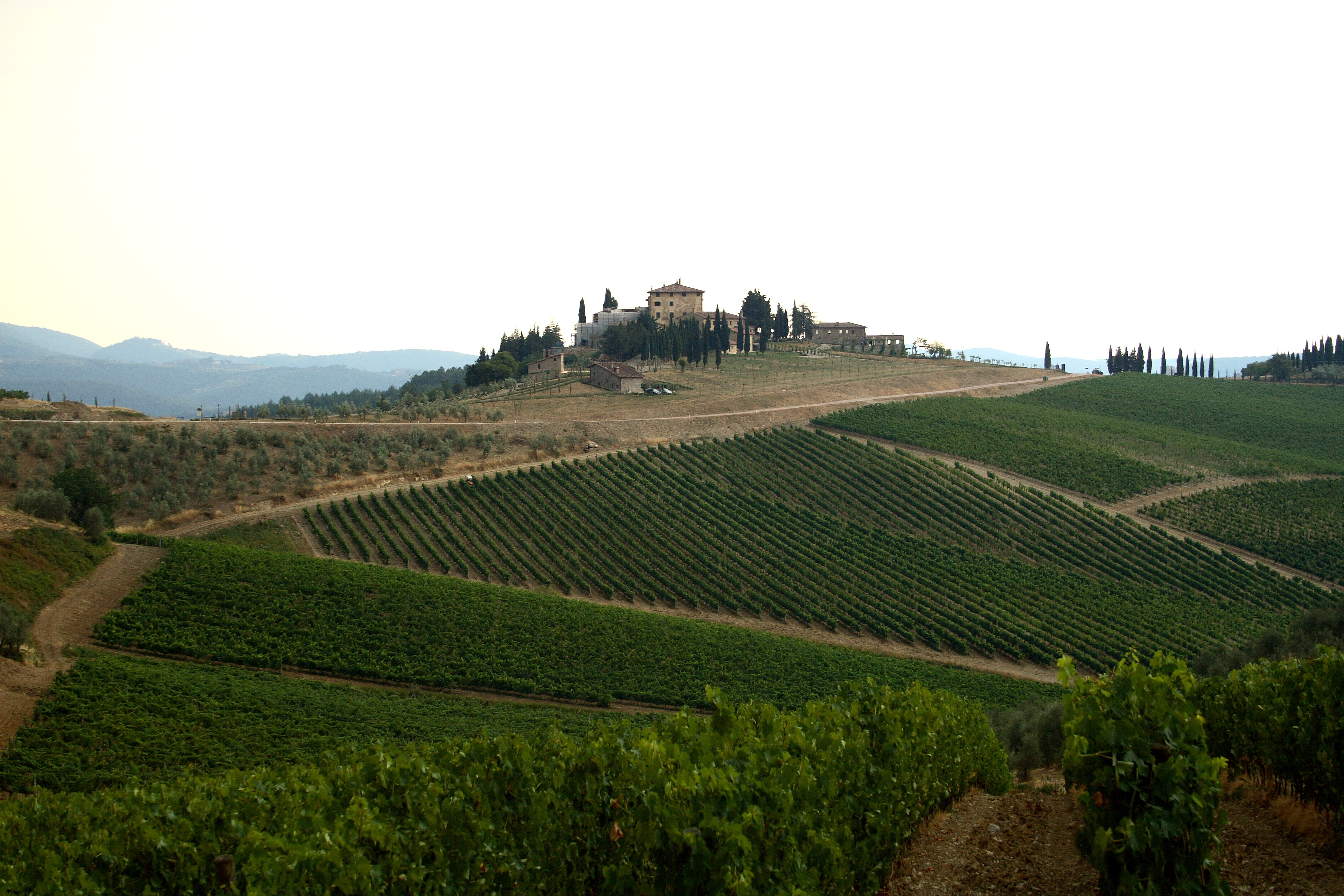
Wein- und Olivenanbaugebiet in der Toskana

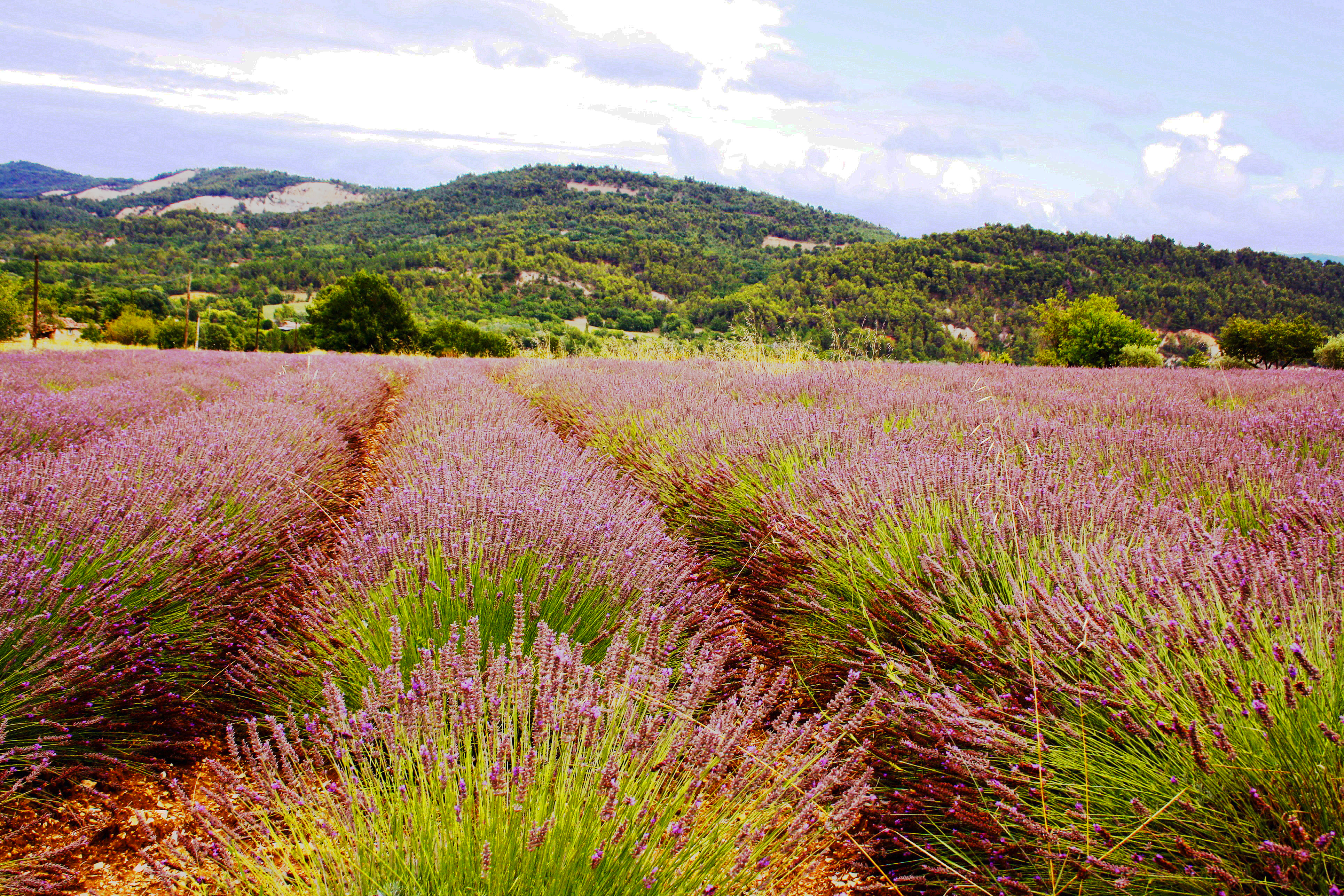
Lavendelfeld in Vaucluse

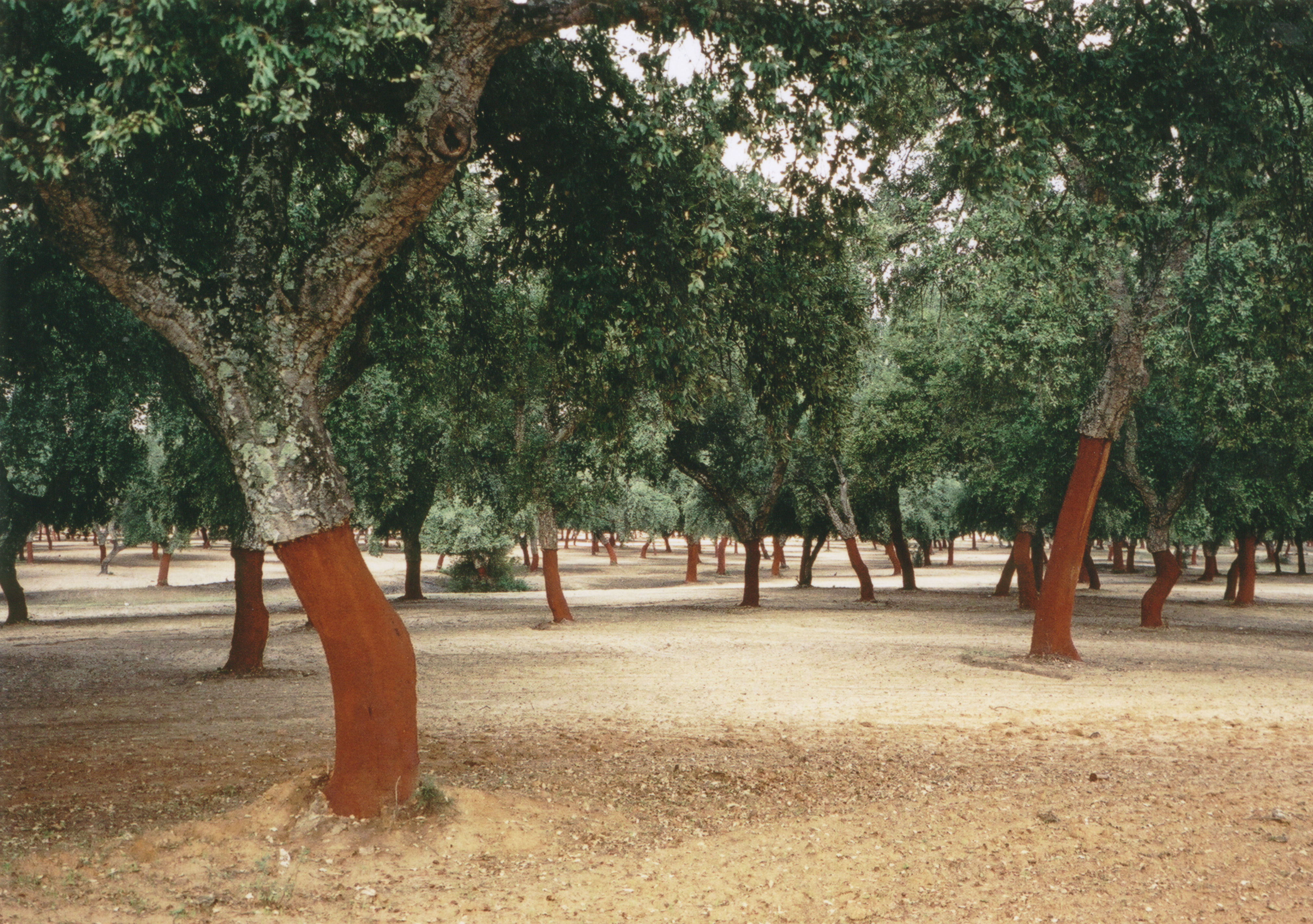
Halb abgeschälte Korkeichen in Andalusien

Der Mittelmeerraum ist aufgrund seines Klimas und seiner natürlichen Ressourcen bis heute stark agrarisch geprägt. Innerhalb der EU sind fast alle dort gelegenen Regionen von einem überdurchschnittlich starken Primärsektor gekennzeichnet. Die südlichen und östlichen Anrainer bestreiten teilweise sogar mehr als die Hälfte ihres BIP aus landwirtschaftlicher Wertschöpfung.
Eine Hauptrolle in der Landwirtschaft spielt der Getreideanbau, der in der Po-Ebene intensiv (Weizen- und Reisanbau), in Nordafrika extensiv betrieben wird. Neben Weizen wird zunehmend Mais, in Afrika teils auch Hirse angebaut. Die Bodenverschlechterung hat allerdings weite Gebiete für den Getreideanbau wenig rentabel werden lassen.
Der Weinbau hat in der Mittelmeerregion eine bis auf die alten Griechen zurückreichende Tradition. Heute ist er im ganzen Großraum weit verbreitet; Überproduktion billiger Weine geht einher mit spezialisierter Kultivierung in Spitzenlagen. Führend in der Weinproduktion sind Italien, Spanien, Frankreich, Portugal und Griechenland, aber auch in Nordafrika, der Türkei und im Libanon existieren Anbaugebiete. Die andere große agrarische Tradition ist der Olivenanbau. Oliven werden meist zu Öl verarbeitet, das wiederum als Speiseöl genutzt wird oder als Ausgangsstoff für weitere Produkte wie Seifen und Cremes dient.
In der Nähe von Flüssen hat sich größtenteils eine intensive Bewässerungskultur mit spezialisiertem Obst- und Gemüseanbau herausgebildet. Obst und Gemüse werden zum Teil auch über den Winter – unter Planen oder in Gewächshäusern – angebaut. Paradebeispiel ist das spanische Anbauprinzip der Huerta, einer intensiven Gartenkultur entlang der Flusstäler und -mündungen. Im Norden dominieren als Obstsorten Pfirsiche, Aprikosen, Melonen, Kirschen und Pflaumen, weiter im Süden vor allem Zitrusfrüchte, in besonders warmen Teilklimaten sogar Bananen und Datteln. Gemüsesorten sind vor allem Tomaten, daneben auch Auberginen, Artischocken, Paprika und Kohl.
Spezielle Kulturen sind im Mittelmeerraum häufig. Weit verbreitet ist der Tabakanbau. In den Küstenebenen der Südtürkei wird großflächig Baumwolle angebaut. Die ätherische Öle enthaltenden mediterranen Pflanzen spielen als Kräuter, Gewürze und Basis für Duftstoffe eine wichtige ökonomische Rolle. Die Lavendelfelder in der Provence sind weltberühmt.
Die Tierhaltung konzentriert sich aufgrund des beschränkten Flächenangebotes und dichter Besiedlung auf Kleintiere, die innerhalb eines umgrenzten Territoriums gehalten werden können, und einzelne Exemplare größeren Viehs. Zu Ersteren gehören Geflügel, Schweine und Kaninchen, die seit alters die Fleischversorgung sicherstellen, die zweite Gruppe besteht aus Last- und Reittieren wie Esel und Pferd, aber auch Rindern, die in älteren Zeiten vorwiegend als Zugtiere verwendet wurden. In Spanien hat sich die Rinderhaltung daneben auch zu Zwecken des Stierkampfes entwickelt. Vor allem Schafe und Ziegen wurden dagegen in Herden gehalten und waren Hauptquelle für Milch und Milchprodukte. Diese traditionelle Viehzucht hat sich im Süden weitgehend erhalten, in Europa dagegen hat der Anteil der Rinderzucht auf Kosten von Schaf- und Ziegenhaltung zugenommen. Weiterhin spielt die Imkerei im gesamten Mittelmeerraum eine herausgehobene Rolle.
Im Zuge der Waldzerstörung hat auch die Bedeutung der Forstwirtschaft an Gewicht verloren. Holzgewinnung aus mediterranen Wäldern ist als Wirtschaftszweig mittlerweile unbedeutend. Auch die Jagd spielt in weiten Teilen der Region keine Rolle mehr. Wo sie dennoch praktiziert wird, führt sie größtenteils zur Verschärfung ökologischer Probleme: So gefährdet die weitgehend unkontrollierte Freizeitjagd im Rhônedelta durch Abschüsse und bleihaltige Patronenrückstände den Tierbestand im Nationalpark Camargue. Es gibt jedoch auch Beispiele für nachhaltige Forstwirtschaft. In Spanien und Portugal konzentriert sich beispielsweise fast die gesamte Weltproduktion von Kork aus den dort endemischen Korkeichen. Die frei stehenden Bäume mit unterholzfreier Umgebung schaffen ideale Bedingungen für Hasen und ihre ebenfalls gefährdeten Fressfeinde wie den iberischen Adler. Aus mediterranen Wäldern wird insbesondere von Pinien auch Baumharz gewonnen, das für die Duftstoff- und Kerzenherstellung eine gewisse Rolle spielt. In einigen Regionen werden in Eichenbeständen Trüffel gefunden.
Auch die Fischerei ist für den Mittelmeerraum ein wichtiger Wirtschaftszweig. Der Pro-Kopf-Verbrauch an Fisch ist relativ hoch, variiert jedoch von Land zu Land. Beliebte Fangfische sind Thunfisch, Kabeljau, Sardinen und Sardellen, die fangfrisch verkauft oder weiterverarbeitet werden. Auch Muscheln und Meeresfrüchte werden gefischt, vor der afrikanischen Küste spielen Schwämme eine bedeutende Rolle. Die Überfischung zusammen mit der hohen Nachfrage lässt die Region allerdings zunehmend zum Importeur von Fisch werden. Wesentlich ergiebiger als das Mittelmeer ist der Nordatlantik, der vor allem von Portugal und Spanien aus befahren wird.

### Rohstoffe und Bodenschätze

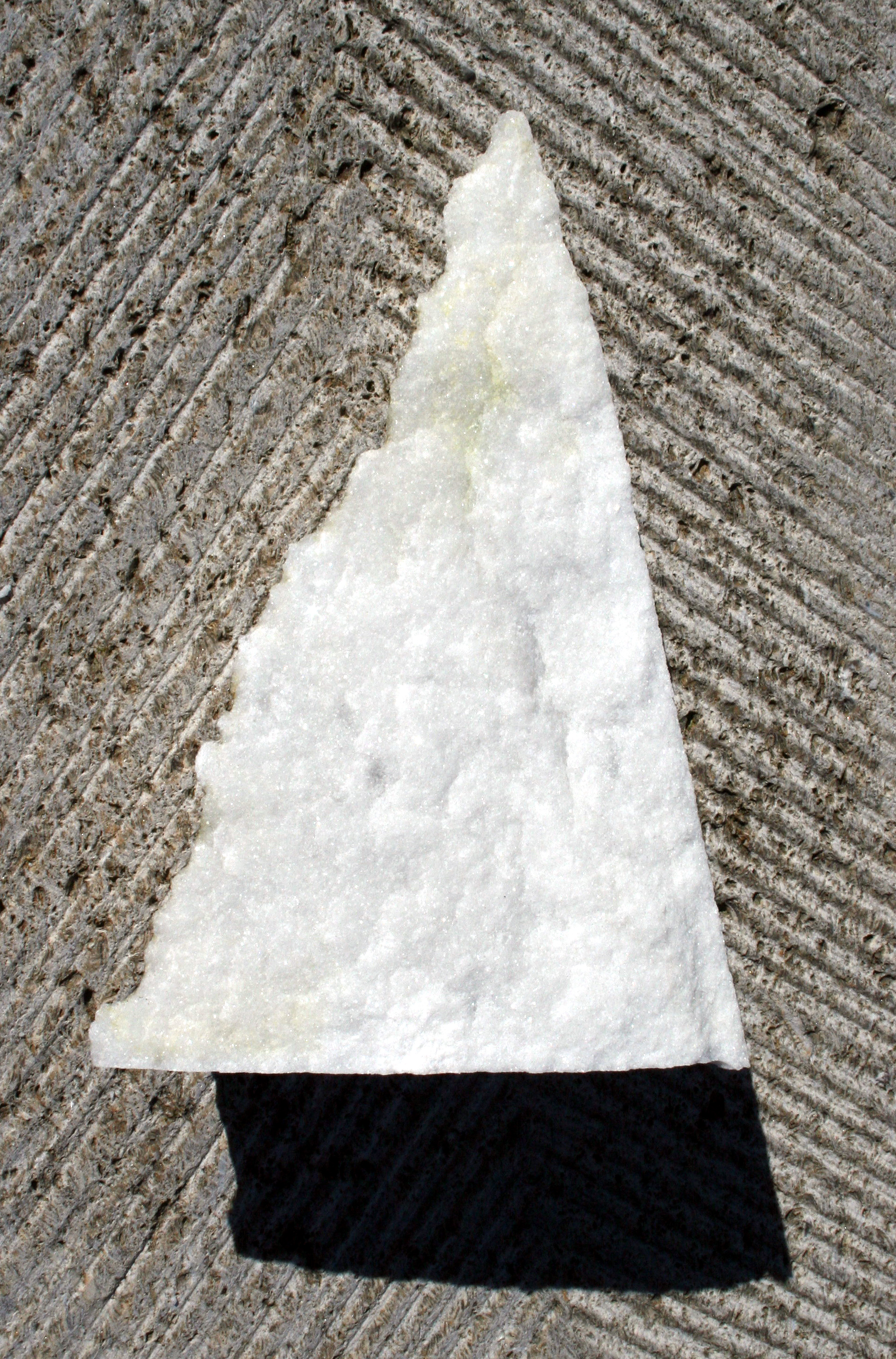
Weißer Marmor aus Carrara

Ton, Erden und Steine sind im Mittelmeerraum ein gewichtiger Sektor der Rohstoffgewinnung mit langer Tradition. Tongruben liefern den Rohstoff für eine vielgestaltige Keramikindustrie insbesondere in Italien, Spanien und Portugal. In Steinbrüchen wird hauptsächlich Kalkstein, aber auch Marmor von teilweise erstklassiger Qualität gewonnen. Insbesondere Marmor (z. B. der schneeweiße italienische Carrara-Marmor) genießt Weltruf. Daneben wird vor allem in Nordafrika in großem Stil Phosphat als Grundlage für Pflanzendünger gewonnen.
Der Bergbau ist im Vergleich hierzu nahezu unbedeutend. Obwohl in antiker Zeit eine Vielzahl an Gruben betrieben wurde und Kupfer, Eisen, Zinn, später auch Aluminium hier zuerst verhüttet wurden, ist der Mittelmeerraum für die heutigen Förderverhältnisse sehr rohstoffarm. Die ölexportierenden Länder Libyen und Algerien beziehen ihre Rohstoffe nicht aus dem mediterranen Landesteil, sondern aus dem Inneren der Sahara. Einzig die Quecksilbergewinnung in Spanien und Italien macht einen bedeutenden Anteil an der Weltförderung aus.

### Industrie und Handwerk

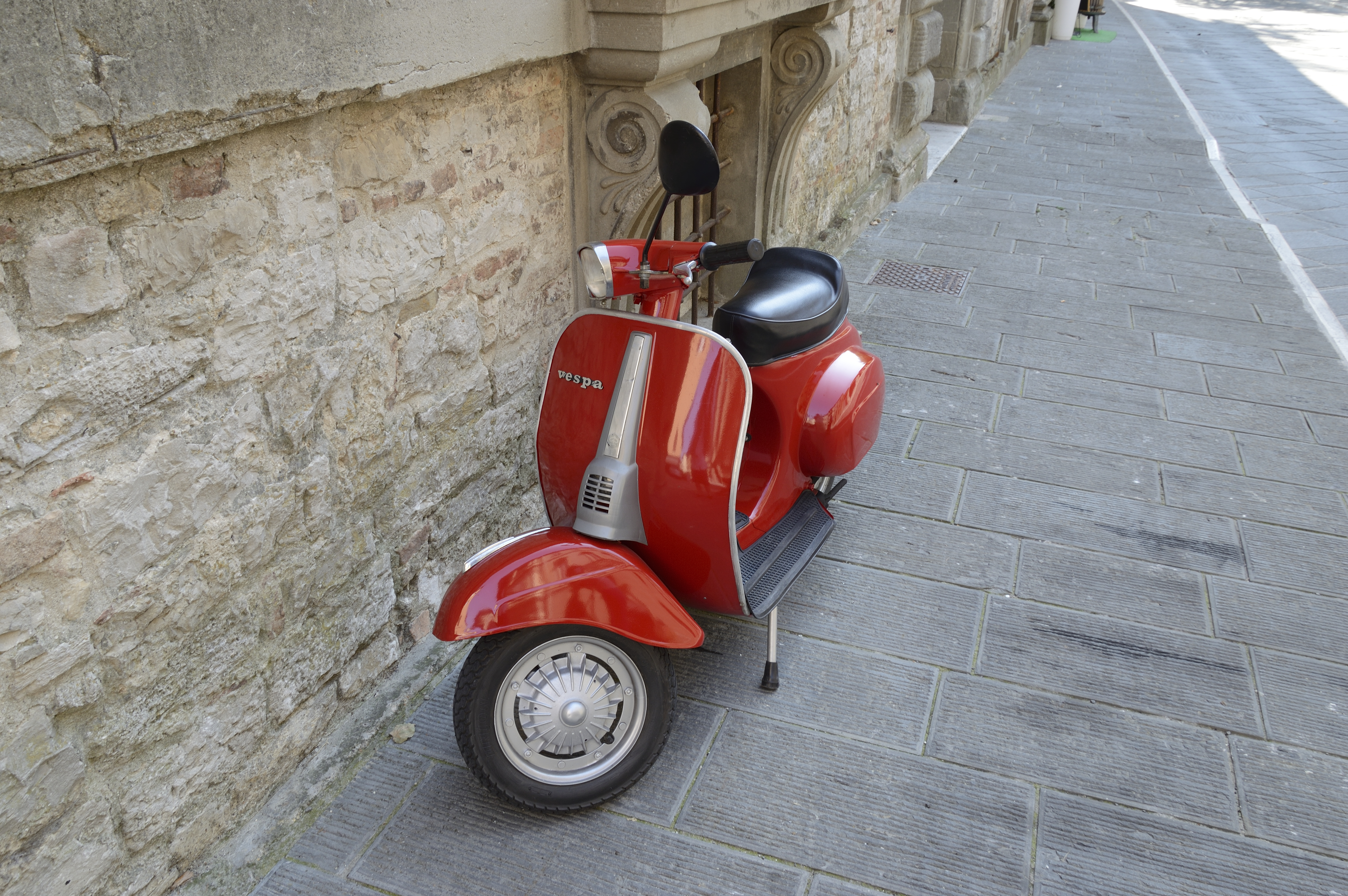
Neben Automobilen werden in Italien Zweiräder wie die berühmte Vespa gebaut.

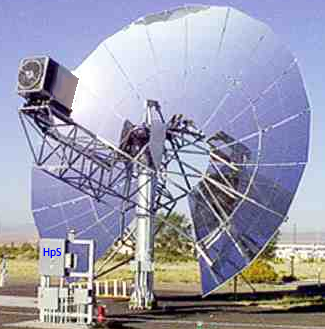
Solarenergieanlage in Spanien

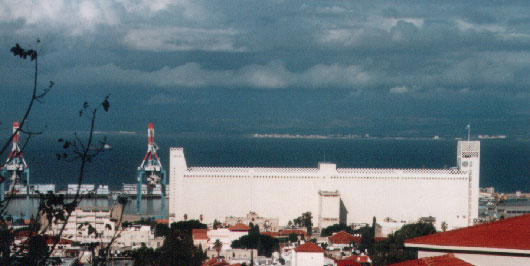
Getreidesilo in Haifa, Israel

Die Industrie ist im Mittelmeerraum im Vergleich zu anderen Weltregionen unterrepräsentiert. Schwerindustrie fehlt praktisch ganz, dafür ist die Konsumgüterindustrie zumindest im europäischen Teil recht gut entwickelt und stark auf einzelne Branchen konzentriert. Im südlichen Mittelmeerraum dominiert – oft noch traditionell betriebenes – Handwerk. Der Sekundärsektor weist verschiedene Schwerpunkte auf:
- In Spanien und Italien, seit einiger Zeit auch in der Türkei, hat sich die Metallverarbeitung entwickelt. Insbesondere der Fahrzeugbau und dessen Zulieferindustrie ist an einigen Standorten gewichtig, so z. B. in Turin (Fiat), Valencia (Ford) und Barcelona (Seat). In Spanien hat auch die Flugzeugindustrie ein Standbein. Der Schiffbau, einst bedeutend, wird im Mittelmeerraum nur noch in Griechenland und Italien in größerem Stil betrieben. Die kroatische Hafenstadt Rijeka hat ebenfalls eine lange Tradition des Schiffbaus aufzuweisen. Weitere Zweige der Metallverarbeitung sind Feinmechanik und Uhrenherstellung (insbesondere in Italien).
- Aufgrund der Personalintensität der Textilindustrie hat sich deren Verbreitung zumeist in Länder mit niedrigem Lohnniveau verlagert. Textilzentren finden sich noch in Spanien, Portugal, vor allem aber in der Türkei und mittlerweile auch in Nordafrika. Italien hat noch eine gewisse Position in der Herstellung von Designerkleidung und Schuhen, die sich aber auf das oberste Preissegment spezialisiert hat. In der Türkei, Tunesien und Marokko hat sich die Herstellung von Teppichen als bedeutende Branche erhalten. Die Türkei ist außerdem weltweiter Exporteur von Lederprodukten aller Art.
- Große Chemiestandorte sind in Frankreich, Spanien, Portugal und Italien angesiedelt. Raffinerien und chemische Industrie existieren auch in Nordafrika. Libyen wurde lange verdächtigt, in seinen chemischen Fabriken C-Waffen herzustellen. In Frankreich und Italien ist außerdem die Pharmabranche stark vertreten. Im italienischen Seveso kam es 1976 zu einem folgenreichen Unfall, als der massenhafte Austritt von Dioxinen die Stadt in Angst und Schrecken versetzte.
- Die Energieversorgung beruht auf einem diversifizierten Mix: Insbesondere im Rhonetal sind einige atomare Anlagen angesiedelt, die einen großen Teil zur französischen Stromversorgung beitragen. Neben den üblichen Kraftwerken auf fossiler Basis ist der Sonnenreichtum im Mittelmeerraum auch ausschlaggebend für die Entwicklung solarer Kraftwerke. Schwerpunkt ist hier die zentrale Hochebene von Spanien. Dort wird auch aus Wasserkraftwerken ein bedeutender Teil des nationalen Energieverbrauchs gedeckt. Aufgrund dichter Besiedlung und der Entwicklung des Tourismus sind Haushalte die Hauptabnehmer von Energie. Trockenheit und Hitze lassen durch den hohen Energieverbrauch der Klimaanlagen und sinkender Wasserspiegel in Stauseen besonders im Sommer immer wieder die Befürchtung von Engpässen oder gar Netzzusammenbrüchen aufkommen.
- Die Bauwirtschaft boomt in den meisten Mittelmeerländern, was vor allem mit Bevölkerungs- und Wirtschaftswachstum, insbesondere auch mit der Errichtung touristischer Infrastruktur zusammenhängt.
- Besonders vielfältig gestaltet sich die Verarbeitung der landwirtschaftlichen Produkte in der Nahrungsmittelindustrie. Dies betrifft Weinabfüllung, Brennereien, Konservenherstellung, Ölmühlen, Großbäckereien und Nudelherstellung, Fleisch- und Fischverarbeitung sowie die Herstellung von Fertiggerichten und Süßwaren. Hierbei hat sich ein bedeutender Industriezweig auf die Produktion von Luxusartikeln spezialisiert. Insbesondere der gute Ruf der meisten nationalen Gastronomien und der mediterranen Küche insgesamt ist dem Absatz dieser Produkte sehr förderlich.
- Aufgrund der räumlich kleinteiligen und sehr diversen Gewinnung verschiedener natürlicher Ressourcen haben sich in einzelnen Ländern und ihren Regionen auch Nischenproduktionen etabliert. In Portugal beispielsweise ist die Herstellung von Flaschenkorken und Fliesen von besonderer Bedeutung. Frankreich besetzt eine führende Position in der Parfüm- und Seifenherstellung. Kosmetika werden auch in Spanien und Italien in reichem Maße produziert. Diese beiden Länder sind auch wichtige Möbelhersteller. In den nordafrikanischen und orientalischen Staaten dagegen hat sich eine vielfältige Tradition des Handwerks bewahrt. Für die lokalen Märkte werden hauptsächlich Gebrauchsgüter angefertigt, für den Export insbesondere Kunsthandwerk und Schmuck.

### Tourismus

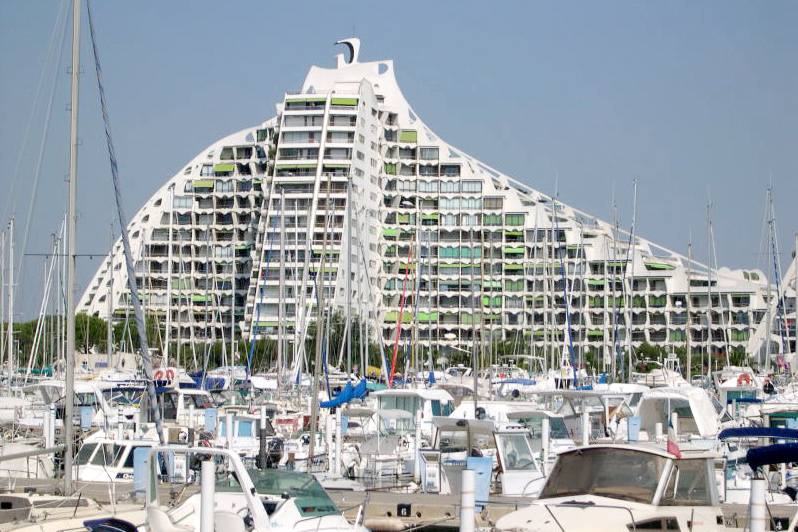
La Grande-Motte (Frankreich): archetypische Anlage des frühen Massentourismus

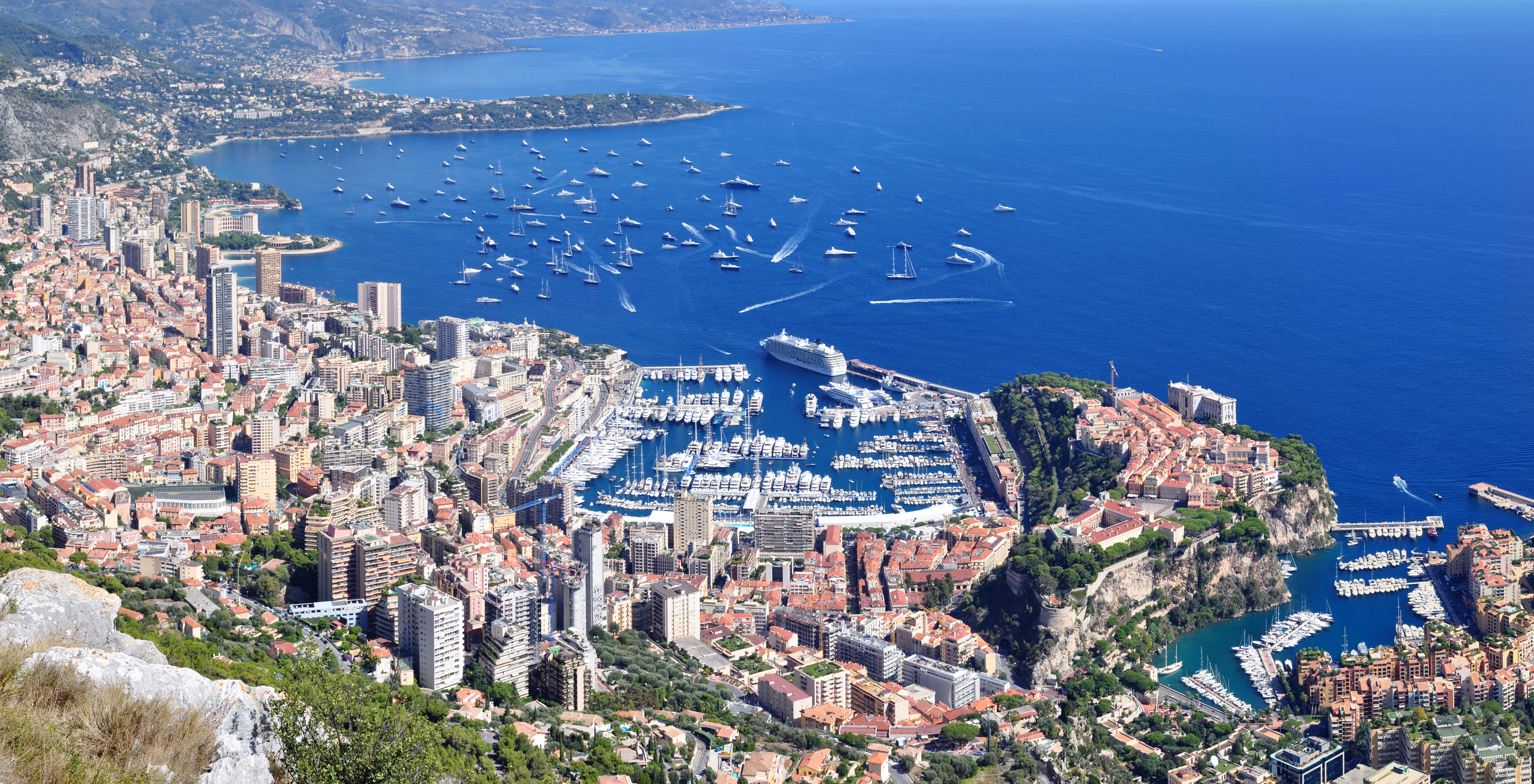
Monaco, teuerstes Pflaster im Mittelmeerraum

Der Mittelmeerraum stellt ein nahezu ideales Gebiet für alle Arten des Tourismus dar. Daher ist dieser Dienstleistungszweig derjenige, der in nahezu allen Staaten mit atemberaubendem Tempo wächst.
Der Tourismus hat im Mittelmeerraum eine Tradition, die bis zu den Bildungsreisen begüterter Bürger im 18. Jahrhundert zurückreicht. Hauptgründe für die Entstehung waren das angenehme Klima, die landschaftlichen und die kulturellen Reize. Mit 55.000 Kilometern verfügt das Mittelmeer zudem über mehr Küstenlinie als z. B. der gesamte afrikanische Kontinent, wodurch sich auch ein entsprechendes Mengenpotenzial ausbilden konnte. Während sich die Reisetätigkeit zunächst auf mondäne Seebäder und kulturelle Metropolen beschränkte, kam es in der Zeit nach dem Zweiten Weltkrieg zu einem Boom des Individual-, später auch des Pauschaltourismus, der bis heute anhält. Hierbei haben sich die einzelnen Regionen unterschiedlich entwickelt:
- Westliches Mittelmeer (Spanien, Frankreich, Italien):
 In den 1950er Jahren war aufgrund der schnellen Erreichbarkeit mit dem PKW die Adriaküste bevorzugtes Reiseziel der Deutschen – Rimini war damals als „Teutonengrill“ bekannt. In den 1960er und 1970er Jahren kamen Pauschalangebote per Bus und zunehmend per Flugzeug auf und steuerten zunehmend Spanien an, wo die Lebenshaltungskosten günstiger waren.
- Östliches Mittelmeer (Albanien, Kroatien, Montenegro, Griechenland, Türkei):
 Während unter kommunistischer Herrschaft in Albanien der Tourismus verwehrt wurde und somit diese Infrastruktur – sowie das Potenzial für einen wirtschaftlichen Aufschwung, aber auch in anderen Bereichen – nicht ausgeschöpft wurde, erfährt das Land seit den 2000er Jahren ein enormes Wachstum. Die Anzahl an ausländischen Besuchern in Albanien liegt (Stand 2019) bei 6,4 Millionen.
 Die istrische und dalmatinische Küste in Kroatien sowie die kroatischen Inseln etablierten sich schon in den 1960er Jahren zu den beliebtesten Reisezielen in Südeuropa. Vor allem Camping und Familienurlaub stehen hier an vorderster Stelle. Städte wie Rovinj oder Dubrovnik erlangten Weltruhm. Seit dem Ende des Balkankonflikts (1995) erlebt Kroatien einen regelrechten Boom. Mit über 8,5 Millionen ausländischen Besuchern im Jahre 2005 ist Kroatien auf dem achtzehnten Platz der populärsten Urlaubsziele der Welt.
 Griechenland etablierte sich als Ziel vor allem für individuellere Reisevorstellungen. Vor allem die griechischen Inseln sind Anziehungspunkte für Besucher aus aller Welt.
 Montenegro war schon zu Titos Zeiten ein bekanntes und beliebtes Reiseziel. Der Tourismus kam in den Regionen durch die Geschehnisse in den 1990er Jahren nahezu komplett zum Erliegen. Seit der Unabhängigkeit von Belgrad (2006) findet sich das kleine Land wieder vermehrt in den Reisekatalogen.

Heute liegen Ziele minderer und höchster Komfortklasse in der ganzen Region verteilt und oft unmittelbar nebeneinander, wofür Mallorca (Port d’Andratx für die Oberklasse, s’Arenal für Massentourismus) ein gutes Beispiel ist. Einige Staaten wie Malta bestreiten den Hauptteil ihres BIP aus Tourismuseinkünften. Nur wenige hierfür geeignete Landstriche sind touristisch nicht erschlossen. Die Gründe liegen in politischer Instabilität und mangelnder Sicherheit (z. B. Algerien, Syrien, Libanon), politischem Unwillen (Libyen) oder fehlender wirtschaftlicher Leistungsfähigkeit (Albanien). In einigen Regionen wird zunehmend die Zerstörung von Naturlandschaften und Infrastrukturen als Problem ernst genommen und hierdurch der Tourismus von öffentlicher Seite zurückgedrängt bzw. limitiert.

### Sonstige Dienstleistungen
Neben dem Tourismus spielen Handel und Verkehr im gesamten Mittelmeerraum eine herausragende Rolle. Die Vermarktung und der Transport der landwirtschaftlichen Erzeugnisse und ihrer Produkte hat eine lange, erfolgreiche Tradition. Belege für Vermarktungserfolge auch im deutschsprachigen Raum sind beispielsweise Jaffa-Apfelsinen, italienische Nudeln oder spanischer Serrano-Schinken. Innerhalb Europas wird Warentransport zum größten Teil über die Straße abgewickelt, zwischen den Kontinenten fast ausschließlich per Schiff. Hierdurch sind im gesamten Mittelmeerraum Güterterminals entstanden, die Standorte großer Speditionsunternehmen sind und vor allem Container abfertigen.
Italien und Spanien sind leistungsfähige Finanzstandorte mit einem hochentwickelten Banken- und Versicherungswesen. Während in Spanien vor allem die Banken (z. B. die Banco de Santander) zur Weltliga gehören, wartet Italien mit einigen Versicherungsriesen (z. B. Generali) auf. Auch die Telekommunikation ist in beiden Ländern sehr weit entwickelt. Israel ist dagegen in der Softwareentwicklung international führend.
Wissenschaft und Kultur sind im Mittelmeerraum wichtige öffentliche Dienstleistungszweige.

## Verkehr

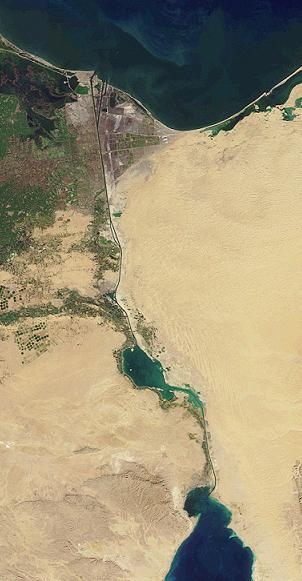
Der Suezkanal hat das Verkehrsaufkommen im Mittelmeer stetig erhöht.

Der Mittelmeerraum ist aufgrund seiner sehr verkehrsgünstigen Lage Ziel und Durchgangsstation aller Arten von Transportbewegungen. Eine Besonderheit ist, dass sich die Region nicht als kompakte Landmasse darstellt, sondern aus Anrainern eines gemeinsamen Meeres besteht, so dass die Seefahrt hier schon immer eine wesentlich wichtigere Rolle eingenommen hat als in vergleichbaren Wirtschaftsräumen.

### Seeverkehr
Während die Küstenschifffahrt nur noch touristische Nachfrage bedient, sind Passagier- und Frachtverbindungen über das Mittelmeer hinweg in ihrer Bedeutung ständig gewachsen. Vom Frachtaufkommen her ist das Mittelmeer als Transitgebiet besonders bedeutsam, seit im 19. Jahrhundert über den Suezkanal eine Verbindung zum Indischen Ozean hergestellt wurde. Dieser und die Straße von Gibraltar als natürliche Verbindung zum Atlantik gehören zu den meistbefahrenen Schifffahrtstraßen der Welt. Insbesondere werden Öltransporte aus dem Persischen Golf hierüber abgewickelt.
Auch der Personentransport ist bedeutsam. Dieser ist seit Ende des Kolonialzeitalters vor allem durch den Tourismus geprägt. Zuvor wurden beispielsweise auf der Route Marseille – Algier täglich Fährverbindungen aufrechterhalten, die eine wichtige Brücke zwischen Frankreich und seinen nordafrikanischen Besitzungen darstellten. Die Hauptfährverbindungen betreffen heute eher Waren- und Personenverkehr innerhalb der EU (Messina – Reggio Calabria oder Bari – Patras).

### Schienenverkehr
Der Mittelmeerraum war schon Ende des 19. Jahrhunderts Schauplatz verschiedener Prestigeprojekte, die Europa über die Schiene mit dem Nahen Osten verbinden sollten. Die Bagdad-Bahn, die die ganze Türkei durchquerte und über das Gebiet des heutigen Syrien am Mittelmeer entlangführte, wurde zu einem erheblichen Teil über deutsche Finanzmittel ermöglicht. Eine legendäre Passagierstrecke ist der Orient-Express nach Istanbul, der heute nicht mehr verkehrt.
Eisenbahnstrecken finden sich in fast allen Mittelmeerländern, wobei die Dichte in Europa am höchsten ist. Die nordafrikanischen Trassen sind häufig bereits im Kolonialzeitalter gebaut worden und werden noch heute von den jeweiligen nationalen Bahngesellschaften betrieben. Auf den meistfrequentierten Strecken mit Seeverbindung können ganze Züge in speziellen Schiffen transportiert werden.
Eine Besonderheit sind die Spurwechselbahnhöfe an der französisch-spanischen Grenze. Hier ergibt sich aufgrund der unterschiedlichen Spurweite der jeweiligen Eisenbahnnetze eine Schnittstelle mit obligatorischem Zugwechsel, so dass die Grenzbahnhöfe in Hendaye und Irún sowie Cerbère und Portbou im Verhältnis zur Größe der Orte grotesk überdimensioniert wirken.

### Straßenverkehr
Seit der Römerzeit durchzieht den Mittelmeerraum ein Netz von Straßen, die alle wichtigen Siedlungen miteinander verbanden und zum Truppen- und Warentransport unentbehrlich waren. Die Straßenführungen mitsamt einer erstaunlich hohen Zahl von Brücken und Viadukten sind teilweise bis heute erhalten. Nachdem im westlichen Mittelmeerraum unter Napoleon eine zweite Welle des militärisch motivierten Straßenbaus eingesetzt hatte, war insbesondere die Motorisierung ausschlaggebend für die heutige Straßendichte. In Italien setzte in der unmittelbaren Nachkriegszeit, in den anderen EU-Staaten spätestens seit deren Beitritt der verstärkte Bau von Autobahnen ein, die im Mittelmeerraum größtenteils mautpflichtig sind. Eine Ausnahme stellen die spanischen Inlandsverbindungen dar, die fast ausschließlich über EU-Fördermittel finanziert wurden.
Die Küste zwischen Slowenien und der Levante ist größtenteils so steil, dass eine Erschließung über Straßen sehr schwierig ist. Hier wird der Durchgangsverkehr in der Regel über günstigere Regionen im Inland geführt, während der Zugang zur Küste über wenige Stichstraßen erfolgt, die teilweise über schwindelerregende Passhöhen geführt werden müssen. Schwierige Durchquerungen hoher Gebirge führen regelmäßig zu Verkehrsengpässen, die besonders zur Hauptreisezeit ein ernstes Problem darstellen.
Vom Straßenverkehr gehen im Mittelmeerraum besondere Belastungen und Gefahren aus: Die Emissionen beeinträchtigen die Gesundheit der Bevölkerung insbesondere dort, wo Siedlungsraum knapp ist und die Straßen oft durch Innenstädte führen. Durch das enorme Verkehrsaufkommen und arbeitsrechtliche Missstände steigt außerdem das Risiko schwerer Unfälle. Regelmäßig verunglücken eine Vielzahl Touristenbusse oder LKWs aufgrund der Übermüdung ihrer Fahrer, was regelmäßig zu hohen Zahlen an Todesopfern führt.

### Luftverkehr
Der Luftverkehr im Mittelmeerraum befindet sich in einem ständigen Aufschwung. Auch diese Entwicklung ist vor allem dem Tourismus, insbesondere dem Massentourismus zu verdanken. Zudem werden Luftverbindungen zunehmend auch von Migranten benutzt, wenn sie zwischen Gast- und Heimatland pendeln. Ursache ist der Preisverfall, der auf den Hauptstrecken die individuelle Anfahrt in Zeit- und Kostenhinsicht überflüssig macht.
Bis auf die Kleinststaaten verfügt jedes Mittelmeerland über einen oder mehrere Flughäfen. Während einige fast ausschließlich dem Tourismus ihre Existenz verdanken (Djerba, ursprünglich auch Antalya), haben sich andere zu großen Transitzentren entwickelt, die die Verteilung der Fluggäste über den ganzen Mittelmeerraum und darüber hinaus übernommen haben. Größte Flughäfen gemessen am Passagieraufkommen sind in Europa ohne Türkei in dieser Reihenfolge Madrid (fünftgrößter europäischer Flughafen), Rom und Barcelona. Weitere Großflughäfen sind Athen, Istanbul, Tel Aviv, Tunis und Casablanca.

## Kultur
Interkultureller Austausch, intellektuelle Traditionen und eine früh entwickelte Urbanität haben den Mittelmeerraum zu einem kulturell besonders bedeutsamen Raum werden lassen. Hier wurde die klassische Philosophie entwickelt, Demokratie und Republik erfunden und eine Reihe weltberühmter Bibliotheken und Universitäten gegründet. Auch die schönen Künste und die Architektur waren hier von allen Kulturkreisen stets hoch angesehen und stark gefördert.

### Kunst
In heutiger Zeit sind die im Mittelmeerraum entstandenen kulturellen Grundlagen weltweit verbreitet – ähnliches lässt sich über die Kunstgegenstände behaupten, von denen nicht wenige außerhalb der Region im Louvre, im Pergamonmuseum, im British Museum oder in US-amerikanischen Sammlungen untergebracht sind. Genuin mediterran sind die klassischen Kunstepochen des antiken Griechenland und des Römischen Reiches, die inhaltlich und in der Formensprache sehr ähnlich sind, da die Römer die meisten griechischen Stilmittel übernommen hatten.
Eine Auseinanderentwicklung der regionalen Kunstrichtungen trat ab dem 8. Jahrhundert ein: Die islamischen Gebiete entwickelten eine sehr ausdifferenzierte Ornamentik und einen charakteristischen maurischen Baustil, der so prägend war, dass er wiederholt auch die christliche Kultur beeinflusste. In Europa entwickelten sich die Romanik und im Folgenden die Gotik als abendländische, stark architektonisch ausgerichtete Kunstformen, die insbesondere im Sakral- und Militärbau prägend waren. In Byzanz bildete sich eine ganz eigene, vor allem griechisch beeinflusste Kunstform aus, die in Bezug auf bildliche Darstellung der abendländischen weit überlegen war.
Eine besondere Dynamik bekam die Kunst im Mittelmeerraum mit der Entstehung der Renaissance in Italien, als die Malerei revolutioniert und über Kapitalgeber massiv gefördert wurde. Die Architektur erfuhr eine völlige Neukonzeptionierung und differenzierte sich in viele regionale Stilrichtungen aus (z. B. manuelinischer Stil in Portugal). Auch der Barock ging maßgeblich vom italienischen Kulturraum aus, beeinflusste aber auch Spanien. Spanien trug in dieser Epoche mit einigen herausragenden Malern wie Diego Velázquez sehr zur Entwicklung der Kunst in Europa bei.
Auch die Moderne hat im Mittelmeerraum einige wichtige Richtungen angestoßen. Pablo Picasso und Juan Gris prägten wesentlich den Kubismus, Antonio Gaudí einen eigenen Expressionismus, in Italien entwickelte sich der Futurismus. Die Entwicklung stockte in diesen Ländern, als sie unter faschistische Regimes gerieten und ihre kulturelle Führungsrolle (mitsamt den meisten Künstlern) vor allem an den südfranzösischen Raum abtraten. Dieser war zuvor schon Treffpunkt einer Vielzahl vor allem impressionistischer Künstler wie Paul Cézanne, Paul Gauguin und Vincent van Gogh gewesen, die die Klima-, aber auch die Lichtverhältnisse am Mittelmeer sehr schätzten.

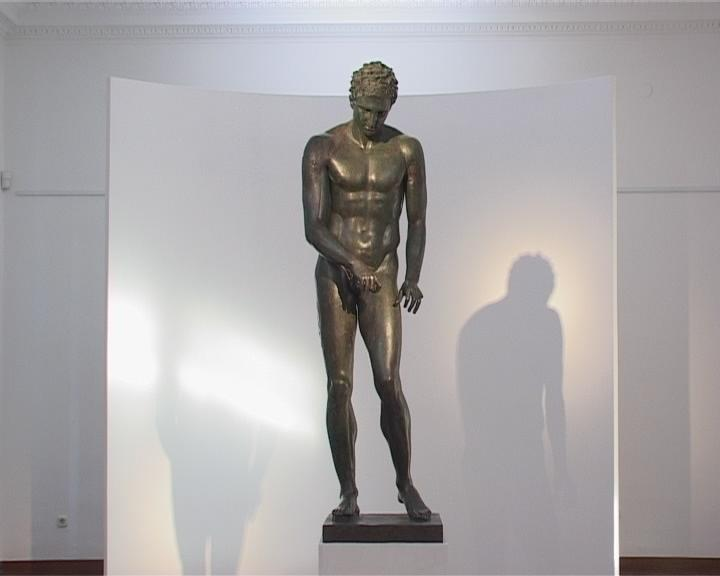
Apoxyomenos aus Kroatien
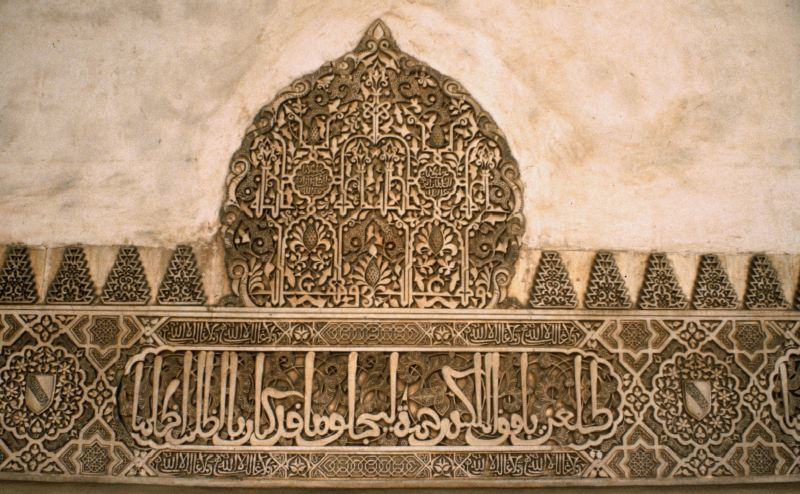
Arabische Kunst: Ornamentik in der Alhambra, Granada
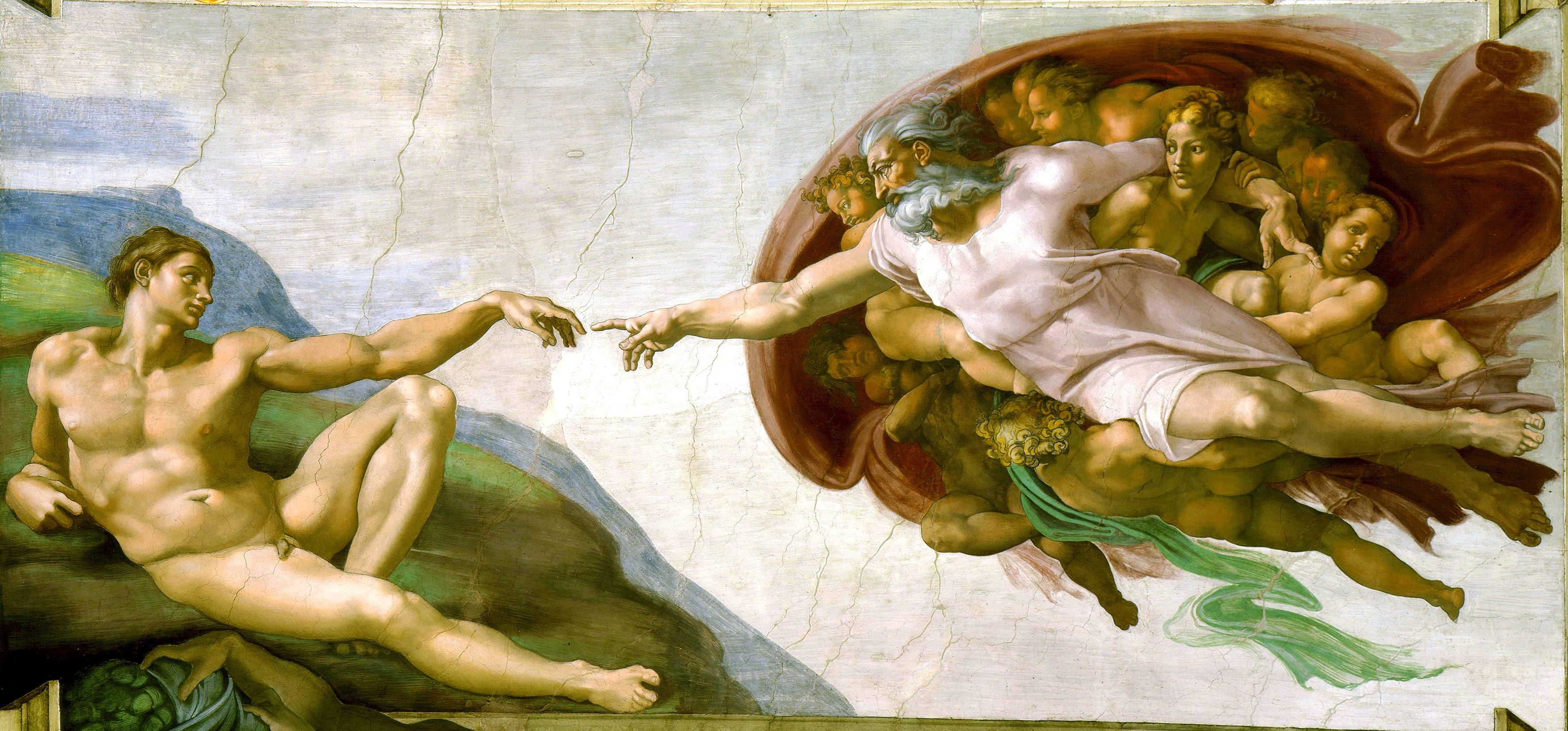
„Die Erschaffung Adams“, Renaissancewerk in der Sixtinischen Kapelle, Rom
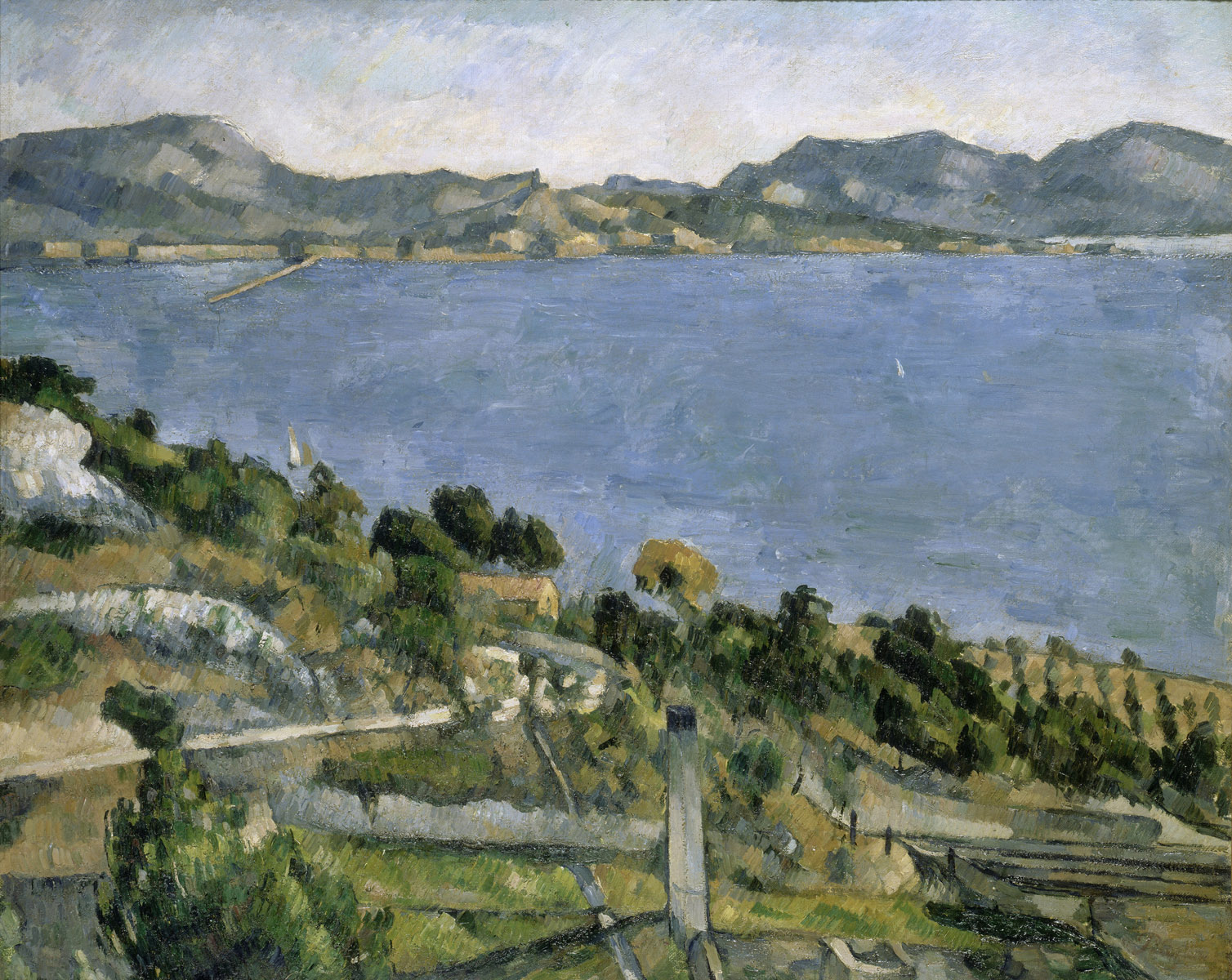
Paul Cézanne: „Das Meer bei L’Estaque“

### Sehenswürdigkeiten

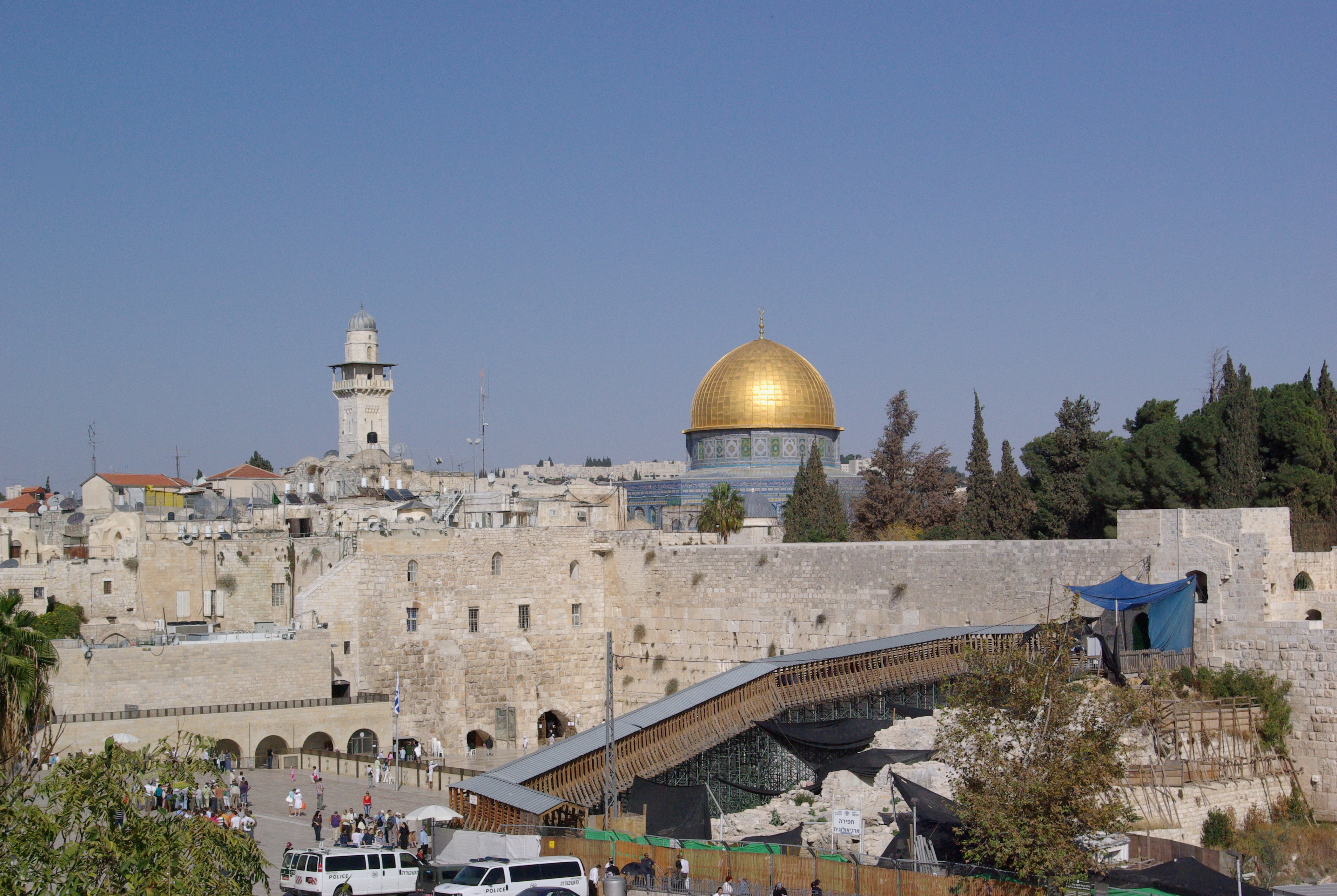
Jerusalem: Klagemauer und Felsendom

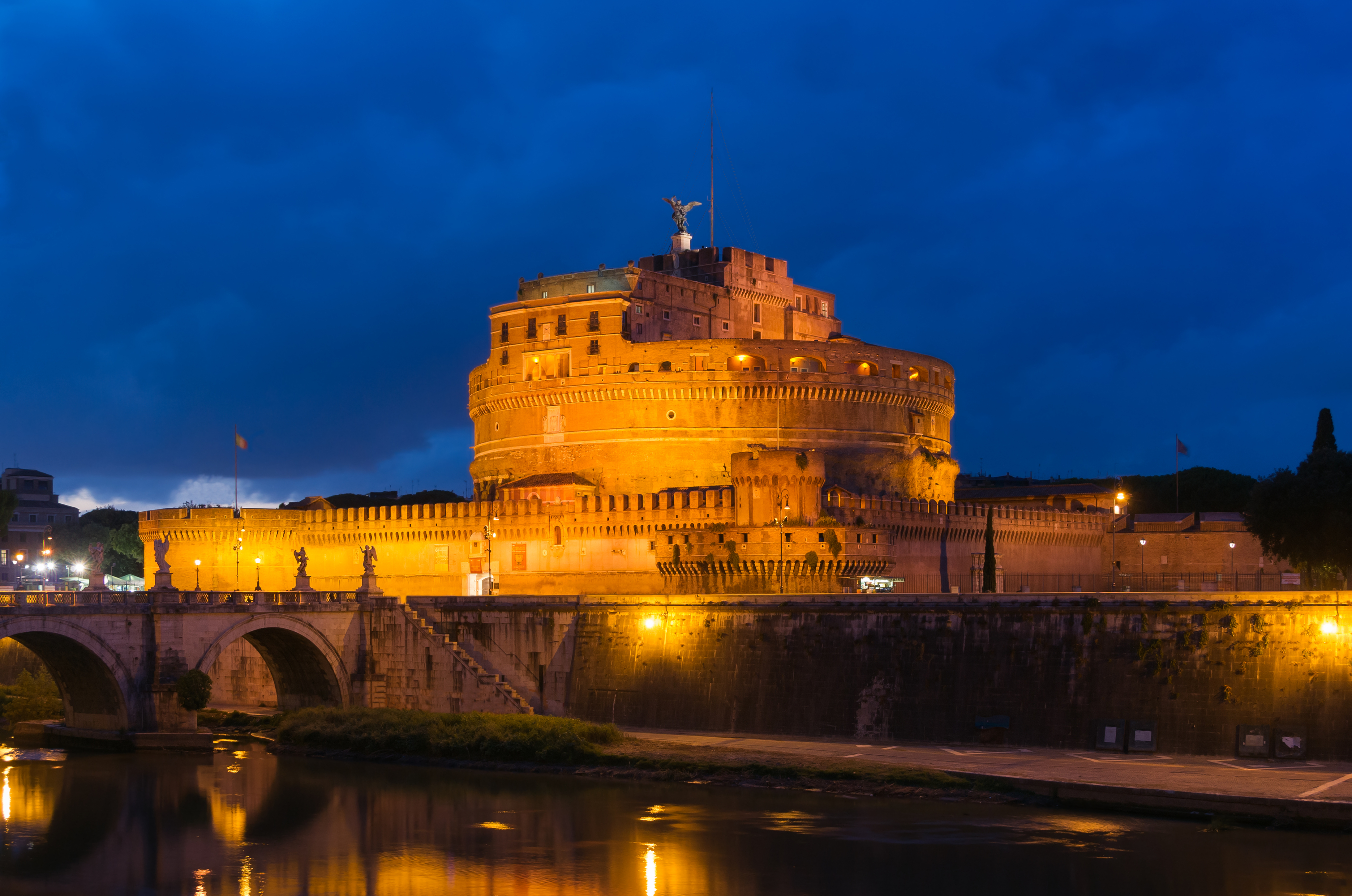
Rom: Die Engelsburg ist aus dem römischen Hadrians-Mausoleum entstanden.

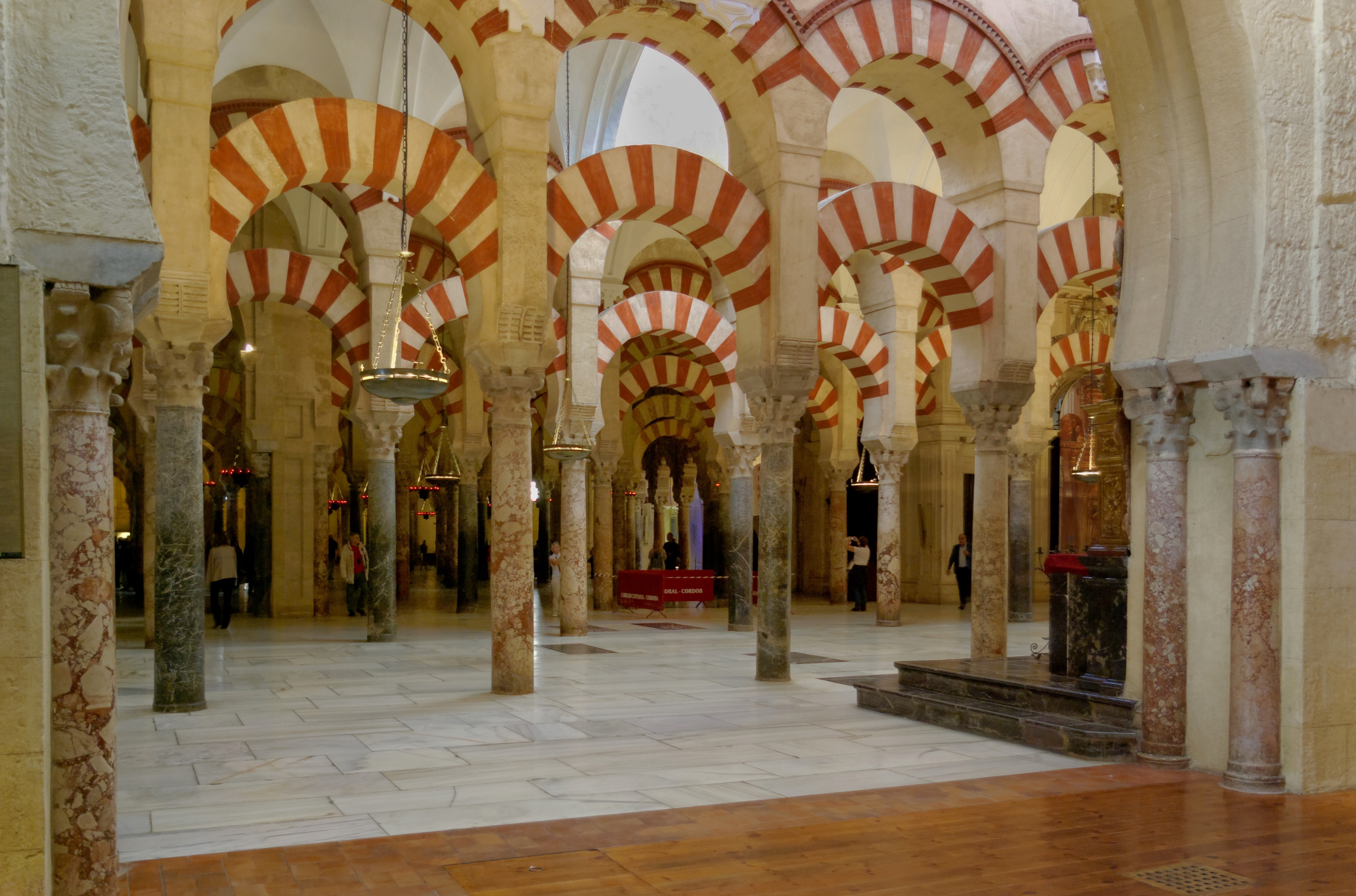
Die Mezquita in Córdoba

Als alter, Jahrtausende lang entwickelter Kulturraum verfügt das Mittelmeergebiet über unzählige Kulturdenkmäler, von denen allein über 150 in der Liste der UNESCO-Weltkulturerbe aufgeführt sind. Eine stattliche Anzahl von Metropolen sind bereits seit 2000 bis 3000 Jahren ununterbrochen besiedelt und weisen wegweisende Bauten aus allen stilbildenden Epochen auf. Besonders hervorzuheben sind:
- Rom, das als „ewige Stadt“ eine fast dreitausendjährige Geschichte hat und aus der Römerzeit unzählige Bauten von unschätzbarem kulturellen Wert beherbergt.
- Jerusalem, die einzige Stadt, die von drei Weltreligionen als ein geistliches Zentrum angesehen wird und daher christliche, jüdische und islamische Bauten auf engstem Raum vereinigt.
- Istanbul, das nacheinander römische, christliche und islamische Epochen erfuhr, deren Zeugnisse überall nachzuverfolgen sind.

In historischer Zeit haben sich die Machtzentren und Staaten immer wieder verschoben und neu gebildet, so dass bestimmte Stilepochen auch regional konzentriert sind. Beispiele für herausragende Kulturdenkmäler sind:
- aus der Frühzeit: Knossos (Kreta), Troja und die lykischen Grabstätten (Türkei), Karthago (Tunesien)
- aus dem klassischen und hellenistischen Griechenland: Die Athener Akropolis, Delphi (Griechenland), Aspendos (Türkei), Taormina (Sizilien), die Stadtanlage von Alexandria (Ägypten)
- aus römischer Zeit: Forum Romanum, Kolosseum, Thermen, Palastruinen und die Vorläufer der Engelsburg in Rom, Aquädukte (Pont du Gard, Segovia), Arenen (El Jem, Arles, Nîmes), Theater (Orange), Tempel (Maison Carrée in Nîmes), Stadtanlagen (Ostia, Pompeji), Militärbauten (Stadtmauer von Jerusalem), das Amphitheater in Pula sowie der Diokletianspalast in Split, Kroatien
- aus dem Mittelalter: romanische und gotische Kathedralen in Spanien und Portugal (Burgos, Sevilla, Braga), Burgen (Castel del Monte, Carcassonne, Papstpalast in Avignon, Krak des Chevaliers in Syrien und Templerburgen auf Malta und Zypern), Stadtanlagen (Venedig, Siena, Wohntürme in San Gimignano, Befestigungen von Ávila), maurische Architektur in Spanien (Alhambra in Granada, Moscheen in Toledo und Córdoba) und Nordafrika (Fès, Medina von Algier), byzantinische Sakralbauten (Hagia Sophia in Istanbul). Die Osmanische Brücke Stari Most in Mostar sowie die Ferhadija-Moschee in Bosnien-Herzegowina. Die Altstadt von Dubrovnik mit ihren romanischen und gotischen Kirchen, Palästen und Klöstern in Kroatien.
- aus der Renaissance: Sakralbauten (Petersdom in Rom, Kathedrale von Florenz), Profanbauten (Uffizien in Florenz), Paläste (El Escorial bei Madrid), Militärbauten (Torre de Belém in Lissabon). Die Kathedrale des Heiligen Jakob in Šibenik, Kroatien
- aus dem Barock: Stadtanlagen (Turiner Neustadt, Sizilianische Städte, Plaza Mayor jeweils in Madrid, Valladolid, Salamanca), Kathedralen (Saragossa, Coimbra, Lissabon), Festungen
- Aus der späteren Neuzeit: Jugendstilbauten in Spanien (vor allem Barcelona), sowie in Kroatien, Opatija, mit seinen Villen luxuriösen Hotels.
- Moderne Architektur (Art Nouveau): Stadtbild von Barcelona mit Torre Agbar Wolkenkratzer, Diamond of Istanbul Wolkenkratzer im Finanzviertel Istanbuls, Viaduc de Millau in Südfrankreich, Olympia-Sportkomplex Athen und Akropolismuseum in Athen, Poljud-Stadion und Sportkomplex in Split, Franjo-Tuđman-Brücke in Dubrovnik sowie die Weiße Stadt (Bauhaus) in Tel Aviv

### Gastronomie

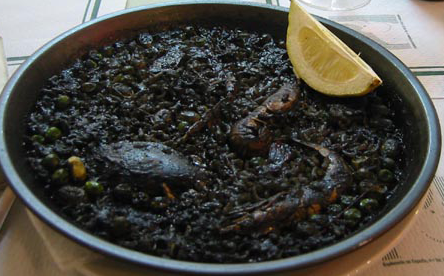
Arroz negro, Reis mit Tintenfisch und Gambas

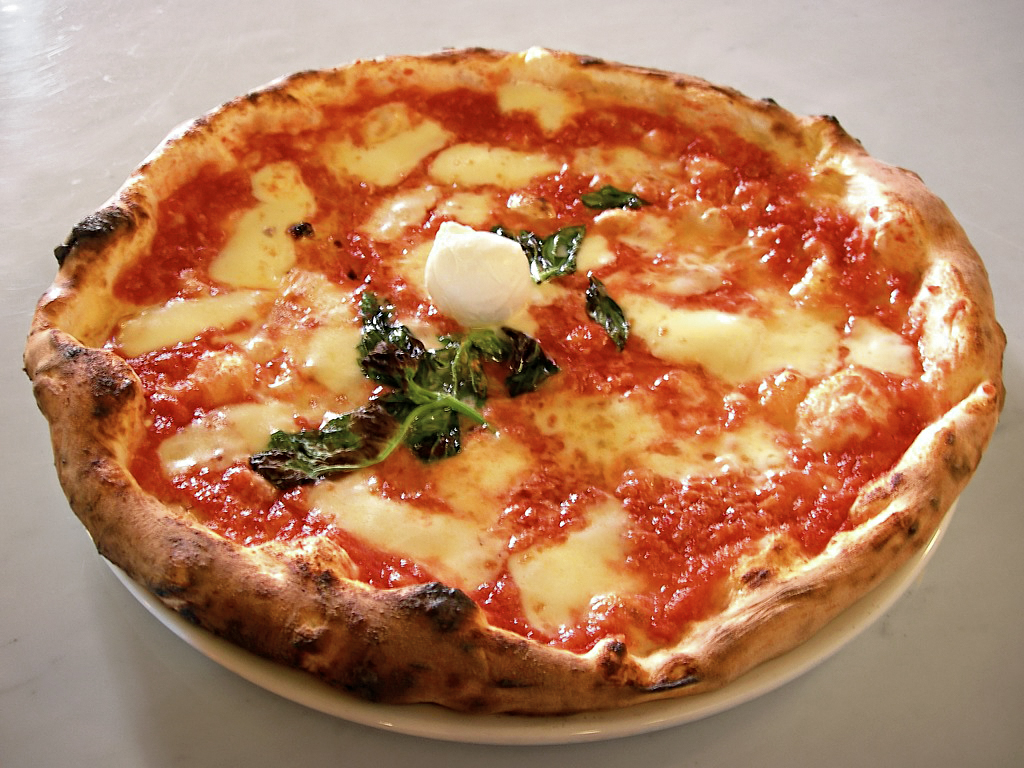
Pizza

Innerhalb der Zone mediterranen Klimas hat sich eine eigene Gastronomie ausgeprägt, die mediterrane Küche. Charakteristisch für diese ist die hauptsächliche Verwendung pflanzlicher Öle, insbesondere von Olivenöl. Da Olivenöl über einen hohen Anteil ungesättigter Fettsäuren verfügt, gilt es als bekömmlich und gesundheitsfördernd. Zudem ist die Mittelmeerküche geprägt von einem hohen Anteil an Gemüse und Obst und reichlicher Verwendung von typischen Kräutern und Gewürzen. Traditionell wird auch relativ viel Fisch konsumiert. Alle diese Eigenarten haben dazu beigetragen, dass diese Gastronomie weltweit sehr beliebt geworden ist, da sie als überaus gesund und wohlschmeckend empfunden wird. Traditionell wird zur mediterranen Küche Wein getrunken.
Unterschiede der Gastronomie im Mittelmeerraum bestehen aus klimatischen, religiösen und wirtschaftlichen Gründen: Diejenigen Gebiete, in denen keine Olivenbäume gedeihen (Gebirgslagen, nördliche Adria und Po-Ebene, im Süden die Steppen), haben auch keine charakteristisch mediterrane Küche ausprägen können. Religiöse Hintergründe betreffen hauptsächlich das Fehlen bestimmter Fleischsorten: Schweinefleisch wird beispielsweise nur in christlichen Ländern traditionell verwendet. Eine Besonderheit stellt die jüdische Küche dar, die durch mannigfaltige Festlegungen bezüglich koscherer Zubereitung ein ganz eigenes Gepräge entwickelt hat. Wirtschaftliche Gründe beziehen sich vor allem auf die Verfügbarkeit entsprechender natürlicher Ressourcen: So wird im Inneren der Iberischen Halbinsel sehr viel Fleisch verzehrt, während an der portugiesischen Küste vor allem Fisch auf der Speisekarte steht.
Einige Gerichte aus der Mittelmeerküche haben Eingang in die Fast-Food-Gastronomie gefunden, weswegen sie oft nicht mehr primär als mediterran angesehen werden. Typisch hierfür sind die Pizza, Ćevapčići oder der Döner Kebab, die sich außerhalb des Mittelmeerraumes teilweise eigenständig weiterentwickeln und ihren ursprünglichen Charakter mitunter sogar verlieren.
Einige nationale Küchen genießen einen besonders guten Ruf: Die französische und italienische Küche zählen zu den einflussreichsten Landesküchen der Welt und wurden als immaterielles Weltkulturerbe von der UNESCO anerkannt. Besonderheiten der Länderküchen sind im Groben folgende:
- Albanien: Schafskäse, Raki (Schnaps)
- arabisch-islamische Länder: Fleisch, Milch und Milcherzeugnisse von Schaf, Kamel und Ziege, Gerichte auf Basis von Kichererbsen (Hummus), Hirse und Weizengrütze (Couscous), Fleisch als Spieß (Schisch Kebap), frittierte Gerichte (z. B. Brik)
- Balkanregion: Reisgerichte, Ćevapčići und gegrilltes Fleisch aller Art, Pita, Burek, Bohnensuppe/eintopf (Pasulj), Slivovic (Schnaps)
- Griechenland: Fisch aller Art, Meeresfrüchte, Oktopus, Fleisch-Käse-Kombinationen, gefülltes Gemüse/Weinblätter, Taramosalata, Spanakopita
- Israel: Hummus, Gefilte Fisch, Tscholent, Steak und Auberginensalat (Mutabbal), Bagels, Falafel, Charosset
- Italien: Meeresfrüchte, Pasta, Pizza, Pesto, Risotto, Speiseeis, Panettone, Tiramisu, diverse Käsesorten wie Parmesan, Mozzarella oder Gorgonzola, Wurst und Fleischerzeugnisse wie Mortadella, Salami, San-Daniele-Schinken oder Parmaschinken.
- Kroatien: istrischer und dalmatinscher Pršut und Speck, Fisch (u. a. Bakalar), Meeresfrüchte, Licki Krumpir, Kulen, Lamm vom Spieß, gegrilltes Fleisch, Zganci, Wein (Prosek, Dingač), Travarica (Schnaps), Kruskovac (Birnenlikör), Krofne
- Libanon: Falafel, Hummus, Mutabbal, Vorspeisen
- Portugal: Fisch aller Art, Meeresfrüchte, Bacalhau in mannigfaltigen Versionen, Zicklein, Eintöpfe (Feijoada), Suppen (Caldo verde), in Rotwein marinierte Schweinefleischgerichte (Vindalho)
- Spanien: Tapas, Grillfleisch (Schwein, Lamm), Schinken, Paella, Salate
- Türkei: Gerichte auf Joghurtbasis, Teiggerichte, Süßspeisen, Suppen, Fischgerichte, Lamm- und Hammelgerichte, Innereien, gefülltes Gemüse/Weinblätter